# Architecture coloniale française

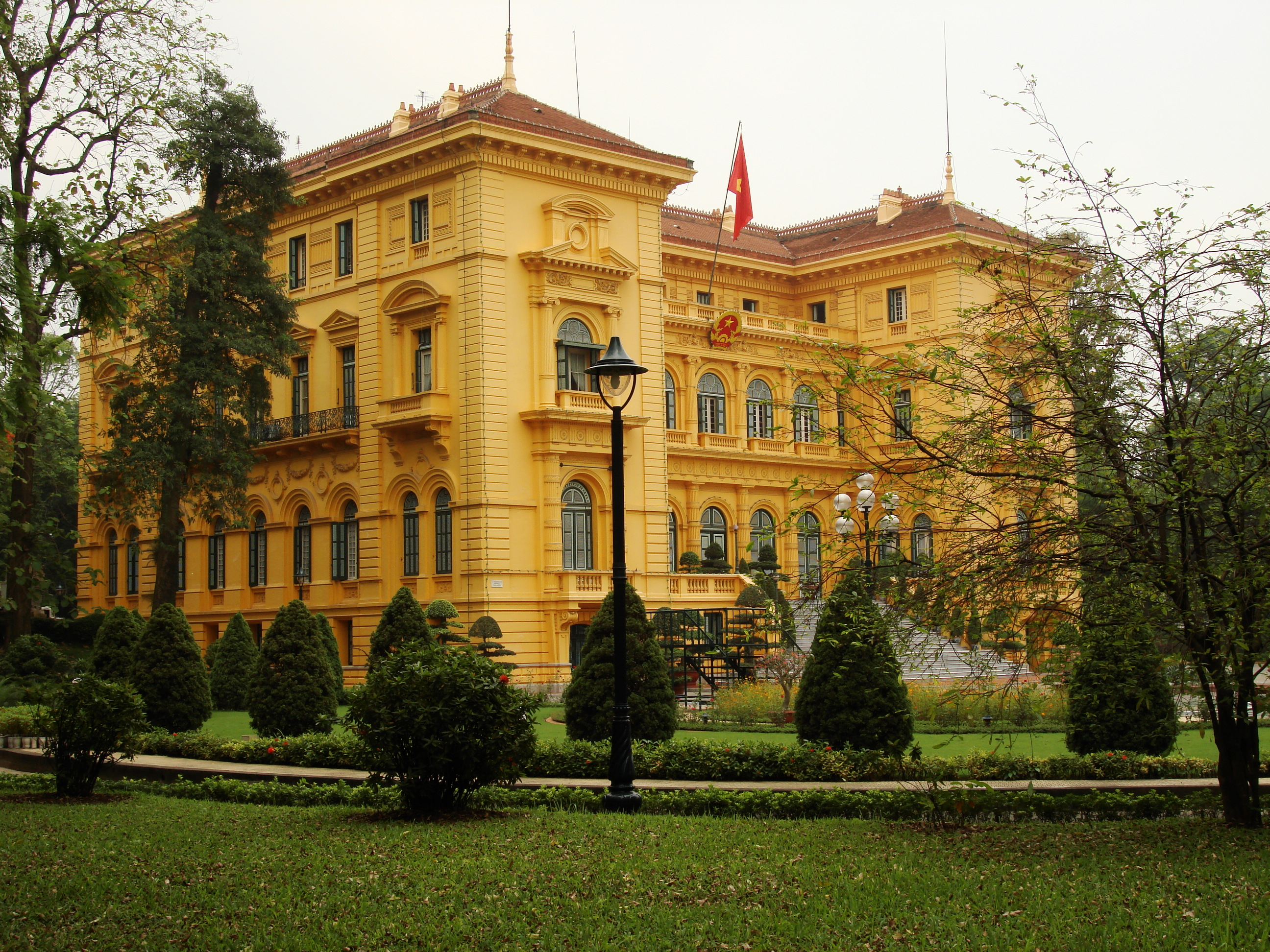
Le palais présidentiel du Vietnam, sis à Hanoï, fut édifié de 1900 à 1906 dans le dessein d'offrir demeure au gouverneur général de l'Indochine française.

L'architecture coloniale française englobe divers styles architecturaux déployés par les Français durant leur expansion coloniale. De nombreuses anciennes possessions françaises, notamment en Asie du Sud-Est, se montraient autrefois réticentes à promouvoir leur patrimoine architectural colonial comme un atout touristique ; cependant, ces dernières années, la nouvelle génération d'autorités locales a quelque peu « adopté » cet héritage et a commencé à en faire la publicité. L'architecture coloniale française possède une histoire longue et riche, débutant en Amérique du Nord en 1604 et se manifestant principalement dans l'hémisphère occidental (Caraïbes, Guyane, Canada, Louisiane) jusqu'au XIXe siècle, période à laquelle les Français ont orienté davantage leur attention vers l'Afrique, l'Asie et le Pacifique.

## Canada
Les caractéristiques architecturales d'une habitation coloniale française comprenaient typiquement un sous-sol surélevé qui soutenait le plancher des principales pièces à vivre. Les escaliers extérieurs constituaient un autre élément commun, conduisant fréquemment à une véranda ou « galerie » distinctive courant sur toute la longueur de la façade de la maison. Le toit de la véranda faisait généralement partie intégrante de la toiture globale. Les toitures coloniales françaises se présentaient soit sous la forme d'un toit en croupe raide, souvent agrémenté d'une ou plusieurs lucarnes, soit sous la forme d'un toit à pignon latéral. La véranda ou la galerie était généralement accessible par des portes françaises. Dans le sud des États-Unis, les maisons coloniales françaises arboraient généralement des murs extérieurs en stuc.

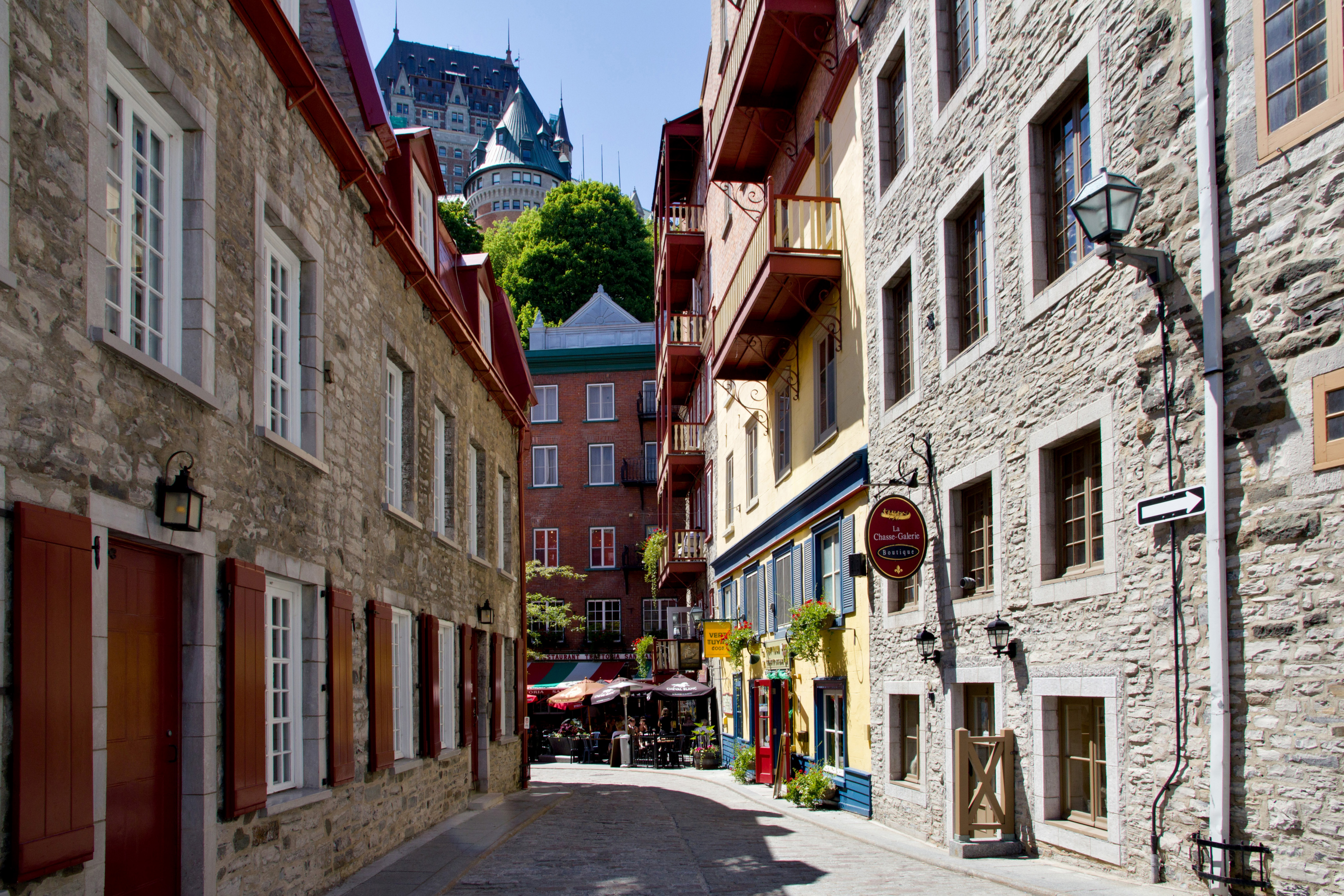
La cité de Québec offre sans doute l'exemple le plus éclatant et magnifiquement préservé d'architecture urbaine coloniale en Amérique septentrionale.
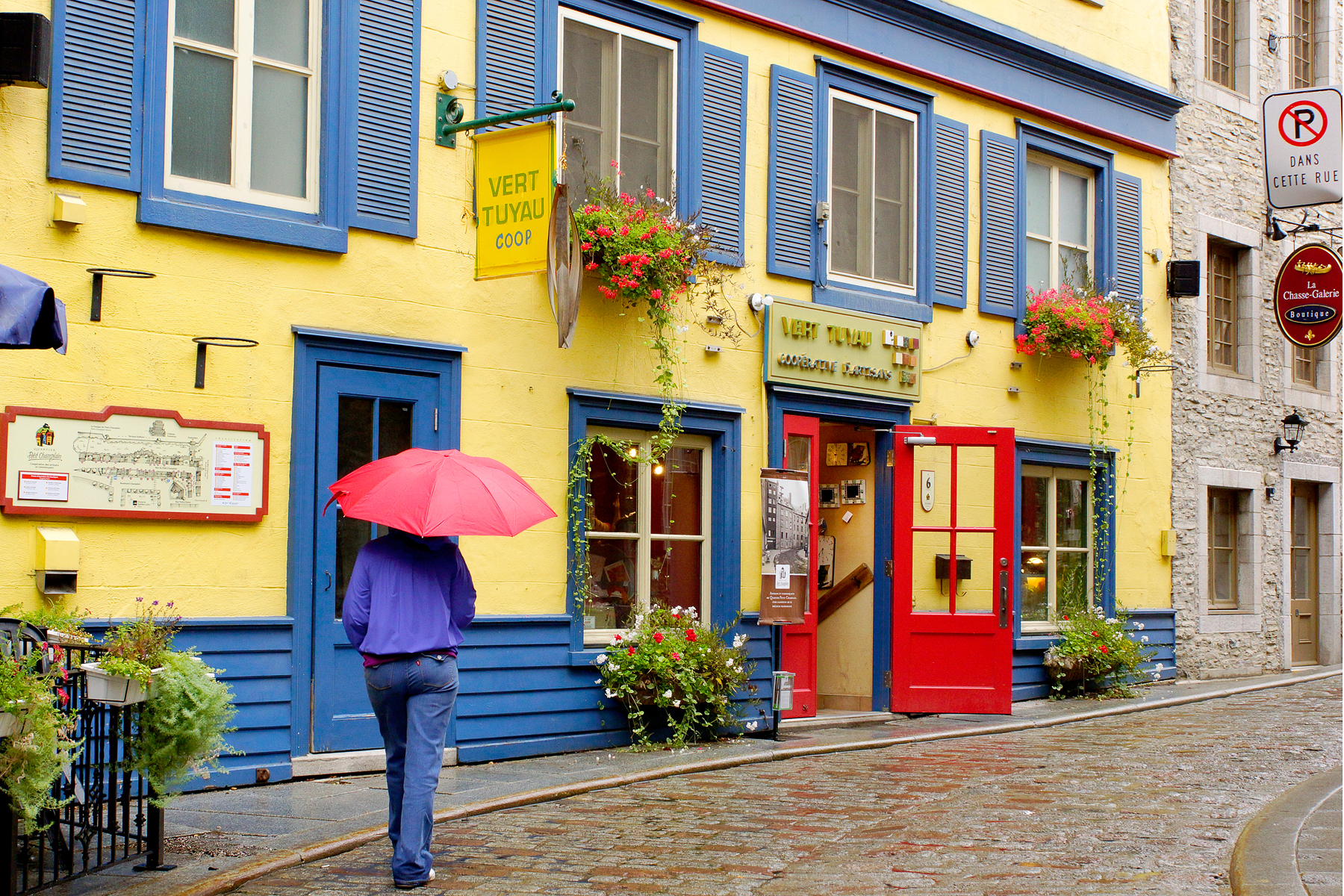
La cité de Vieux-Québec a été portée au registre du patrimoine mondial de l'UNESCO en 1985
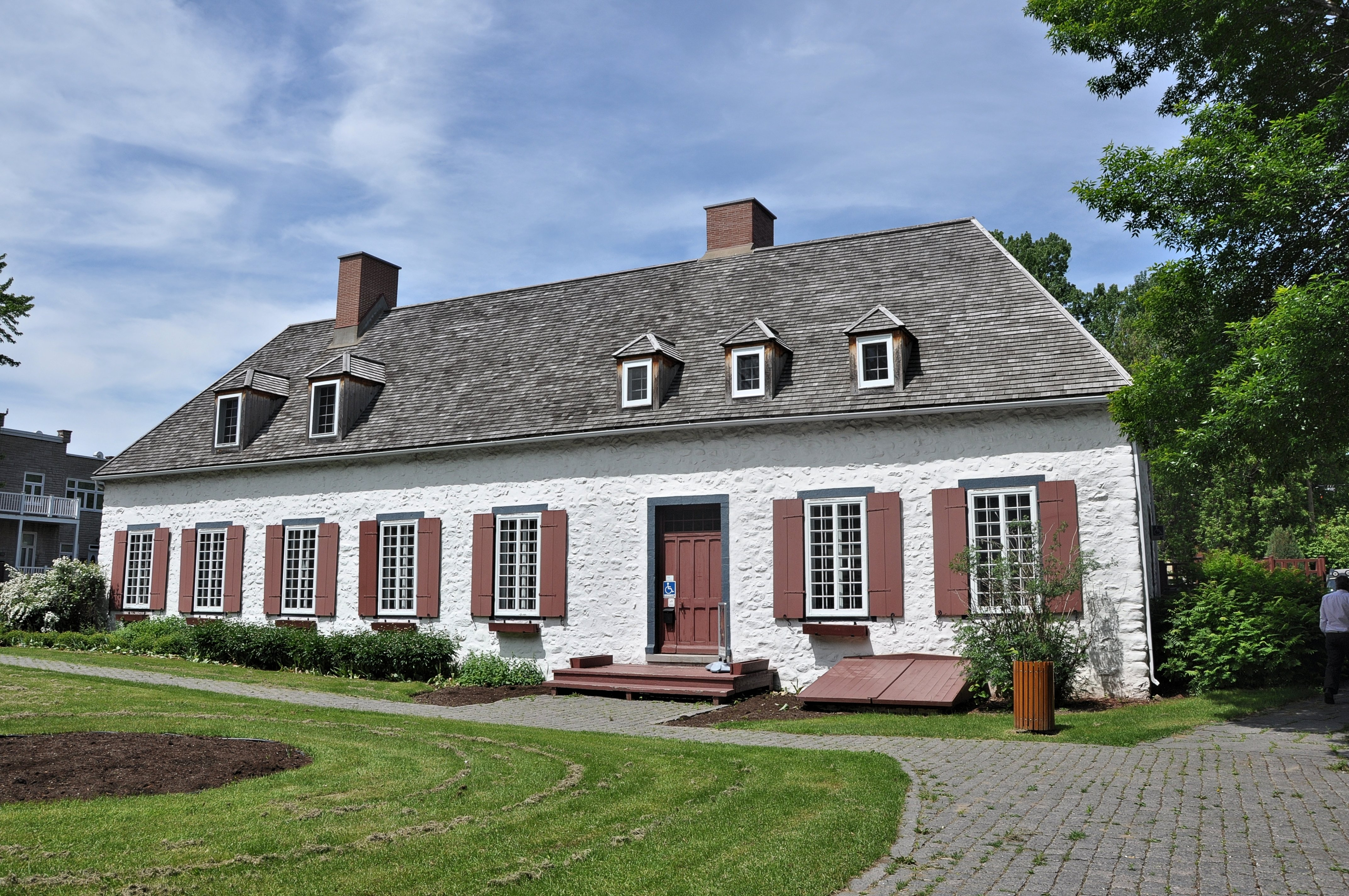
Le manoir Boucher-De Niverville, édifice historique sis en la ville de Trois-Rivières, dans la province de Québec, fut érigé au milieu du XVIIe siècle.
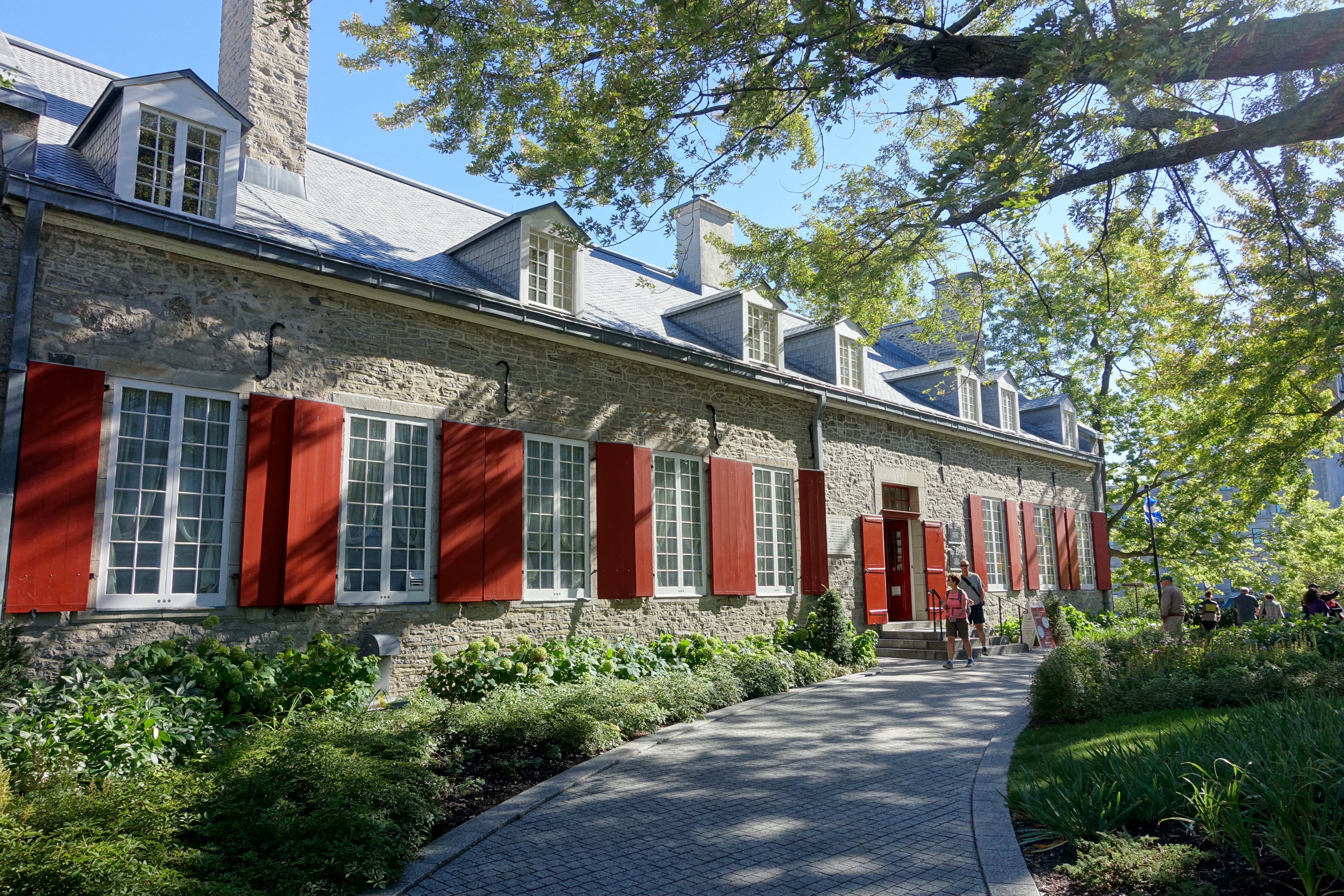
Le château Ramezay, érigé en l'an 1705, constitue l'un des manoirs les plus impeccablement préservés de la ville de Montréal.
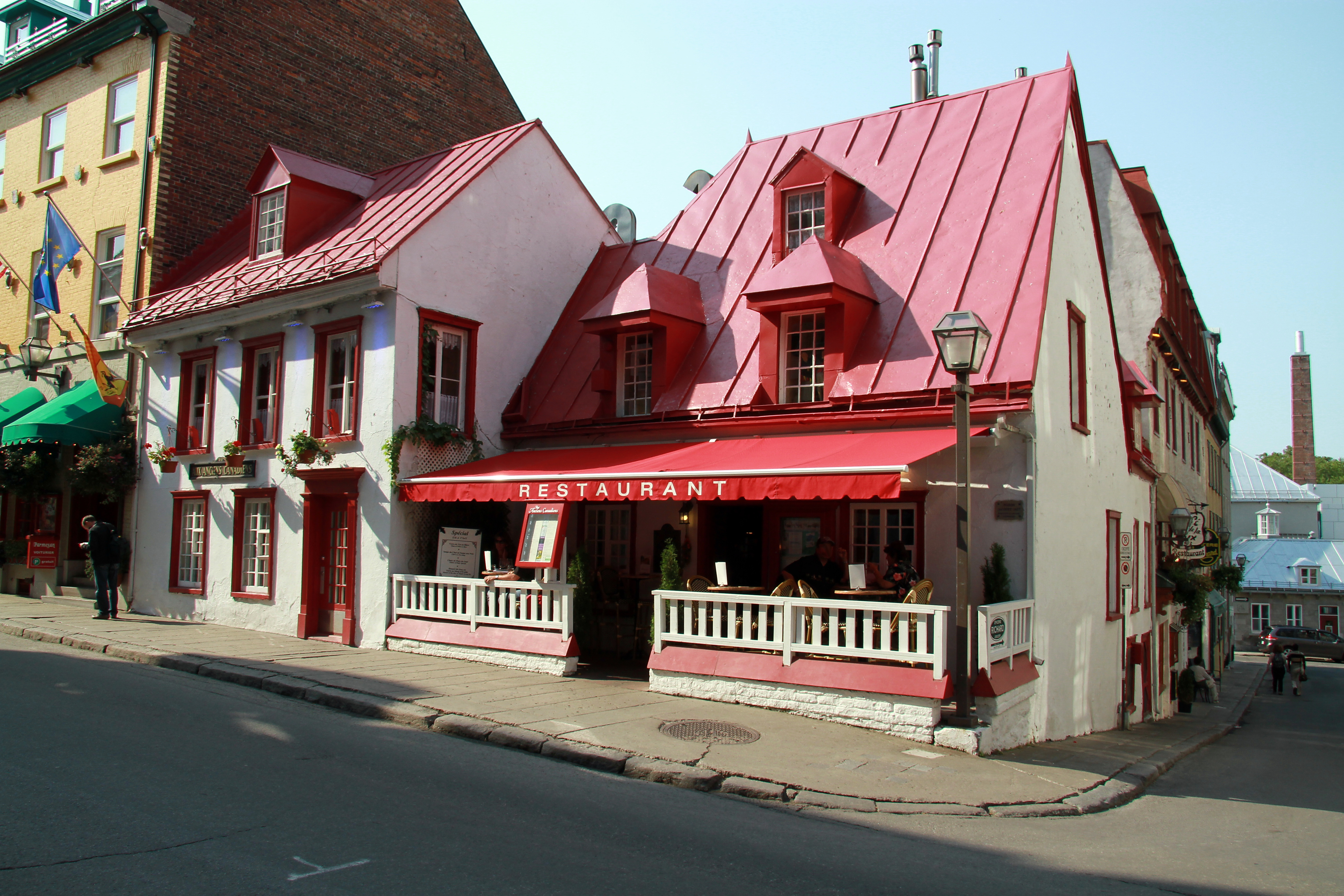
La Maison François-Jacquet-Dit-Langevin, située au cœur du Vieux-Québec, a été construite en 1675.
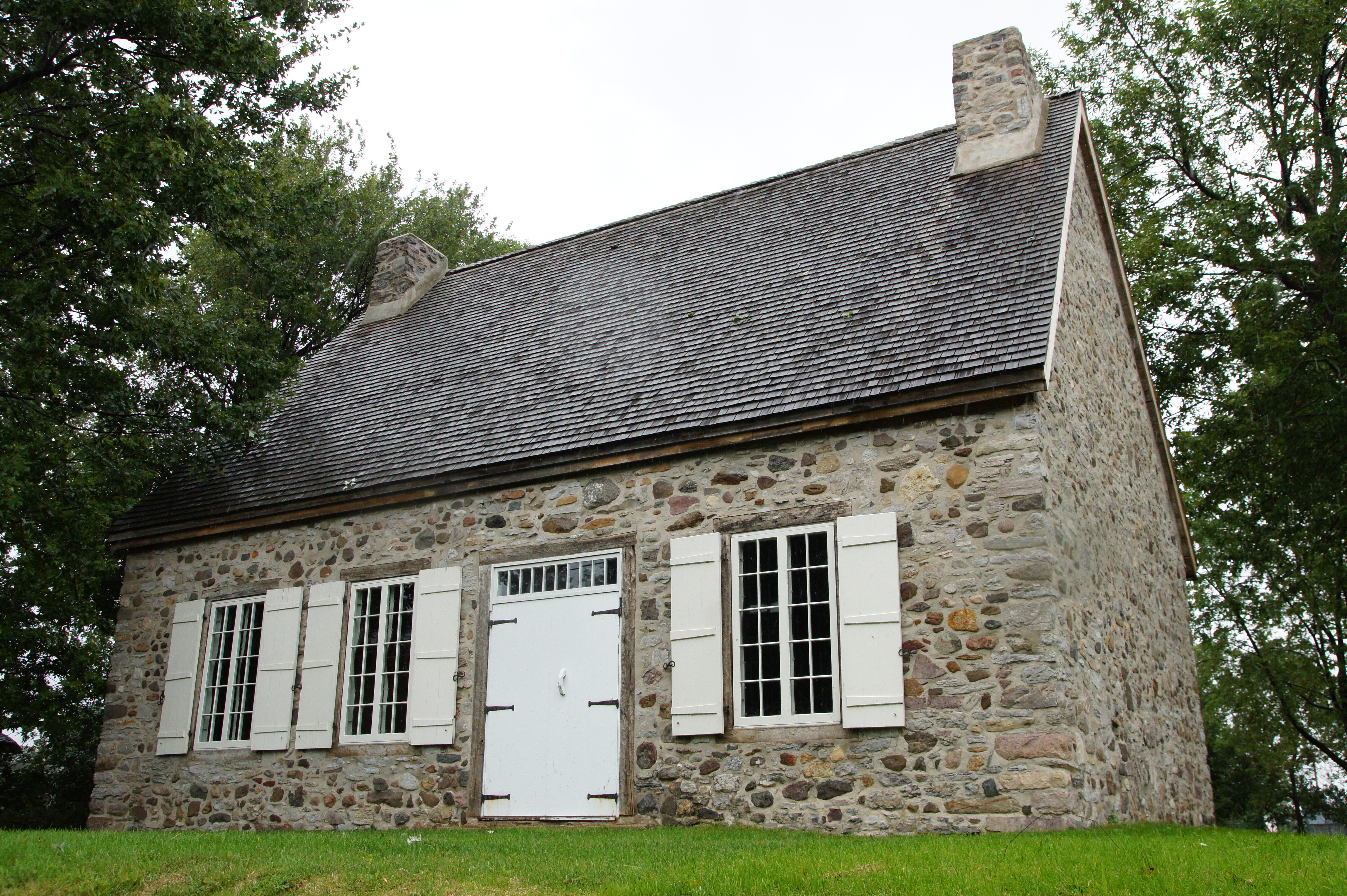
La maison LeBer-LeMoyne constituait un comptoir de traite d'une grande importance lors de son édification à la fin du XVIIe siècle. De nos jours, cette vénérable demeure se situe au sein du musée historique de Montréal
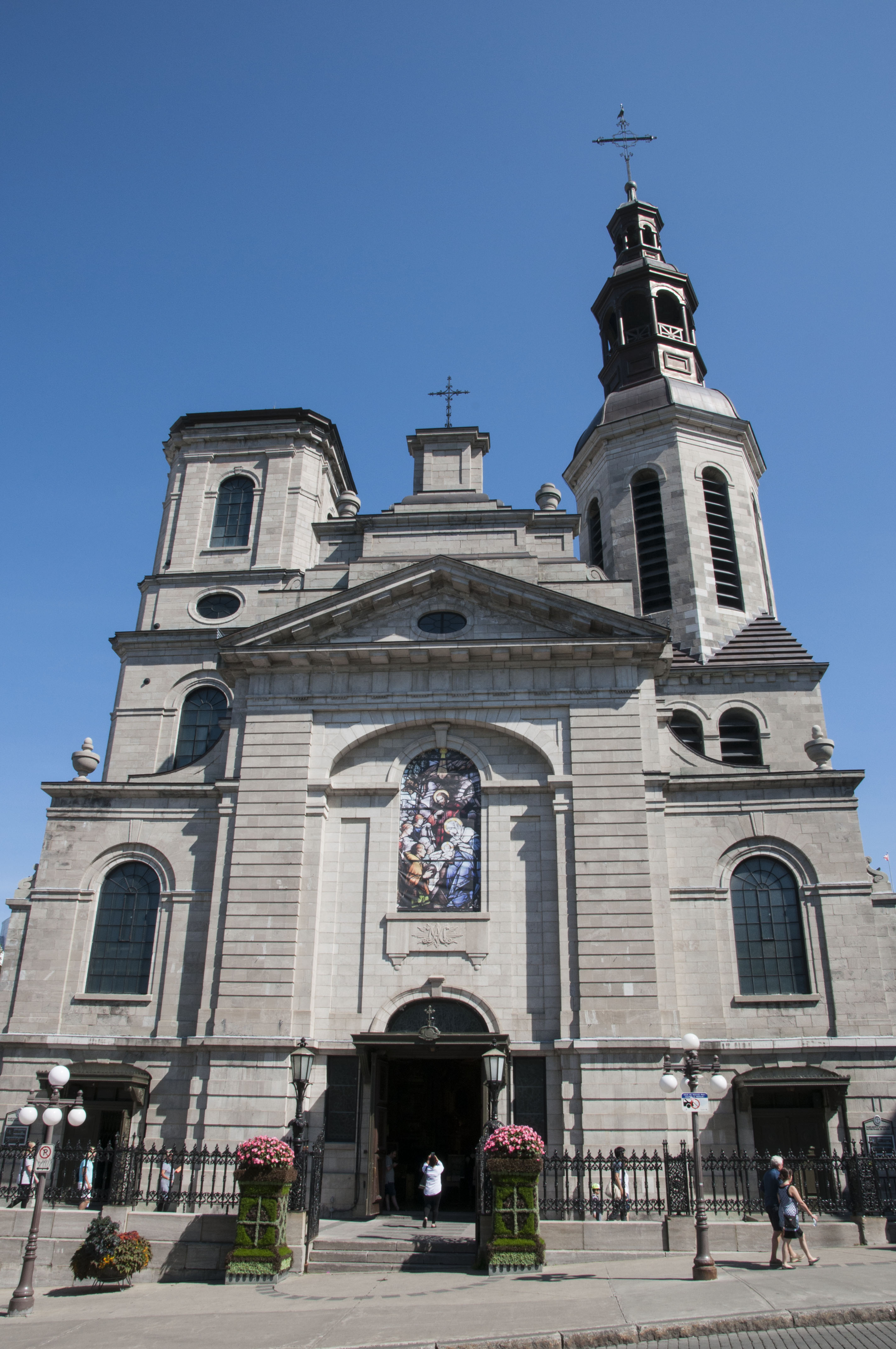
La basilique-cathédrale Notre-Dame de Québec, commencée en 1647, est la plus ancienne église des Amériques au nord des colonies espagnoles de Floride et du Nouveau-Mexique.

## États-Unis
Le style colonial français se distingue comme l'un des quatre courants architecturaux nationaux ayant émergé durant l'ère coloniale sur le territoire qui deviendrait ultérieurement les États-Unis d'Amérique. Les autres styles architecturaux contemporains incluent le géorgien colonial, le colonial hollandais et le colonial espagnol. L'architecture française coloniale a pris son essor dans les territoires de l'Illinois et de la Louisiane française, et l'on considère qu'elle a été largement influencée par les traditions constructives du Canada français et des Caraïbes.

Ce style architectural a vu le jour en 1699, concomitamment à l'établissement de la Louisiane française, et a perduré au-delà de la prise de contrôle espagnole du territoire en 1763. Parmi les formes architecturales ayant évolué durant cette période, on distingue le cottage créole, la maison de ville créole, ainsi que la maison de plantation créole française. Ces édifices illustrent la diversité et l'ingéniosité des adaptations locales aux contraintes climatiques et environnementales, tout en témoignant d'une riche synthèse culturelle et stylistique. 

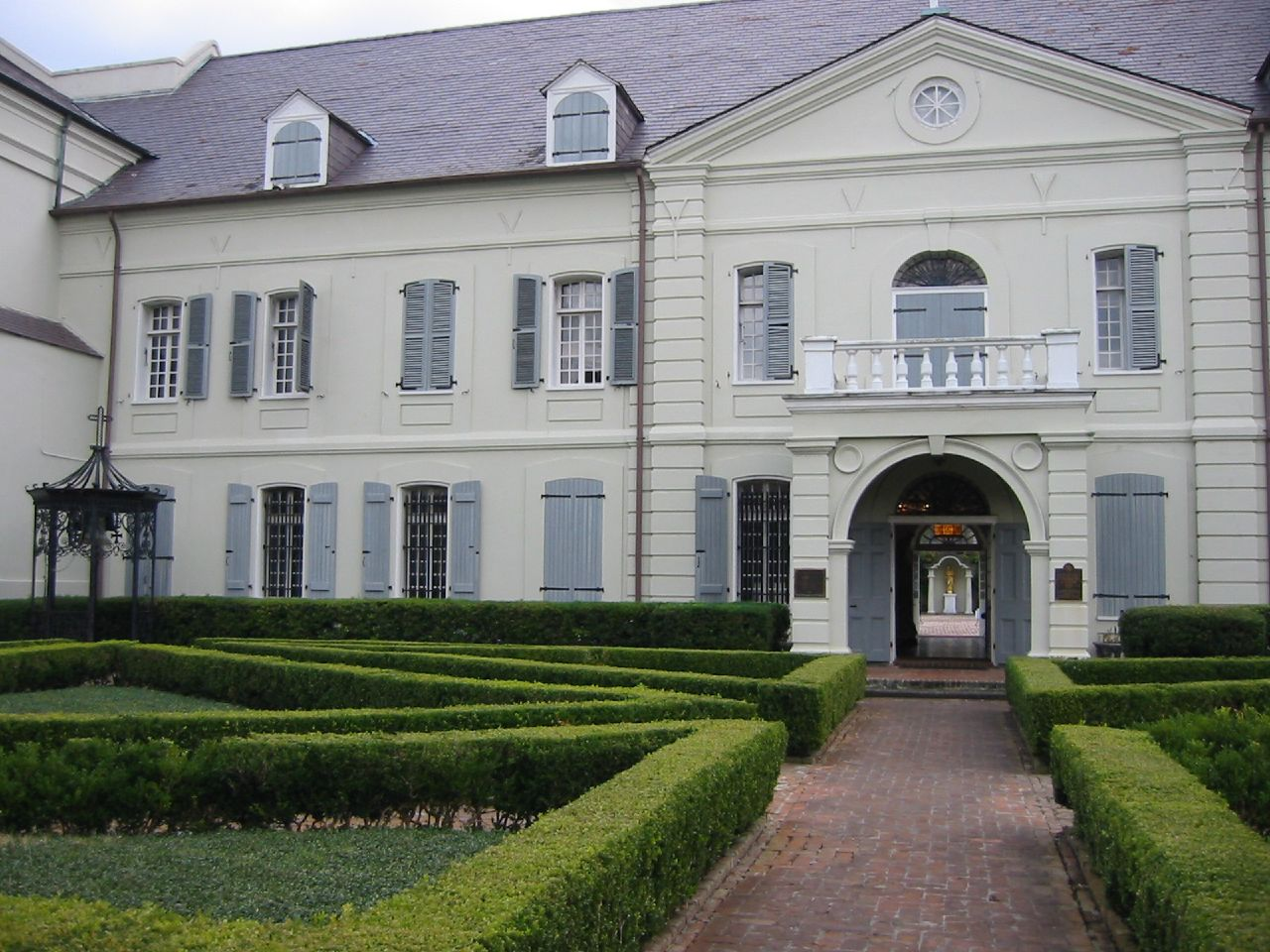
Le couvent des Ursulines de la Nouvelle-Orléans, édifié vers 1752, se distingue comme l'édifice le plus ancien de l'ère coloniale française en cette ville. Représentant éminent de l'architecture coloniale, il illustre parfaitement l'emploi de la technique de la construction en briques stuquées.
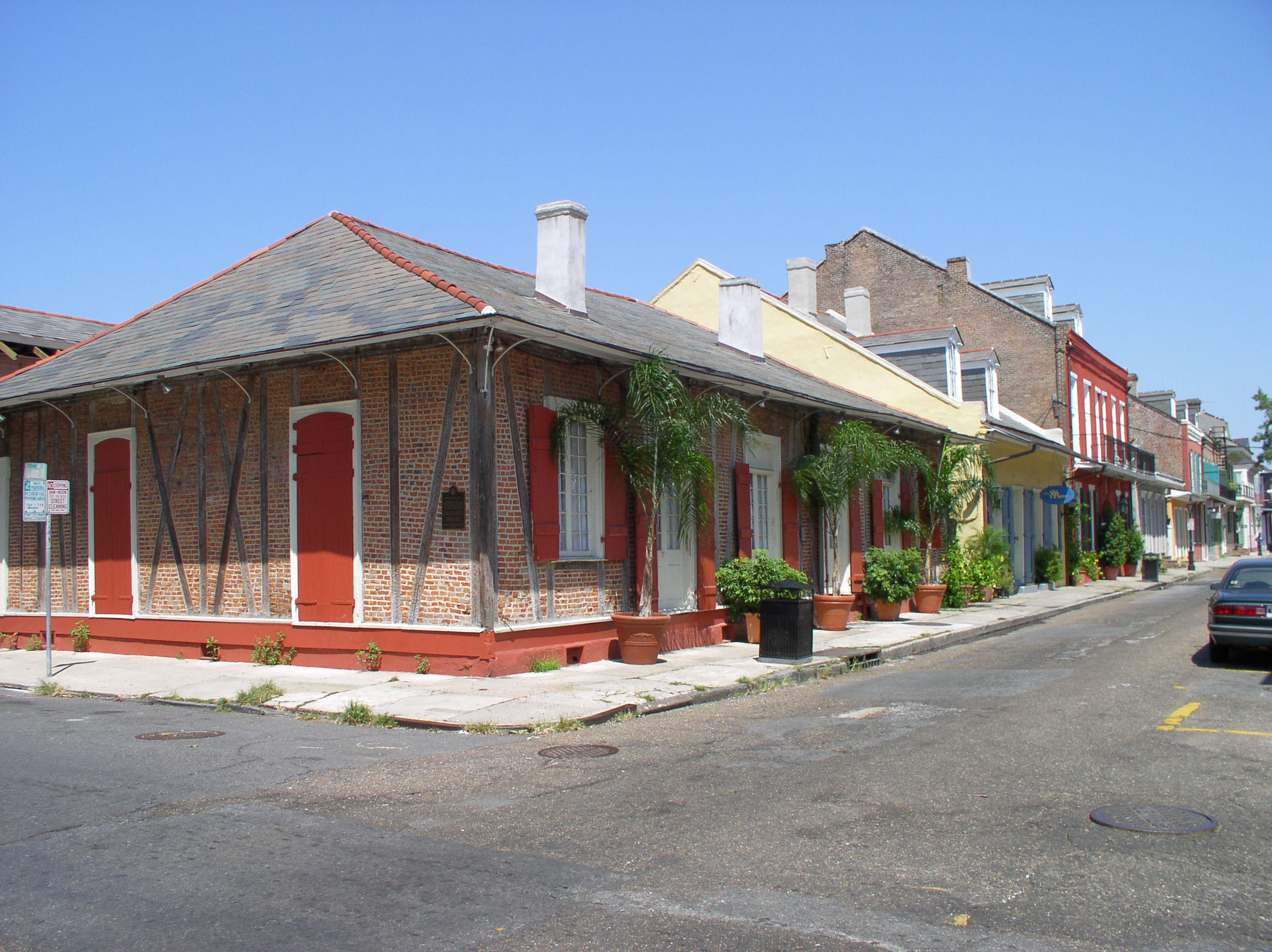
La résidence connue sous le nom de maison Gabriel Peyroux à La Nouvelle-Orléans, érigée vers l'an 1780, illustre un parfait exemple d'architecture à briquettes-entre-poteaux.
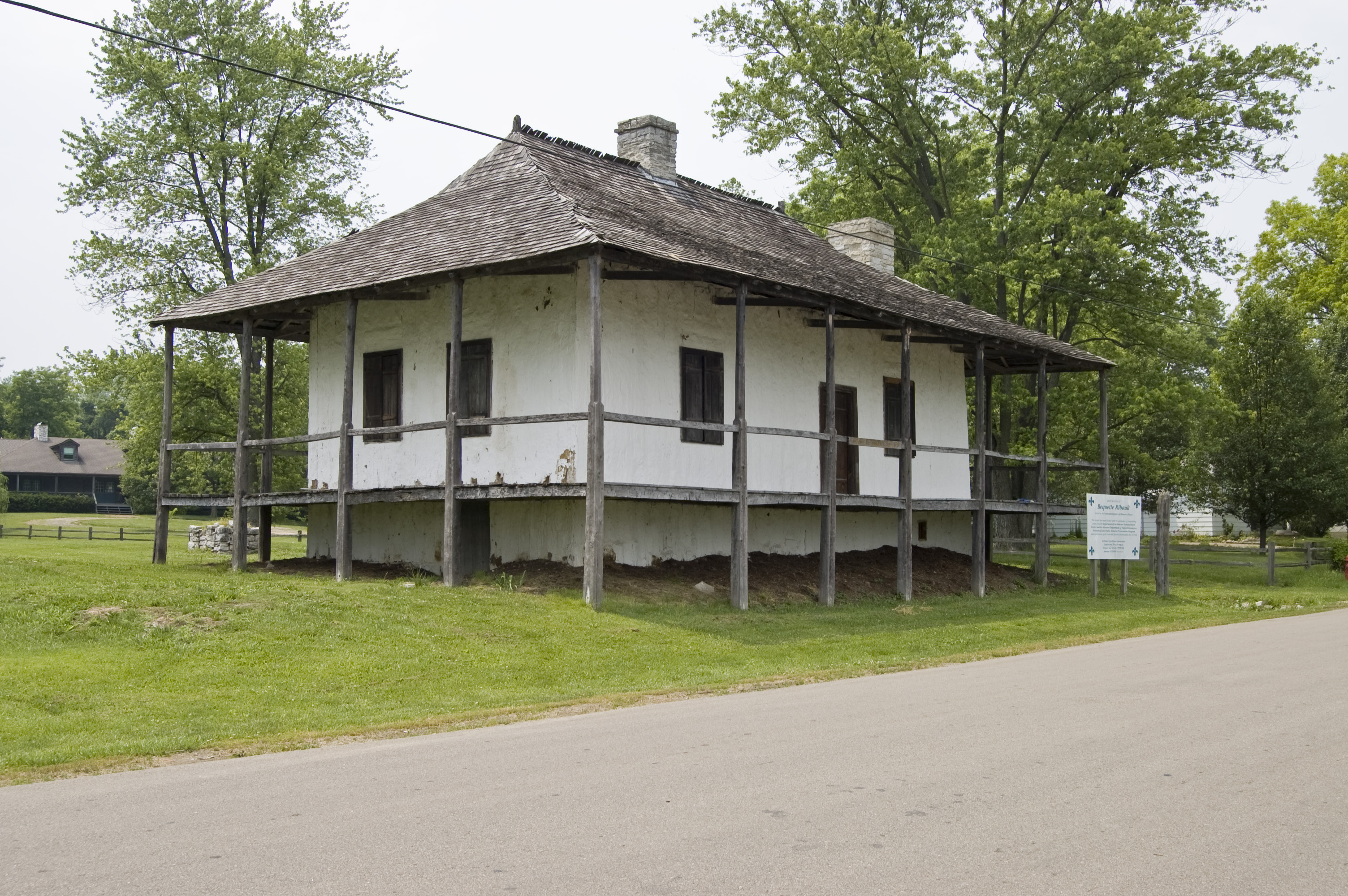
La structure nommée maison Bequette-Ribault à Sainte-Geneviève, Missouri, érigée vers 1789, illustre un exemplaire caractéristique de l'architecture à poteaux-en-terre.
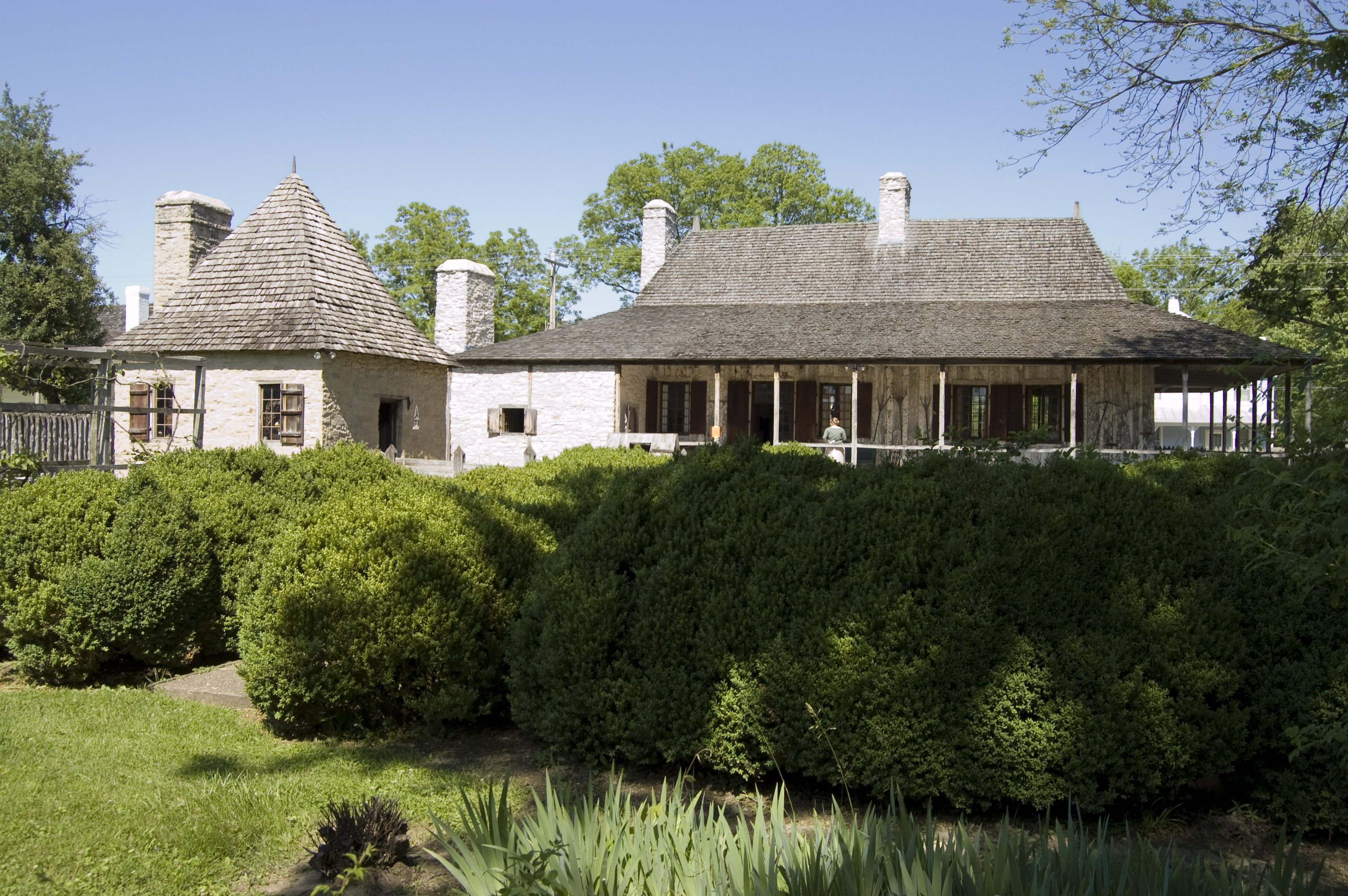
La maison-musée Louis Bolduc, située à Sainte-Geneviève, Missouri, et érigée vers 1792, constitue un exemplaire caractéristique de l'architecture à poteaux-sur-sol.
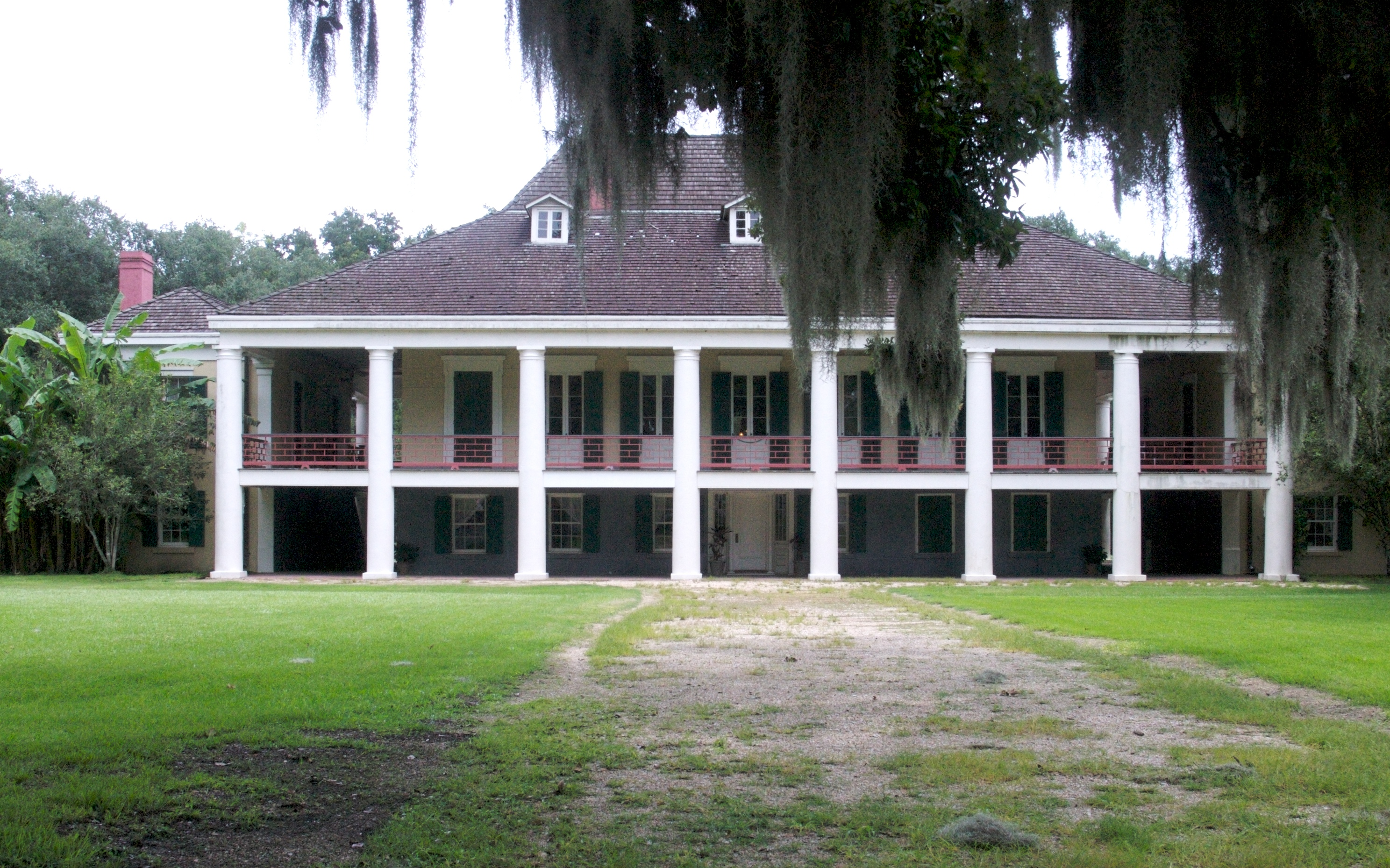
La résidence appelée plantation Destrehan, située près de Destréhan dans la paroisse de Saint-Charles, en Louisiane, fut érigée vers l'année 1787. Certaines parties de cette demeure furent altérées aux environs de 1840 afin d'incorporer des éléments caractéristiques du style néo-grec.
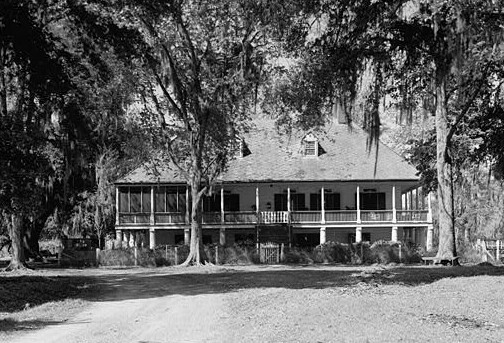
La maison de la plantation Parlange, située en Louisiane, fut érigée vers l'année 1754 et demeure l'un des premiers exemples illustres de l'architecture coloniale française édifiée sur le sol des États-Unis.
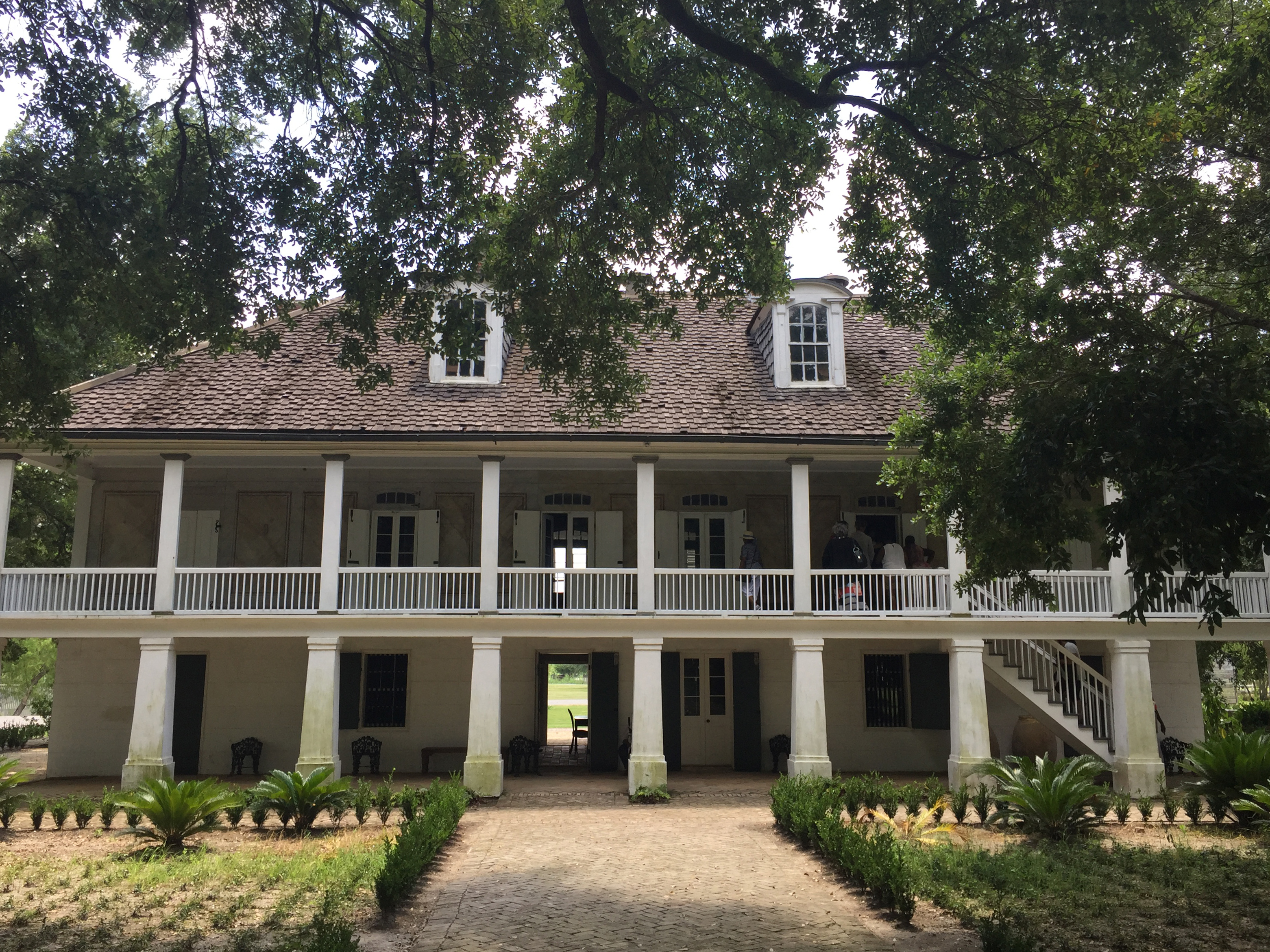
La maison des maîtres de la plantation Whitney, construite vers 1790.

## En Asie

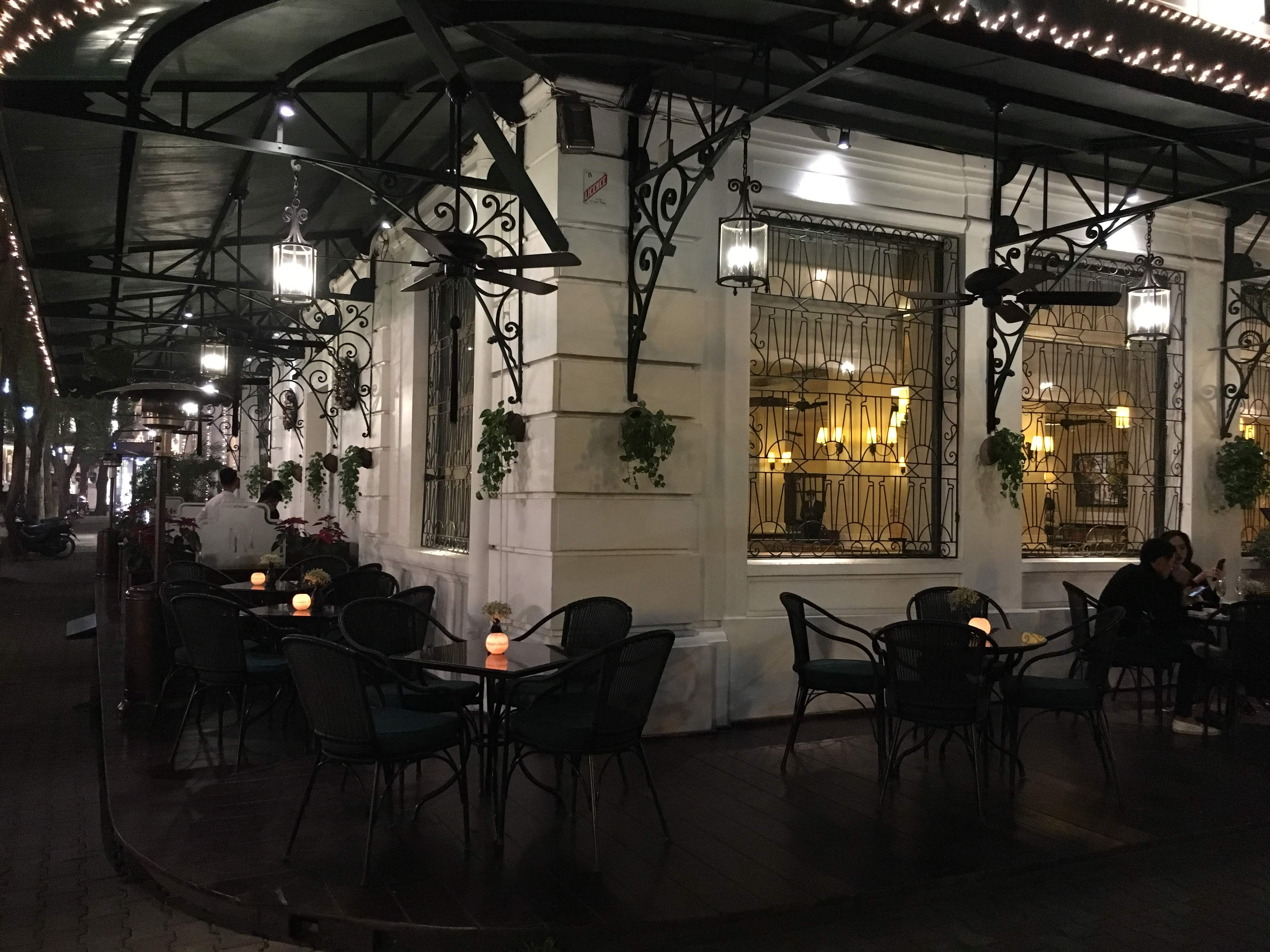
Un bistro du centre de Hanoï aux designs Art nouveau et colonial

La colonisation française des trois nations d'Asie du Sud-Est continentale – le Viêt Nam, le Laos et le Cambodge, collectivement désignées sous le nom d'Indochine durant les XIXe et XXe siècles – a laissé un héritage architectural durable.

### Viêt Nam
Divers édifices et ouvrages coloniaux ont acquis une renommée en tant que destinations touristiques prisées. Parmi les monuments principaux qui se sont imposés comme des symboles des villes telles que Hanoï et Hô Chi Minh-Ville figurent notamment :

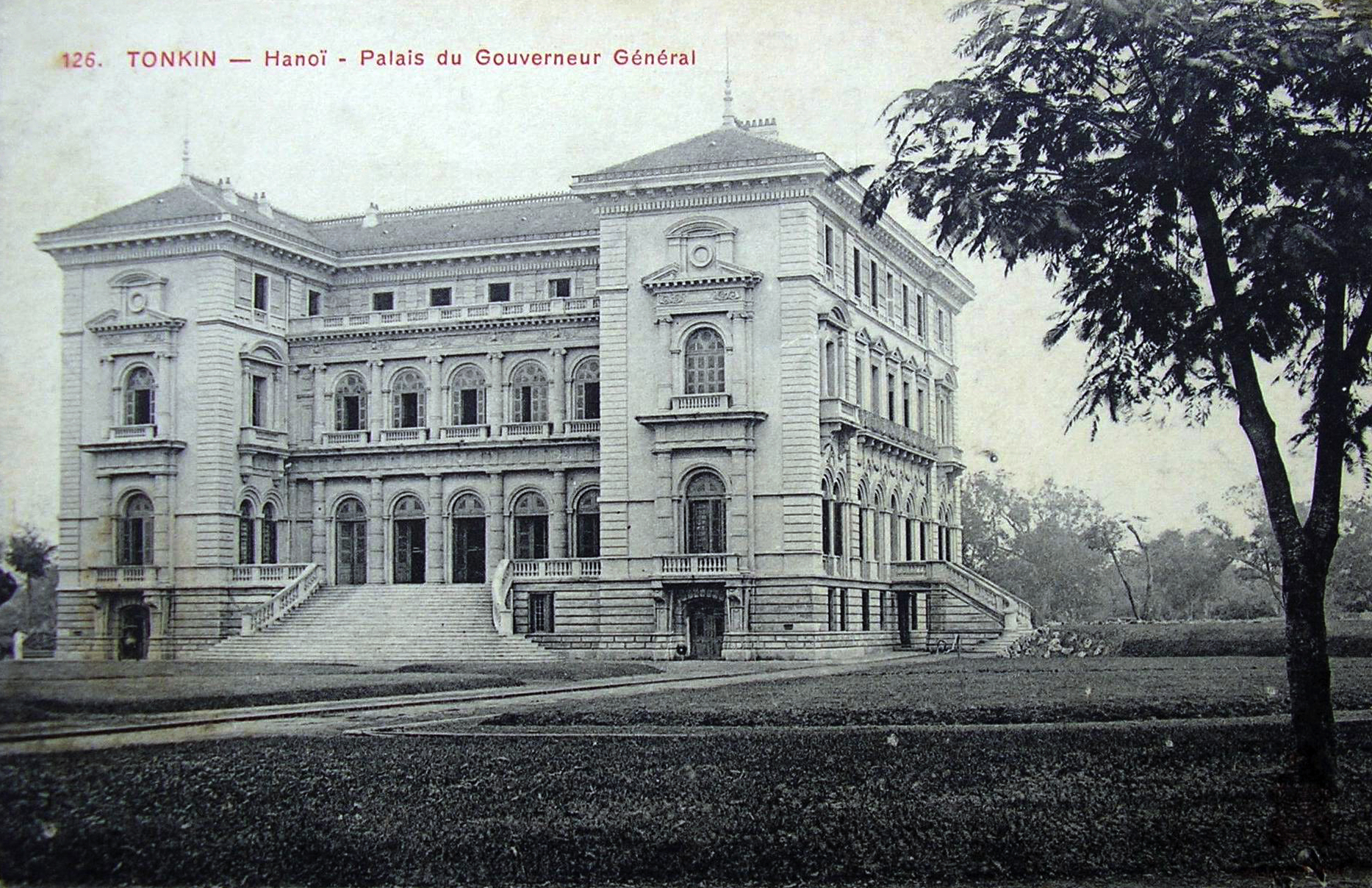
Le palais présidentiel de Hanoï
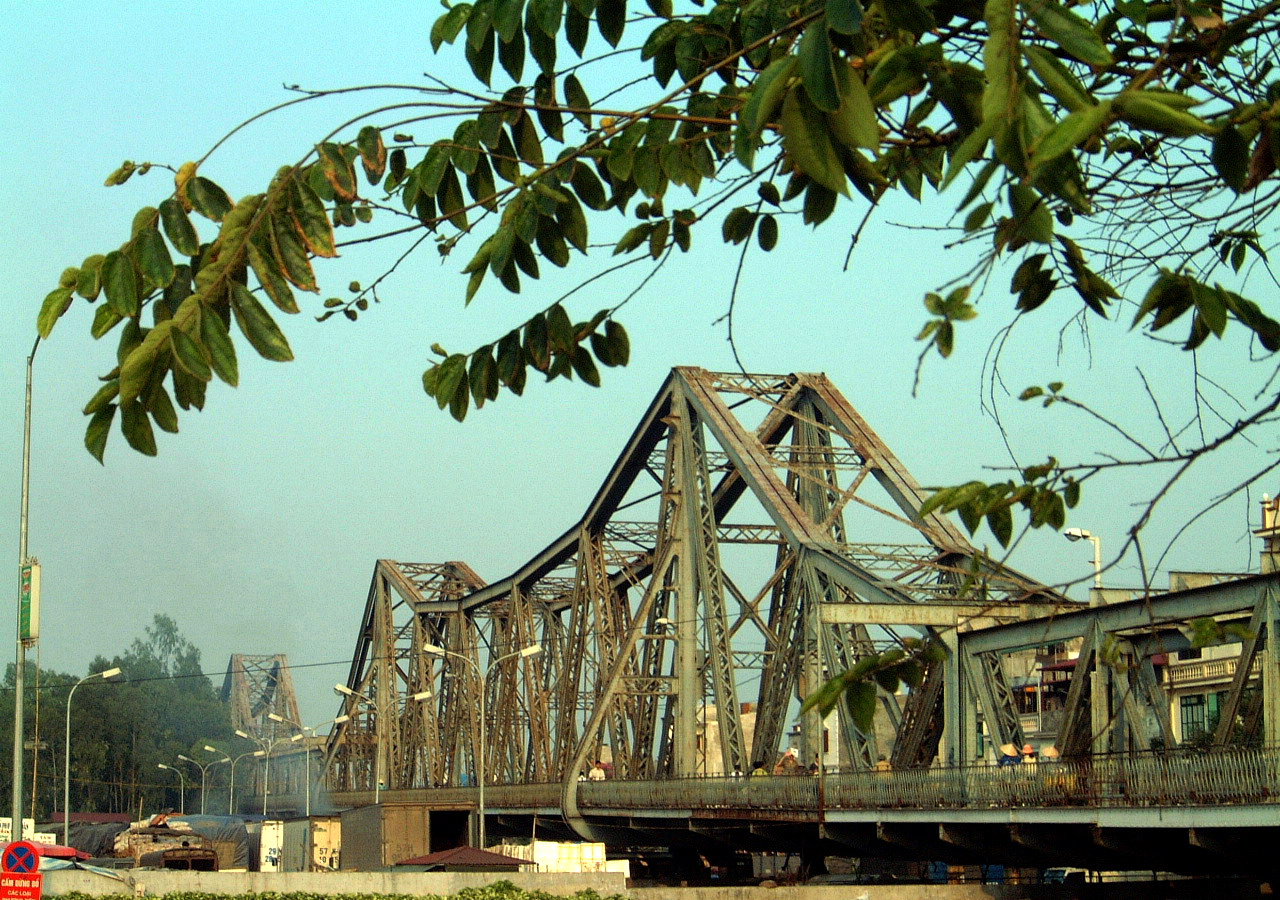
Hanoï, pont Long Bienen
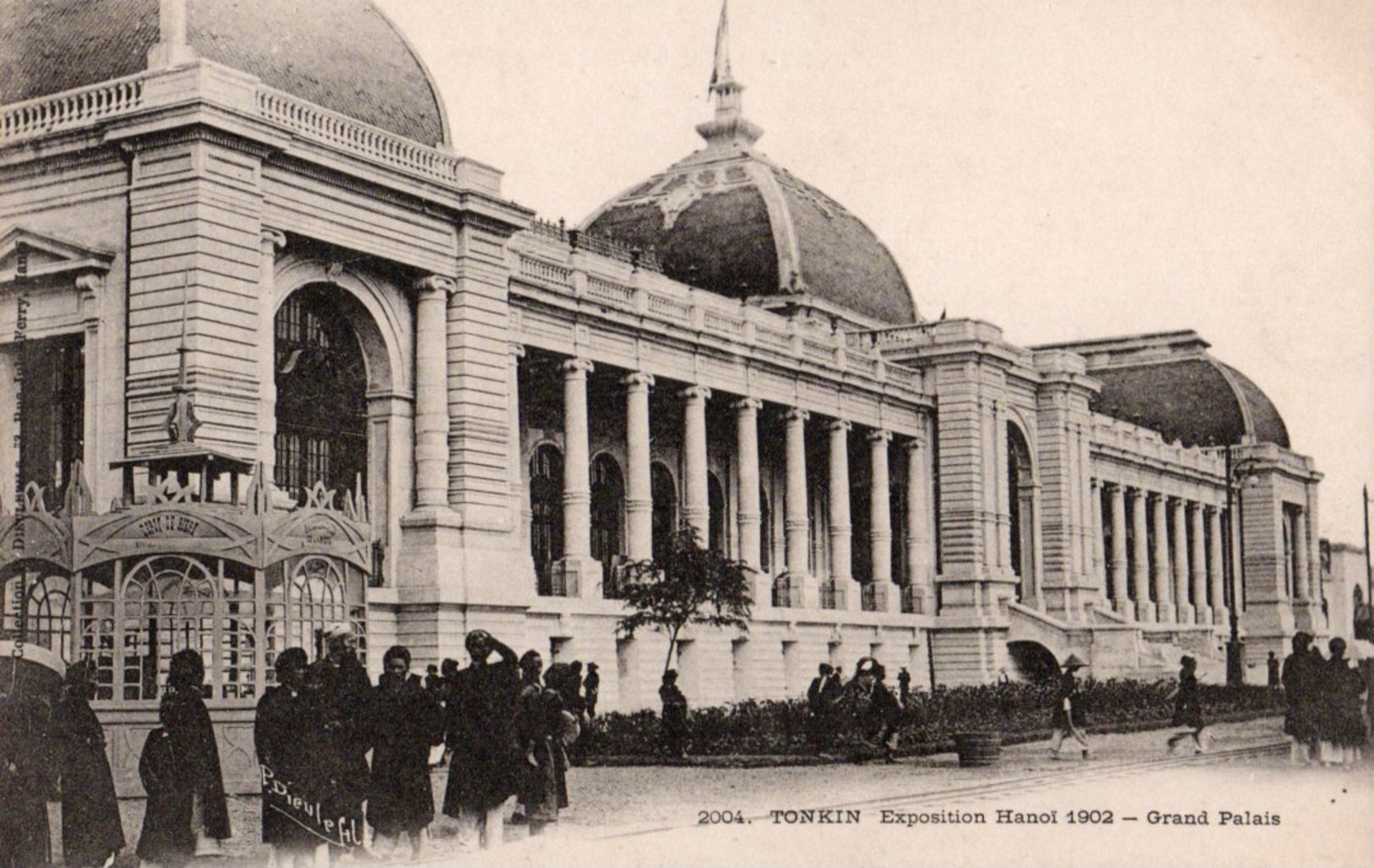
Le Grand Palais érigé pour l'Exposition de Hanoï entre 1902 et 1903, fut tragiquement anéanti lors des affres de la Seconde Guerre mondiale.
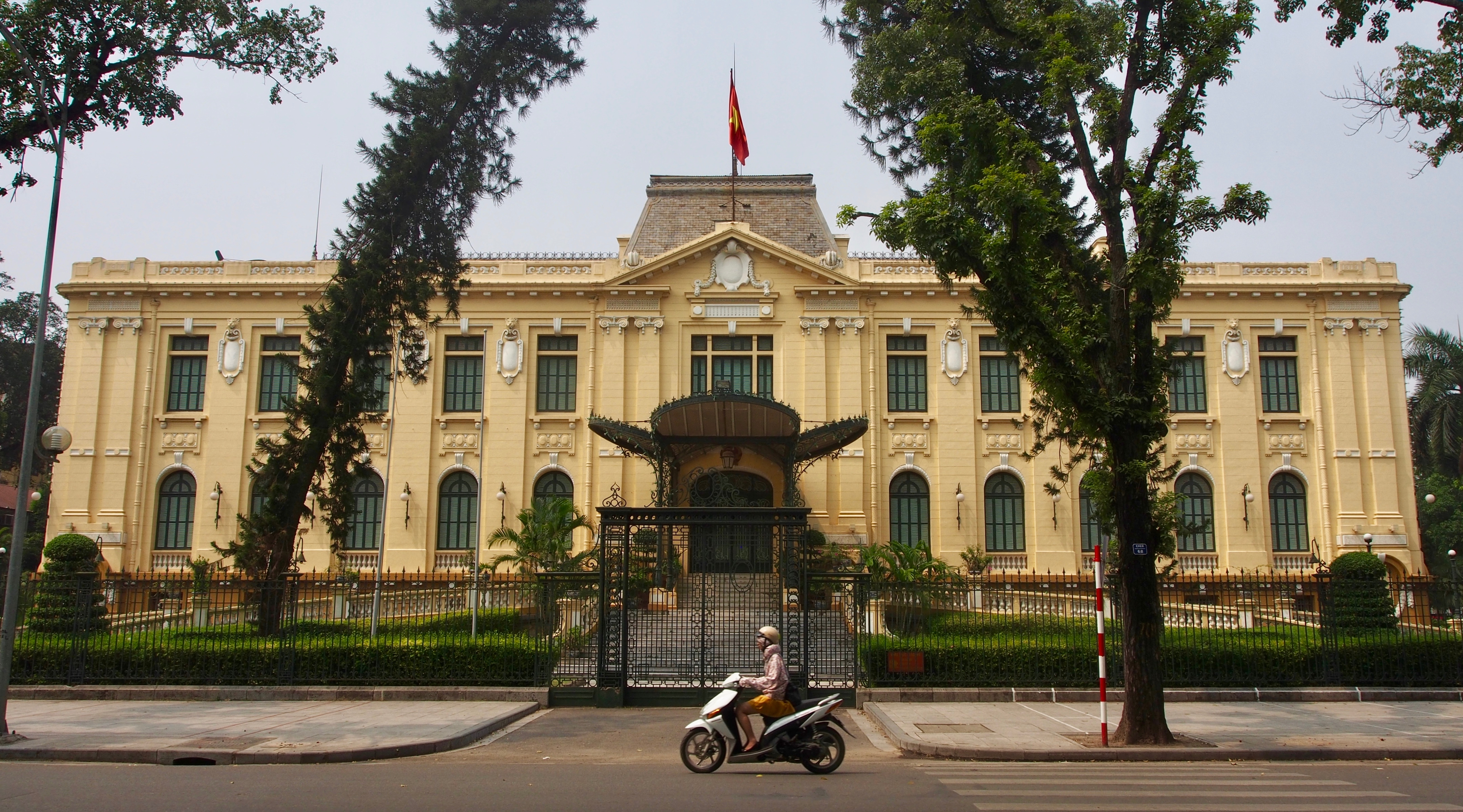
Le palais du Tonkin à Hanoï, antérieurement destiné à la résidence du gouverneur français du Tonkin..
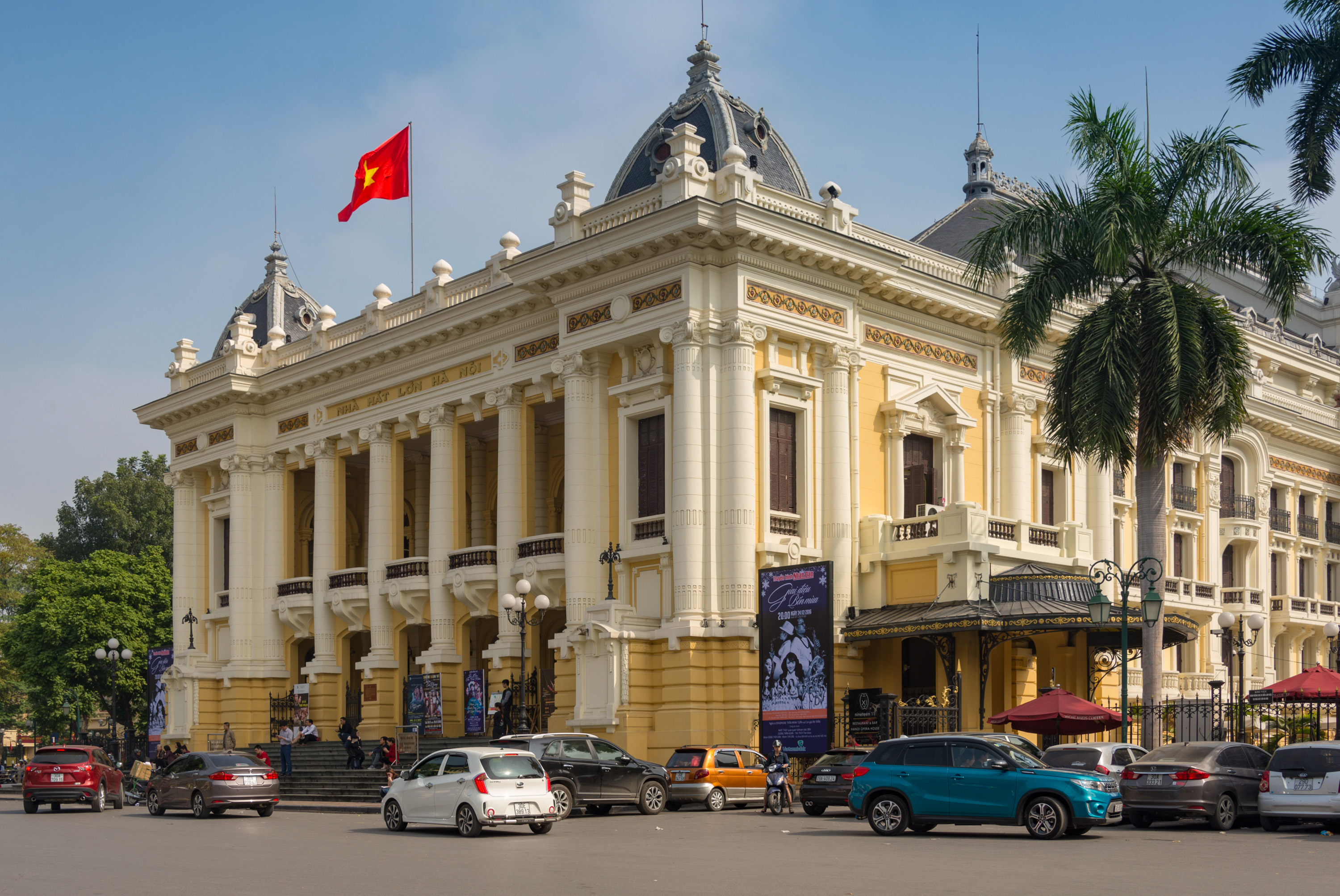
L'opéra de Hanoï est édifié selon le modèle du palais Garnier de Paris.
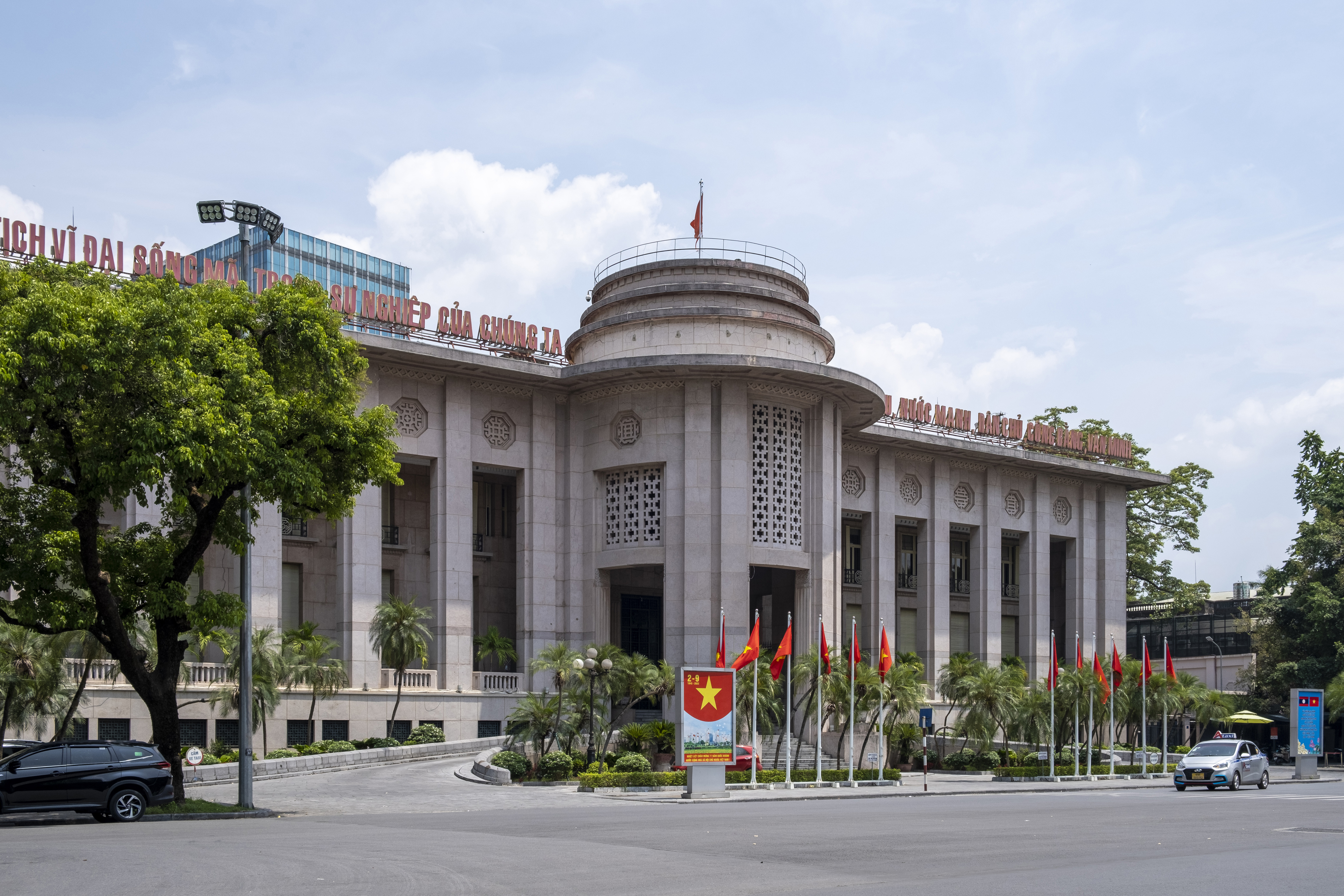
Hanoï, où s'élève majestueusement le siège de la Banque d'État du Viêt Nam, s'inscrit dans un cadre architectural d'inspiration Art Déco.
Le site actuel du musée national d'Histoire du Vietnam, anciennement occupé par la première École française d'Extrême-Orient, situé à Hanoï, incarne un lieu d'importance historique et culturelle notoire.
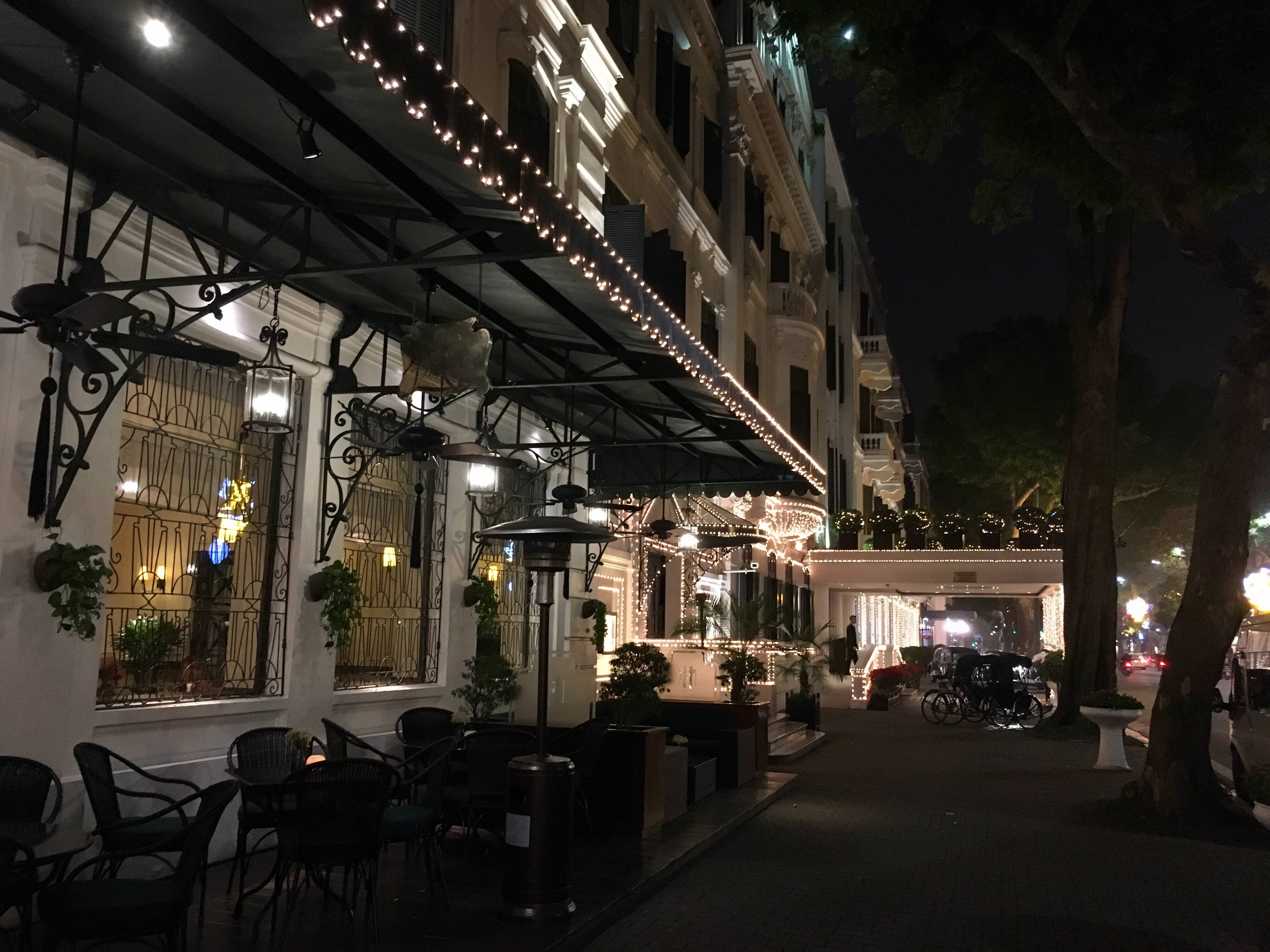
Hanoï, un coin de l'hôtel Métropole
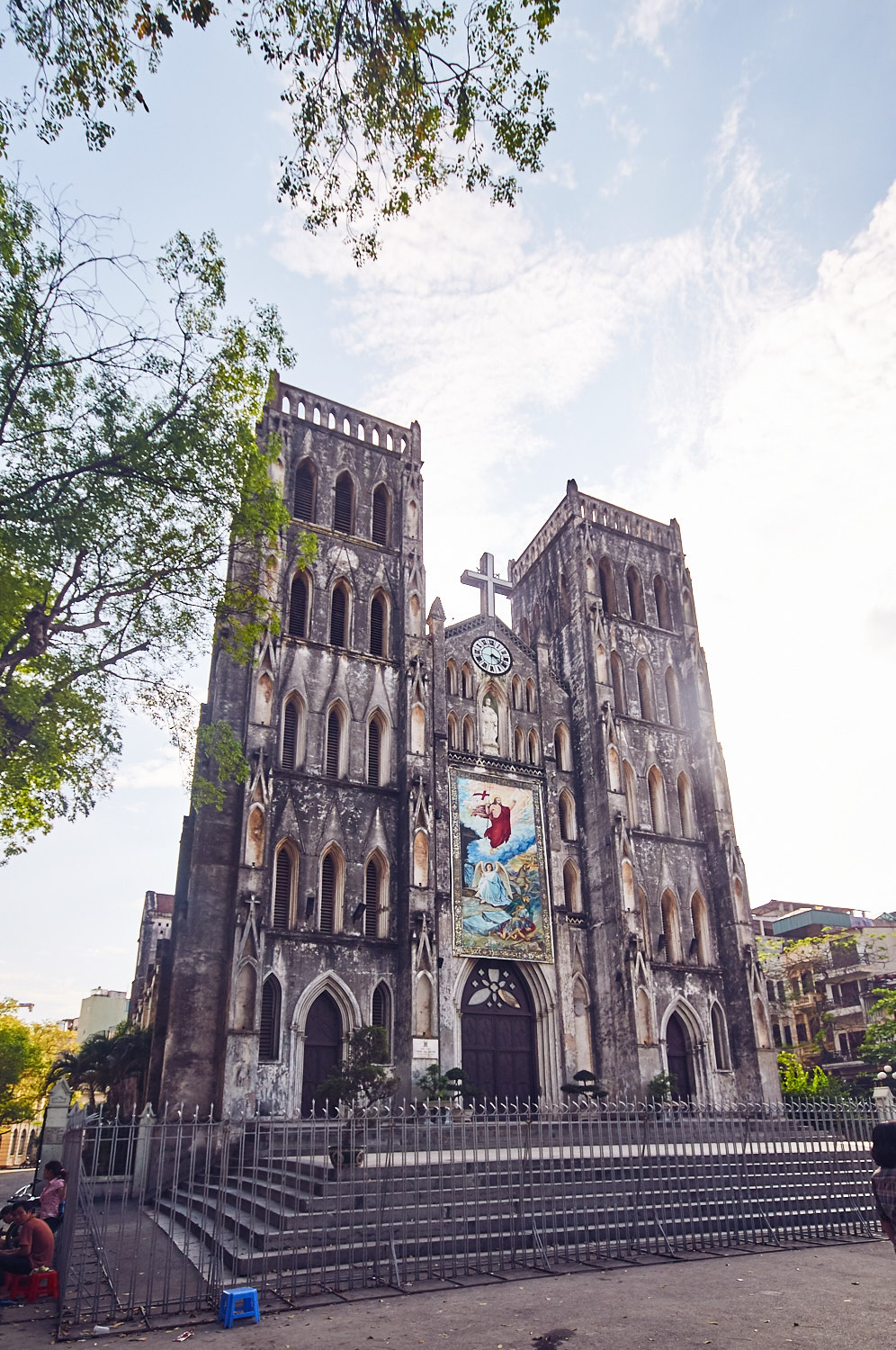
La cathédrale Saint-Joseph de Hanoï, qui évoque Notre-Dame de Paris par sa ressemblance, présente une architecture notable et des traits stylistiques remarquables.
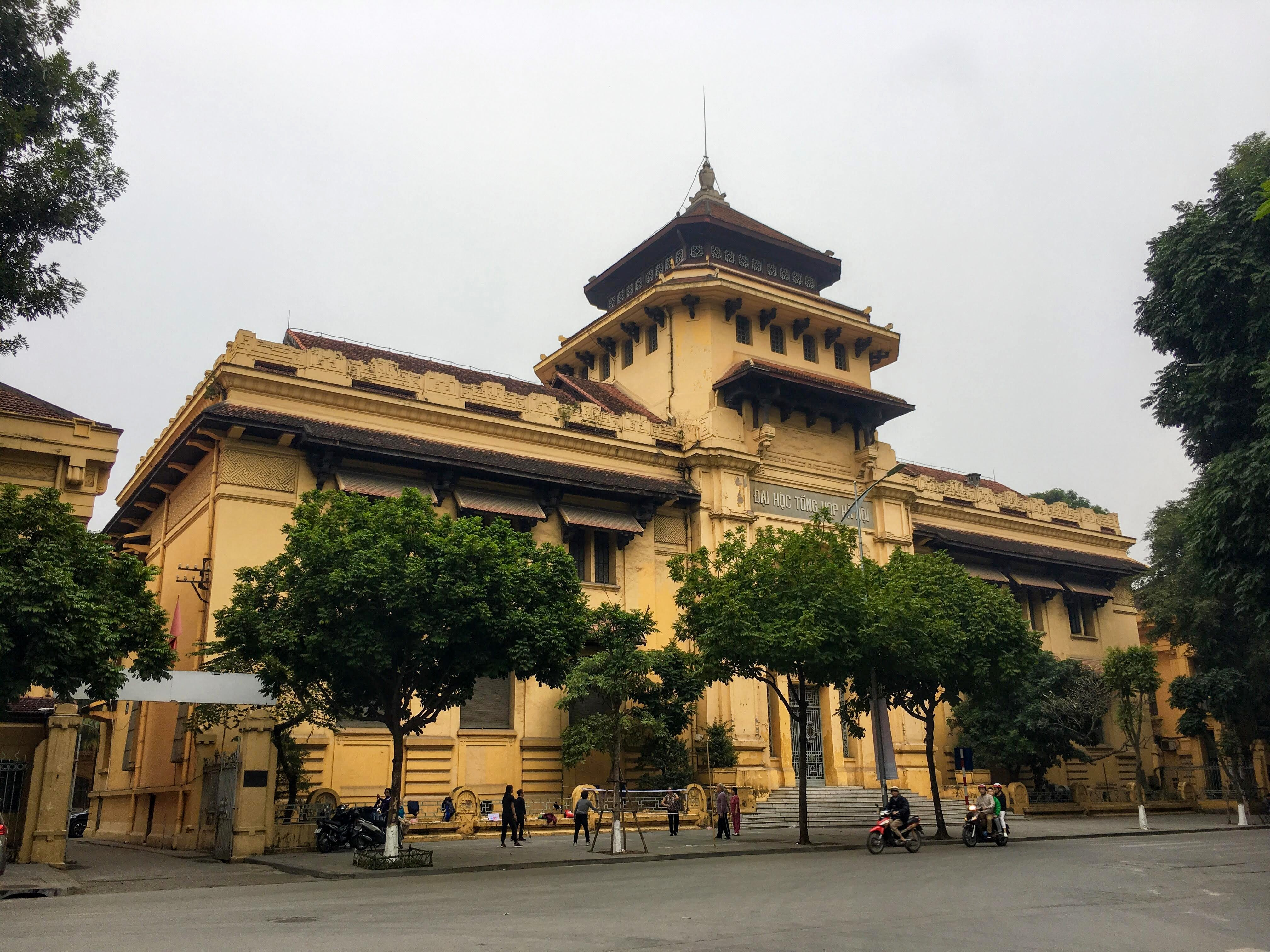
Campus du collège médical d'Indochine et de l'université nationale du Viêt Nam de Hanoï
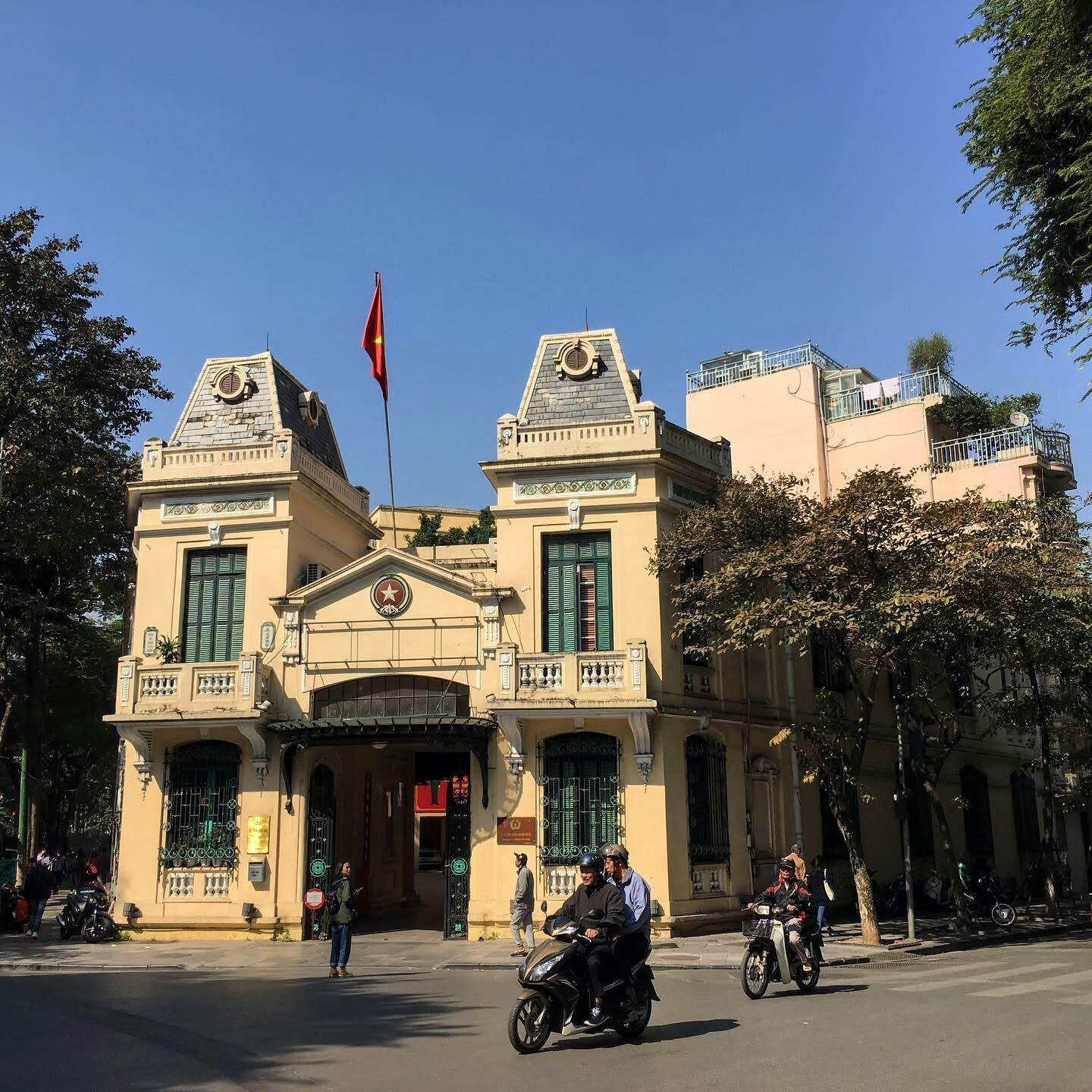
Hanoï, un commissariat local dans un bâtiment colonial au borddu lac Hoàn Kiếm
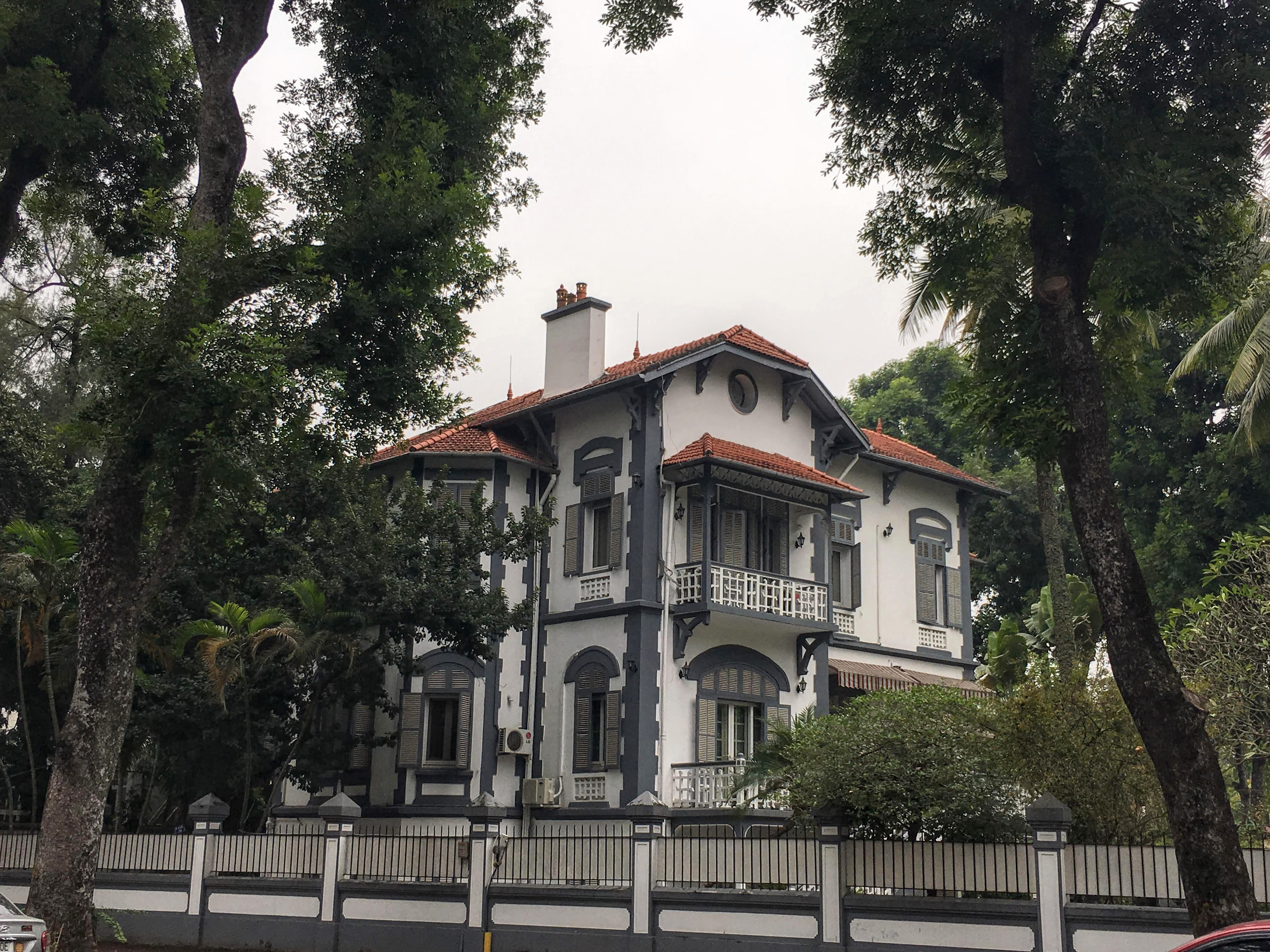
Hanoï, une villa française dans le district de Ba Đình
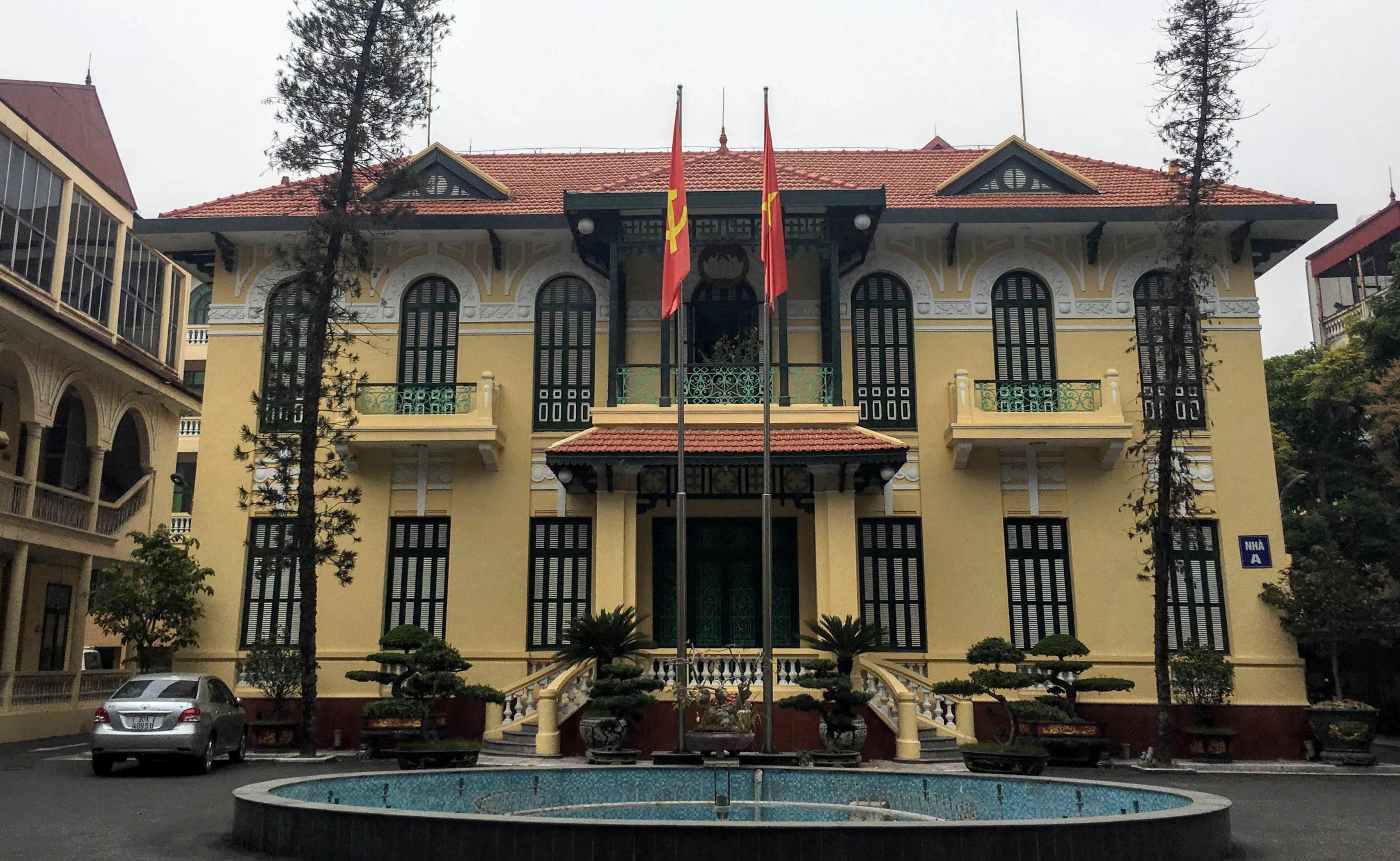
Hanoï, un bureau du gouvernement (QG du Front de la Patrie)
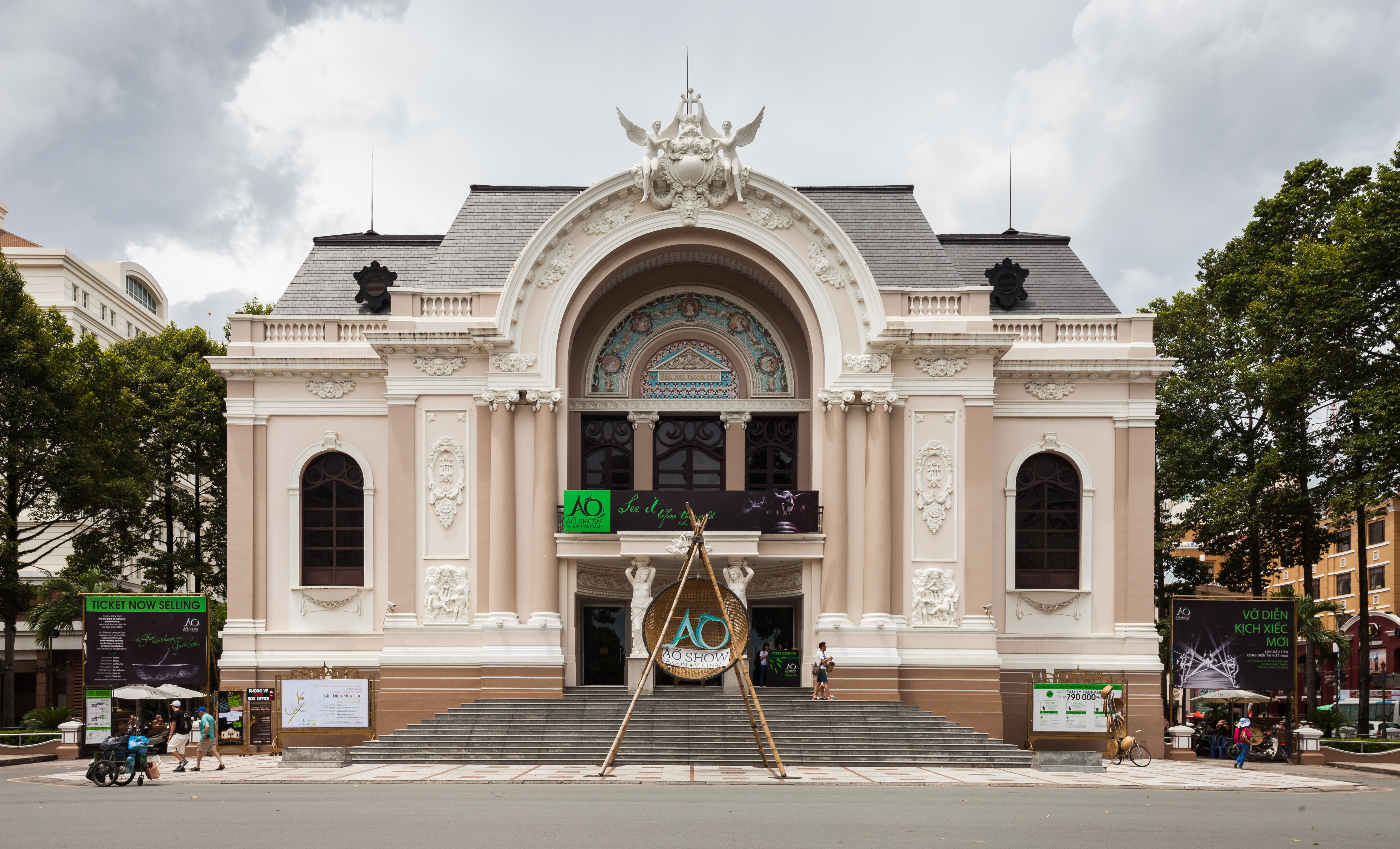
Théâtre municipal de Hô Chi Minh-Ville.
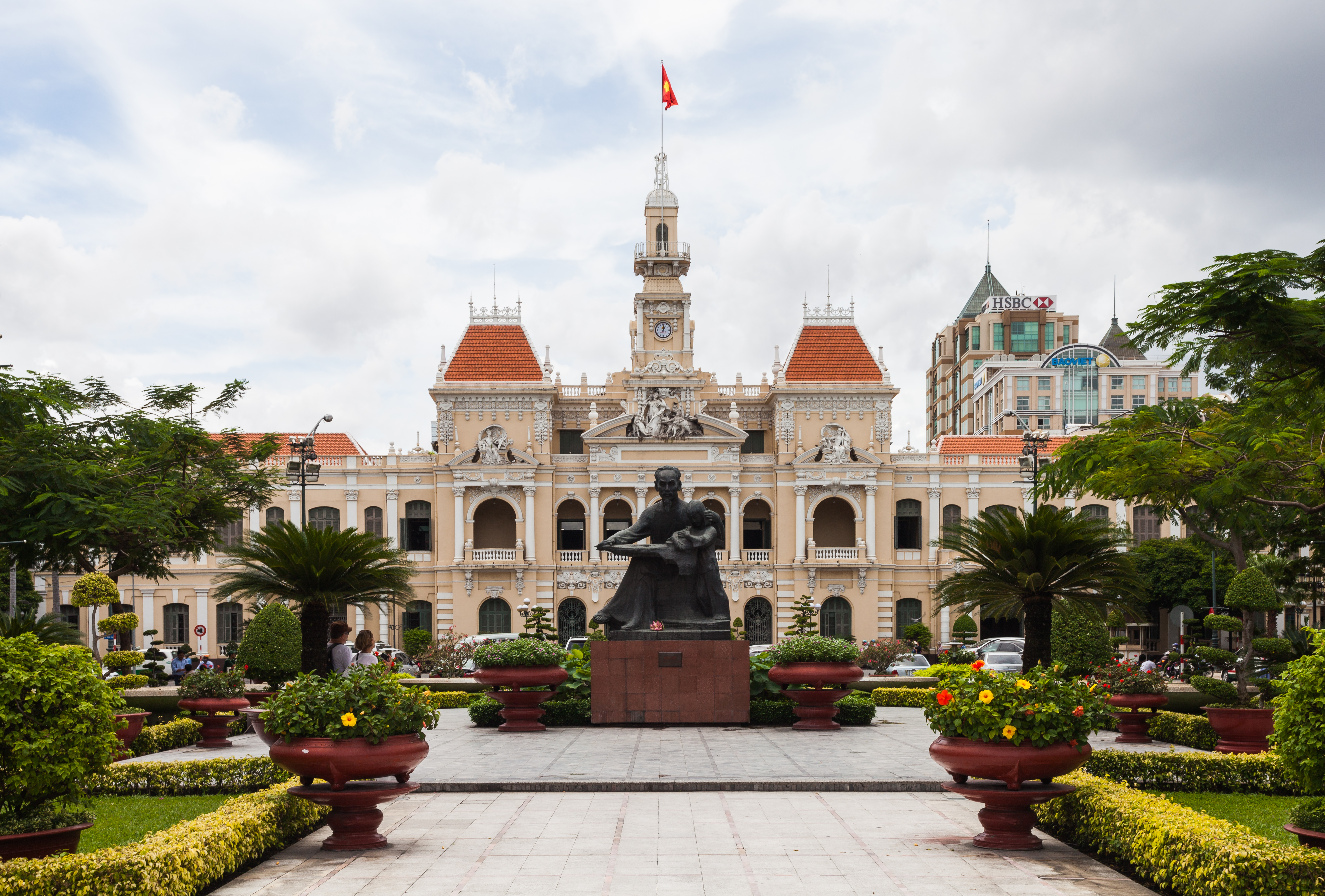
Hôtel de ville de Hô Chi Minh
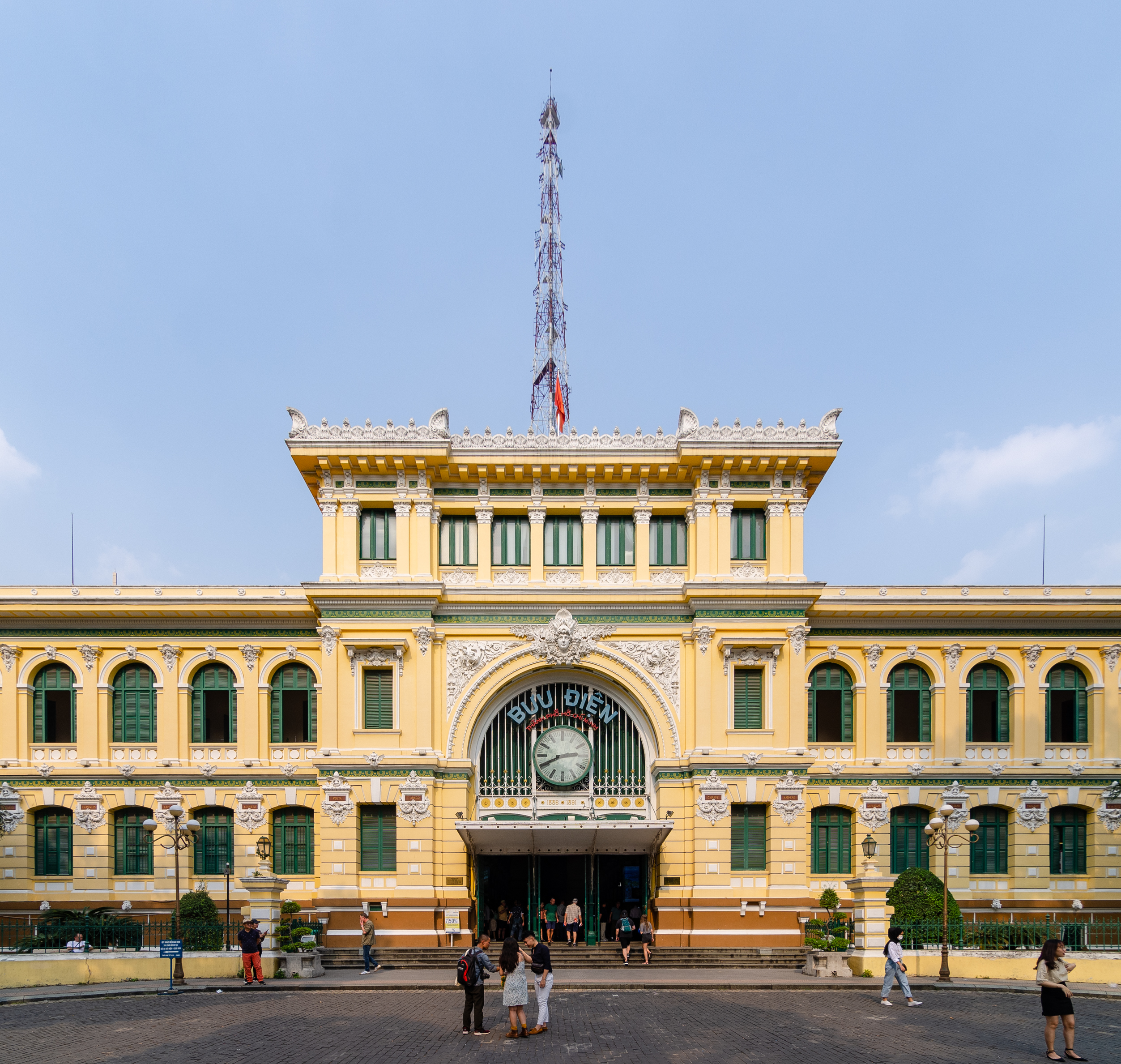
Hô Chi Minh Ville, poste Centrale
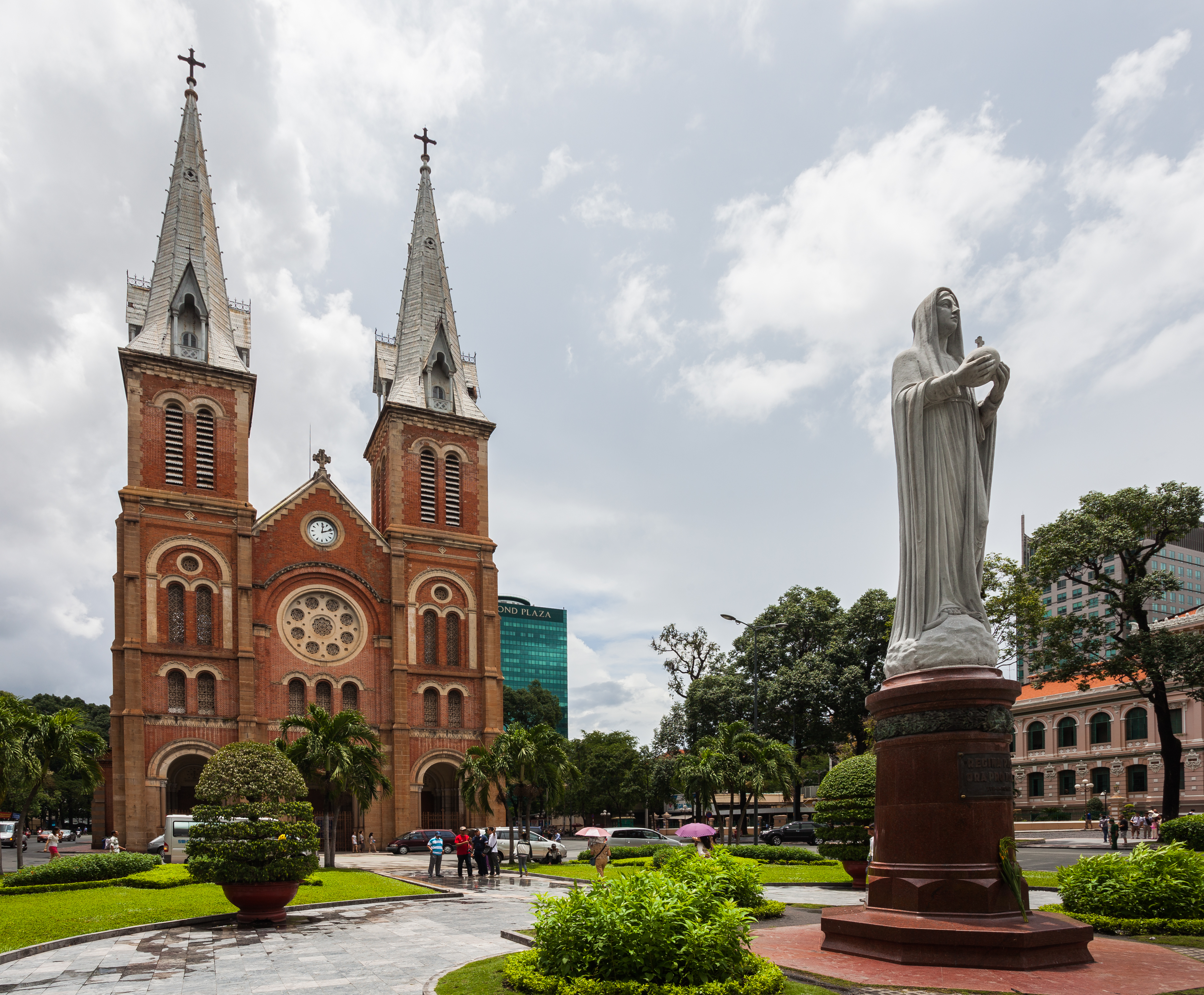
Hô Chi Minh Ville,basilique cathédrale Notre-Dame
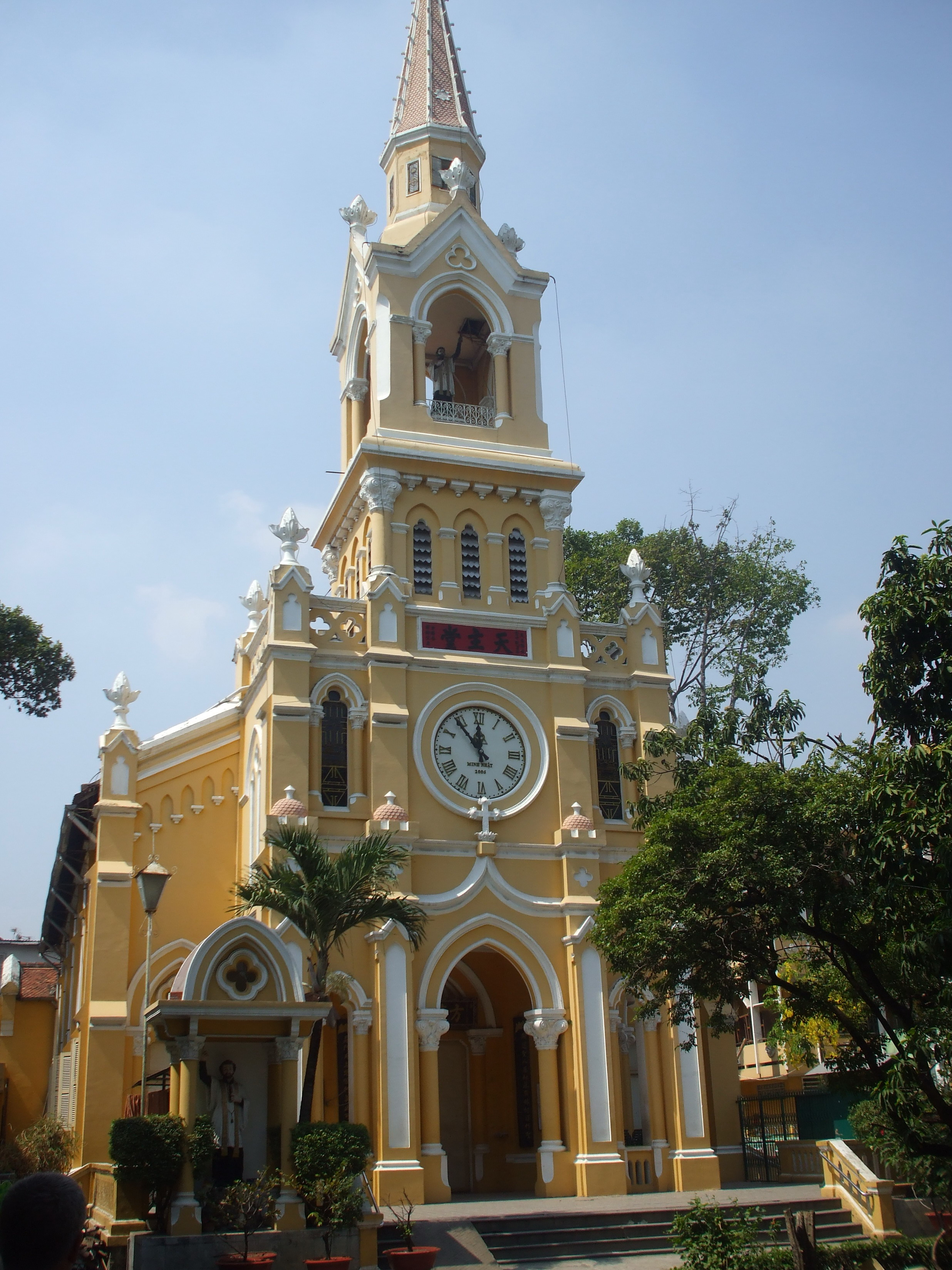
Hô Chi Minh Ville, église Saint-François-Xavier (Hô Chi Minh-Ville)
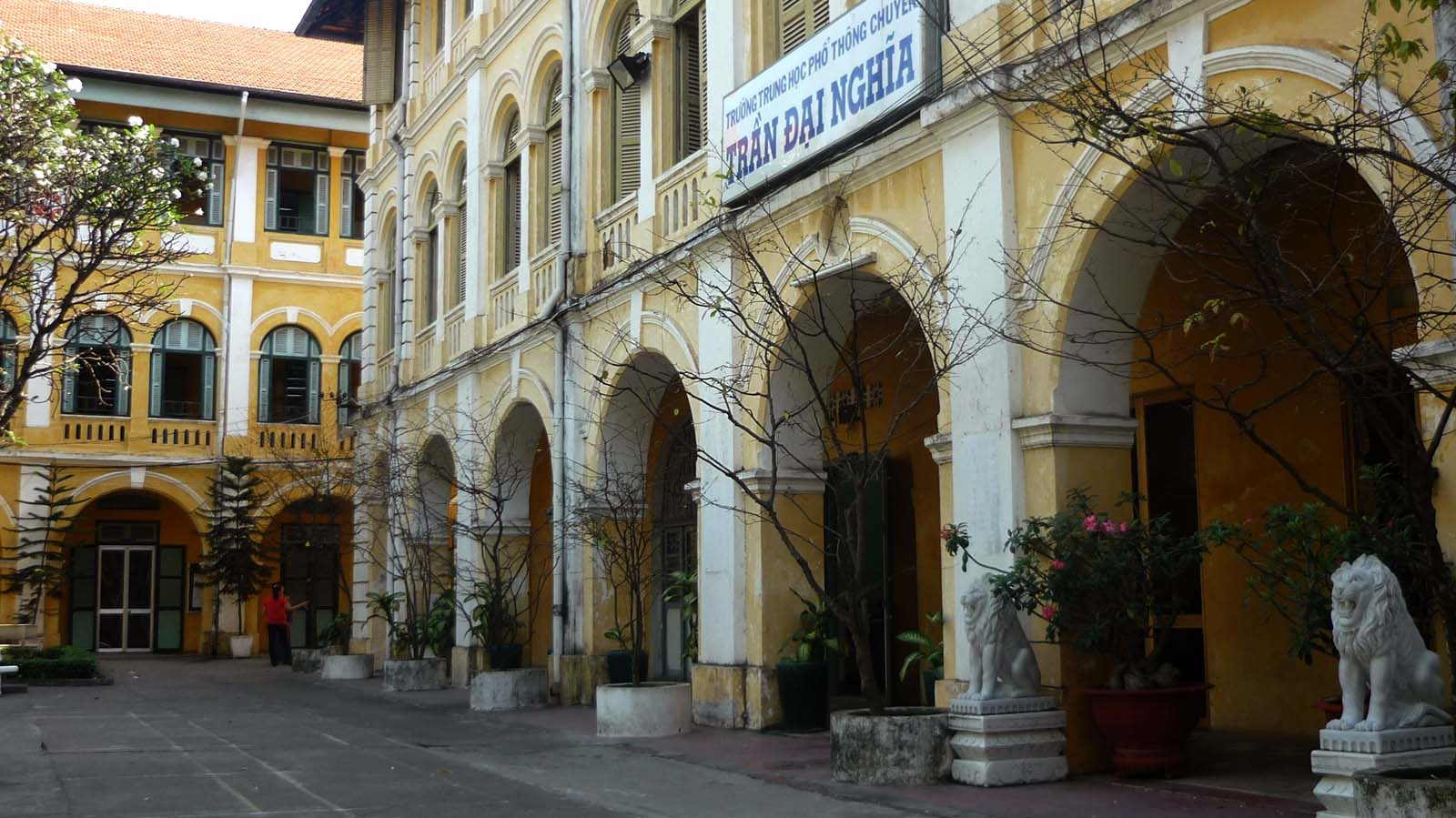
Hô Chi Minh Ville, lycée pour surdoués Trần Đại Nghĩa
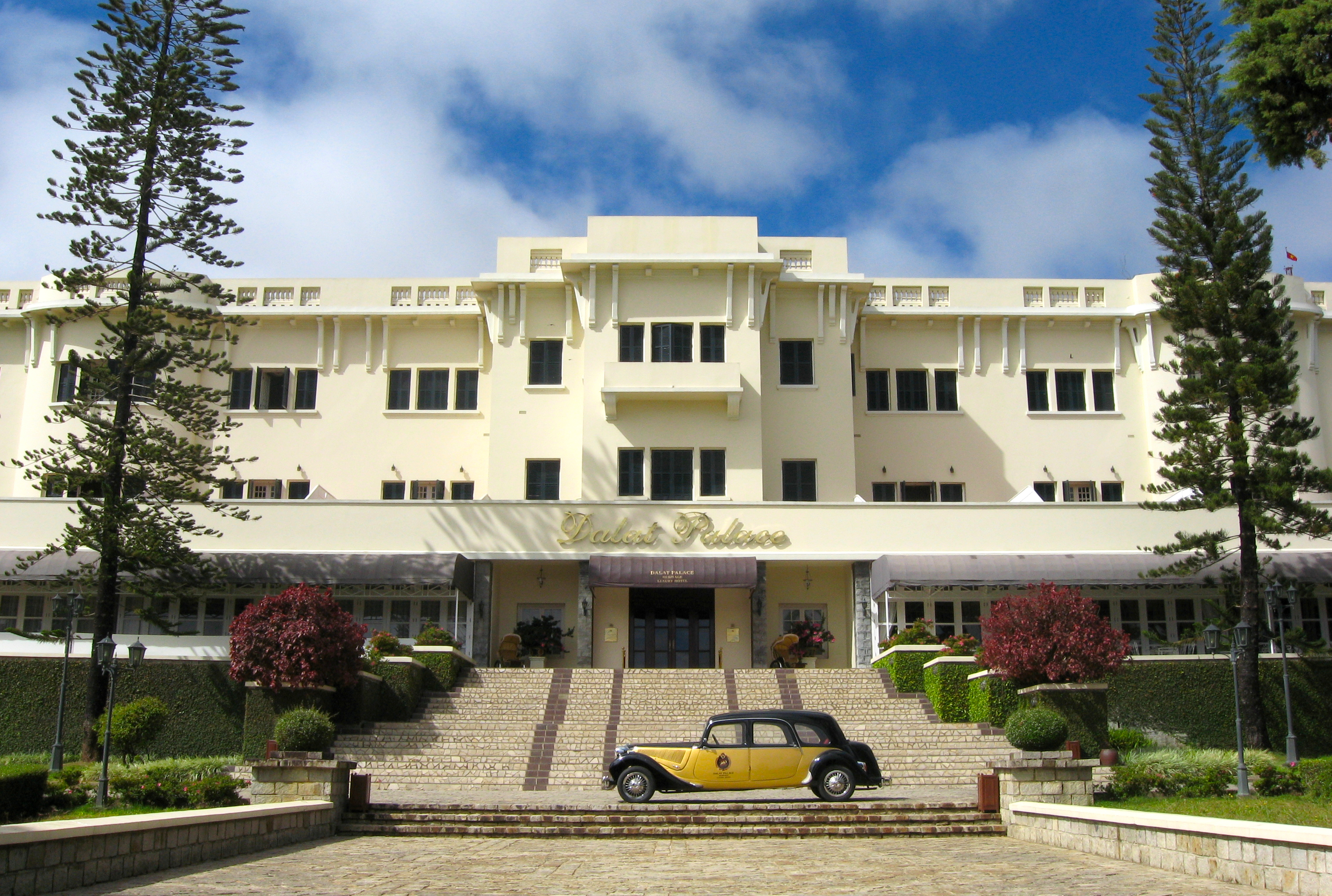
Hôtel Dalat
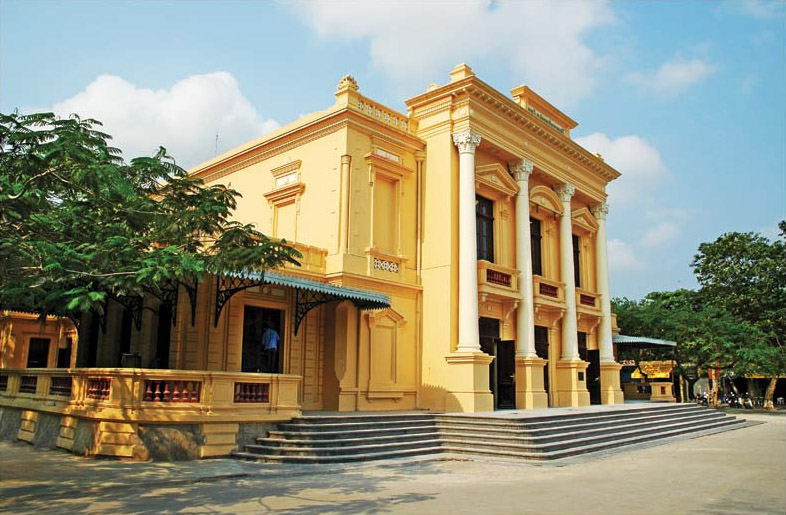
Opéra de Haïphong

### Cambodge
- À Phnom Penh :
  - Marché Central
  - Gare Royale
  - Hôtel Le Royal
  - Bibliothèque nationale du Cambodge
  - Villa Pittoresque [6]
  - Villa sino-khmère de l'UNESCO

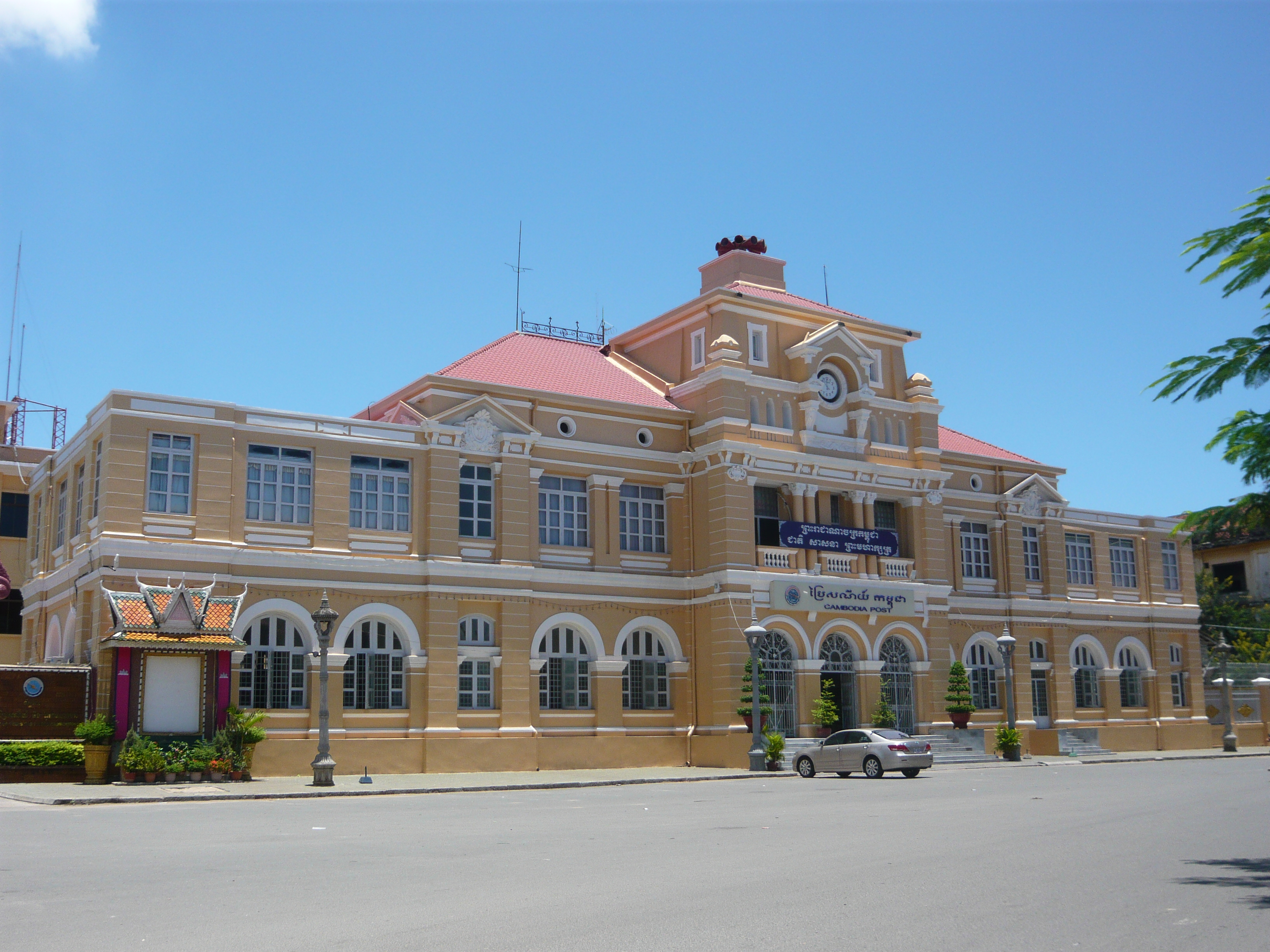
Bureau de poste de Phnom Penh
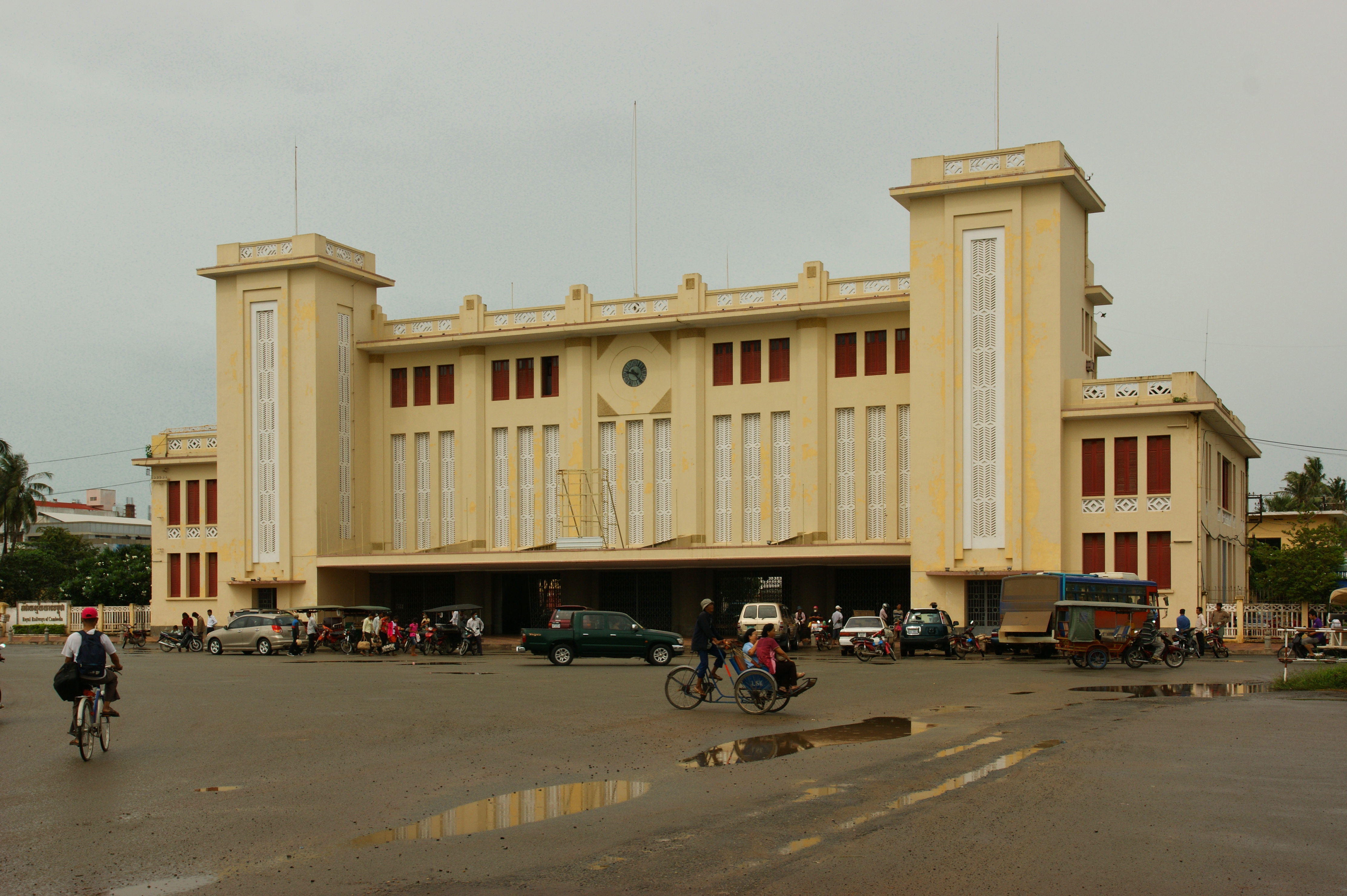
Gare royale de Phnom Penh
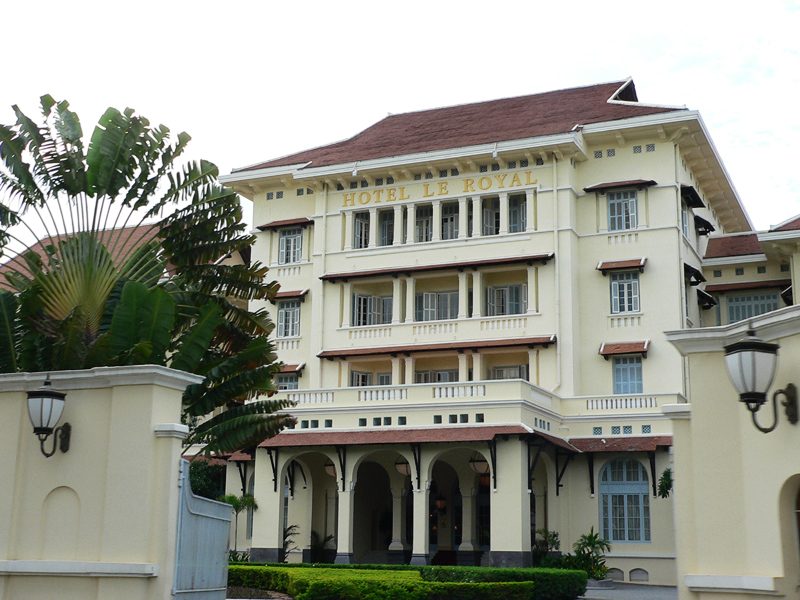
Hôtel Raffles Le Royal
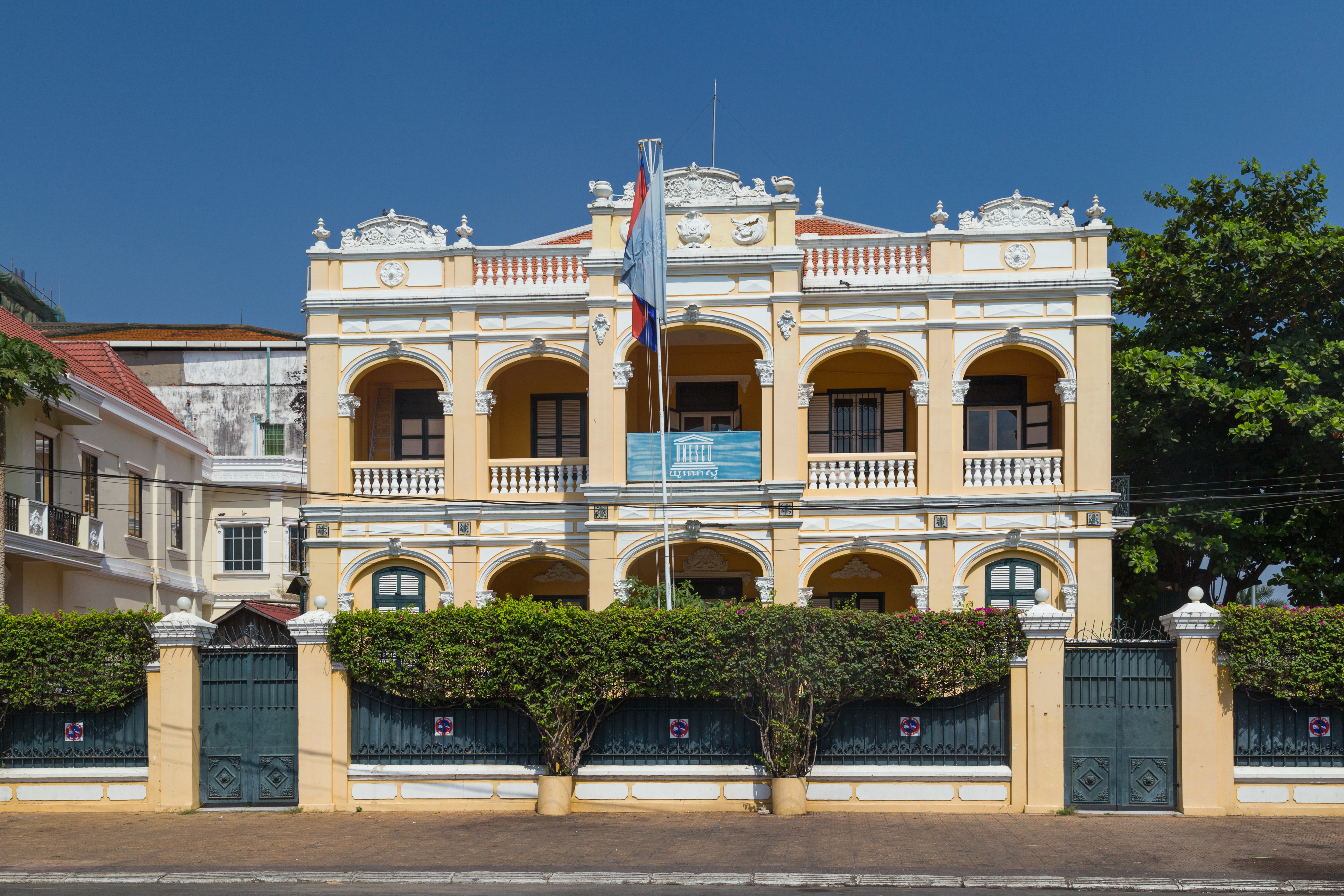
Bureau UNESCO de Phnom Penh
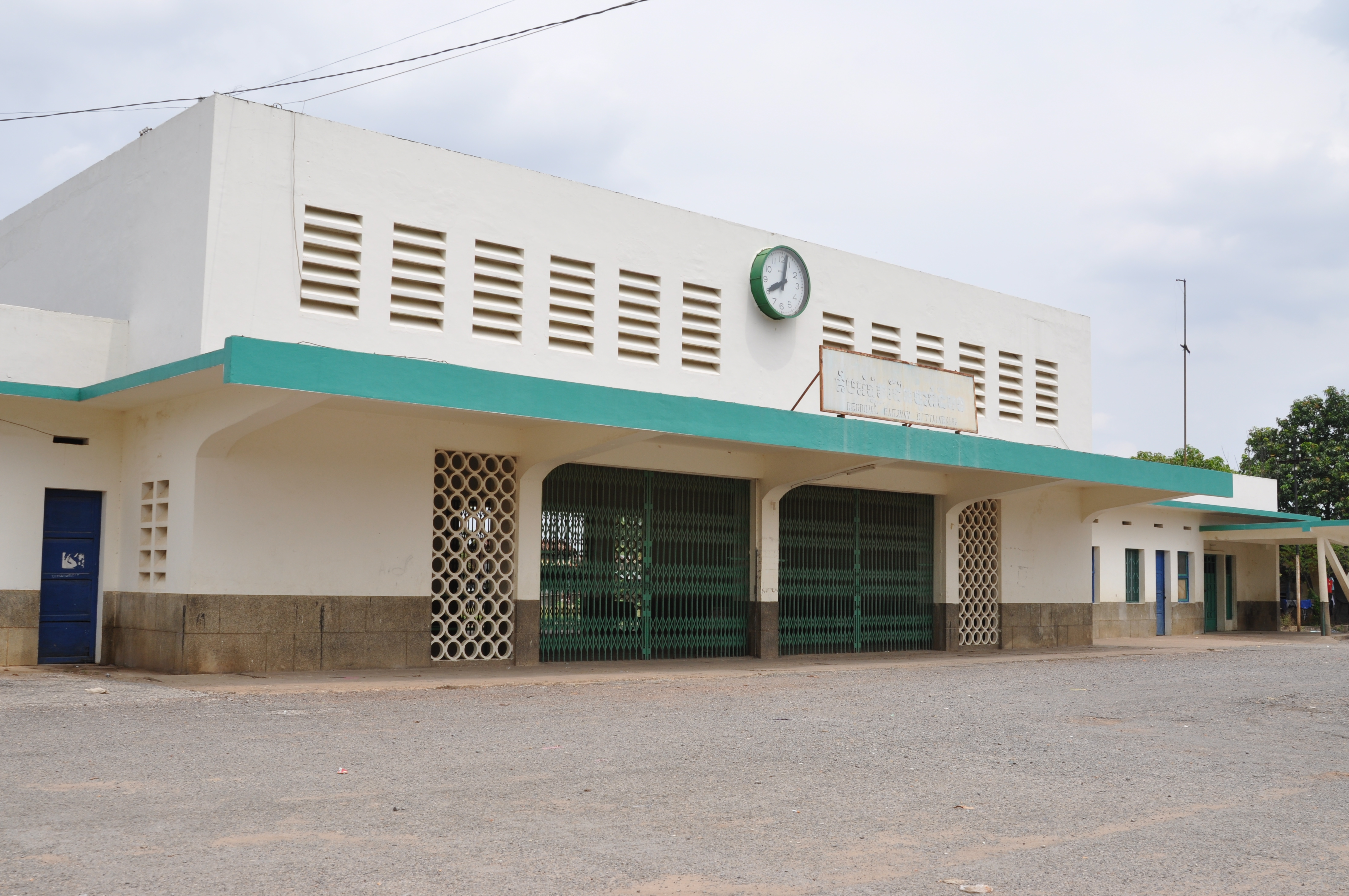
Gare de Battambang
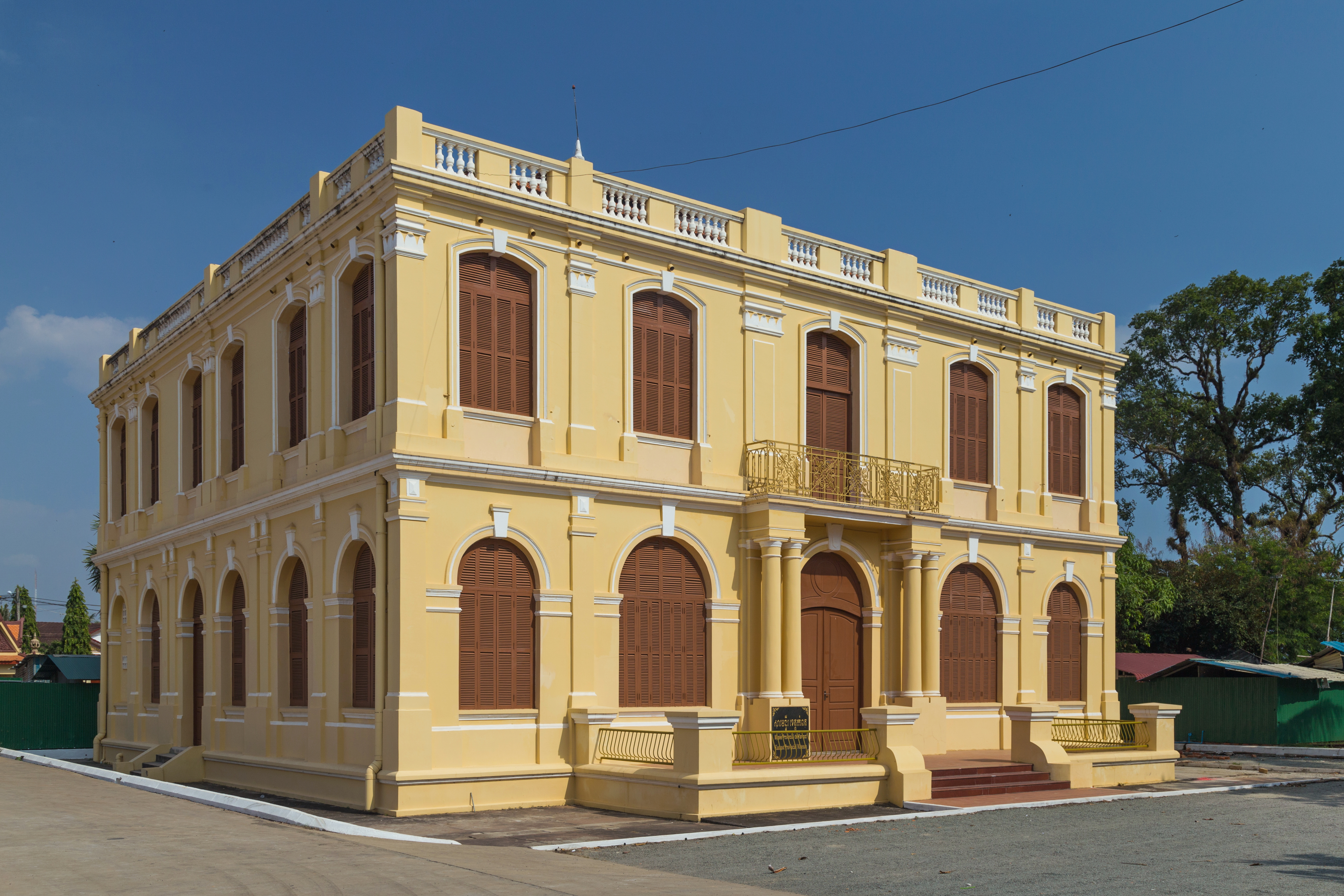
Bâtiment à Kampot

### Laos

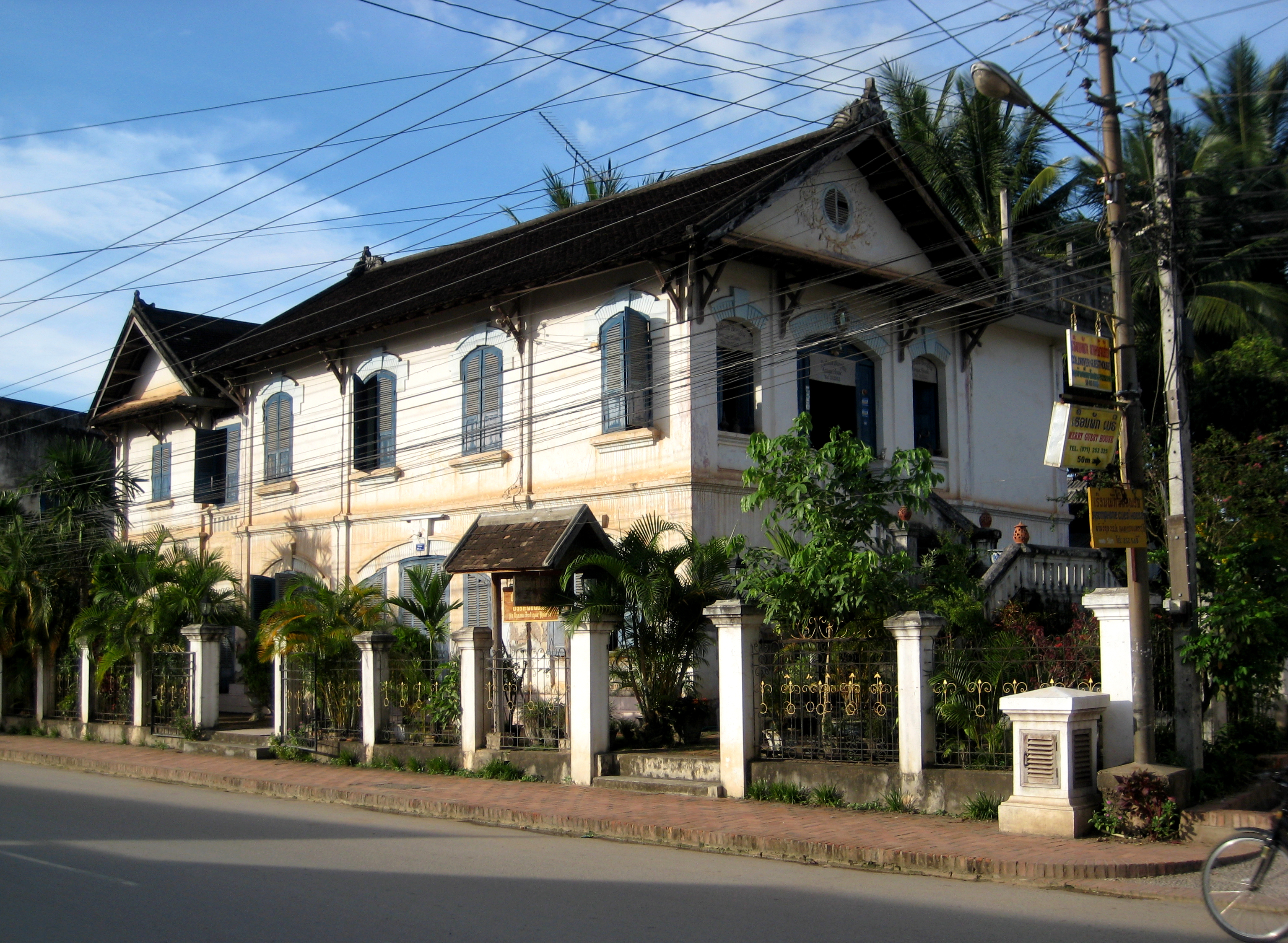
Une maison coloniale typique à Luang Prabang
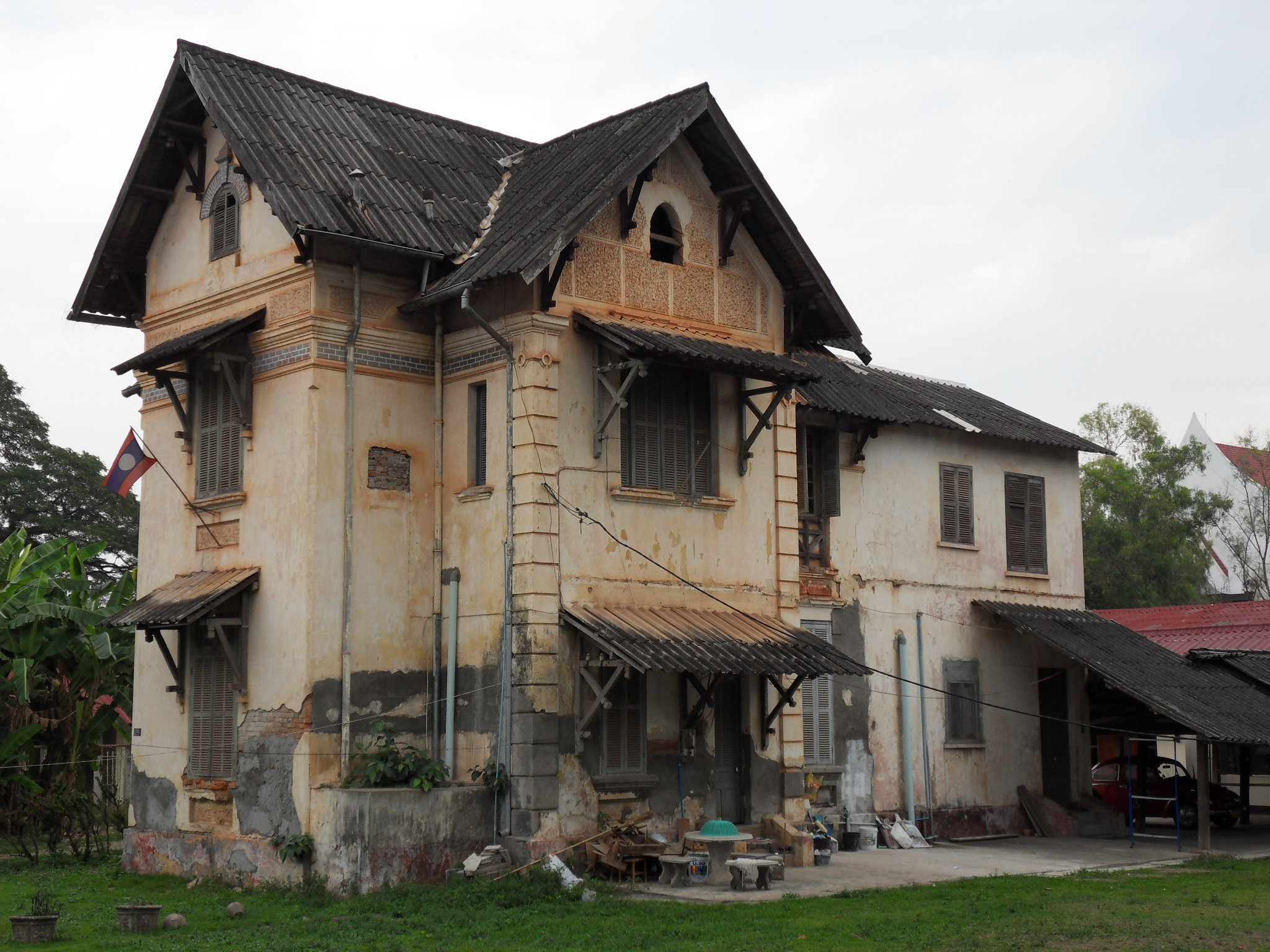
Une maison d'artisanat à la française à Vientiane

### Chine
- À Pékin :
  - Banque de l'Indochine Building, Beijing (zh)
- À Tianjin :
  - French Municipal Administration Council Building, Tianjin (zh)
  - Banque de l'Indochine Building, Tianjin (zh)
- À Shanghai :
  - Shanghai Museum of Arts And Crafts (zh)
  - Bâtiment de la Banque de l'Indochine, Shanghai
  - Église Saint-Joseph de Shanghai
- À Wuhan :
  - Banque de l'Indochine Building, Hankou (zh)
- À Canton
  - Chapelle Notre-Dame de Lourdes, île de Shamian
- À Zhanjiang :
  - Ancien Bureau du Commissaire français et ancien Quartier général de l'Armée française à Kouang-Tchéou-Wan
  - Église Notre-Dame-des-Victoires (Kouang-Tchéou-Wan)
  - Phare de Nǎozhōu

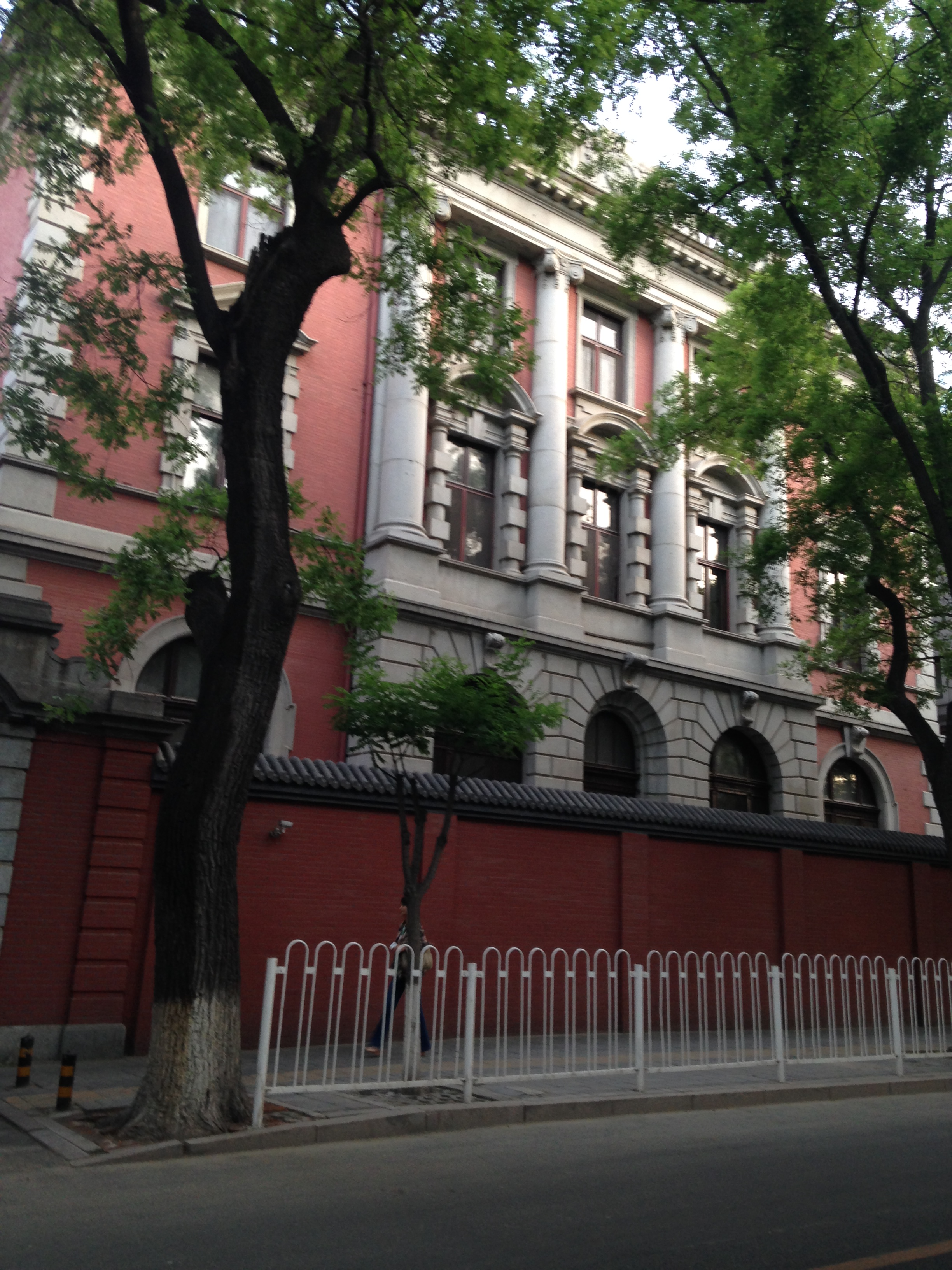
Bâtiment de la Banque de l'Indochine, Pékin
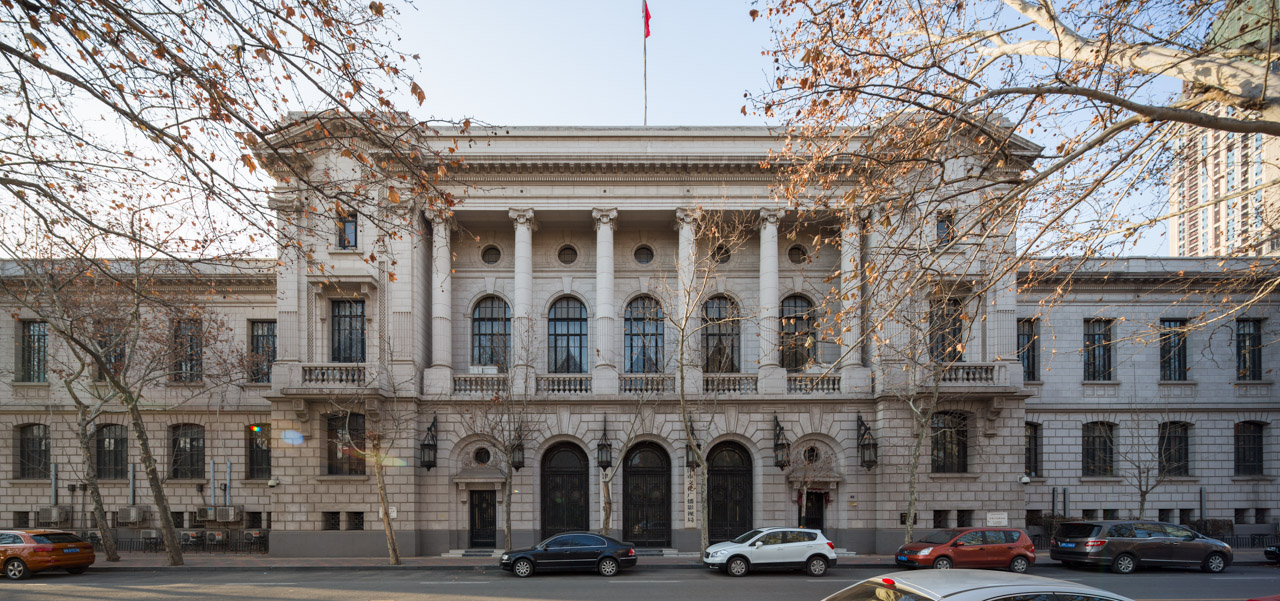
Bâtiment du conseil d'administration municipale française à Tianjin
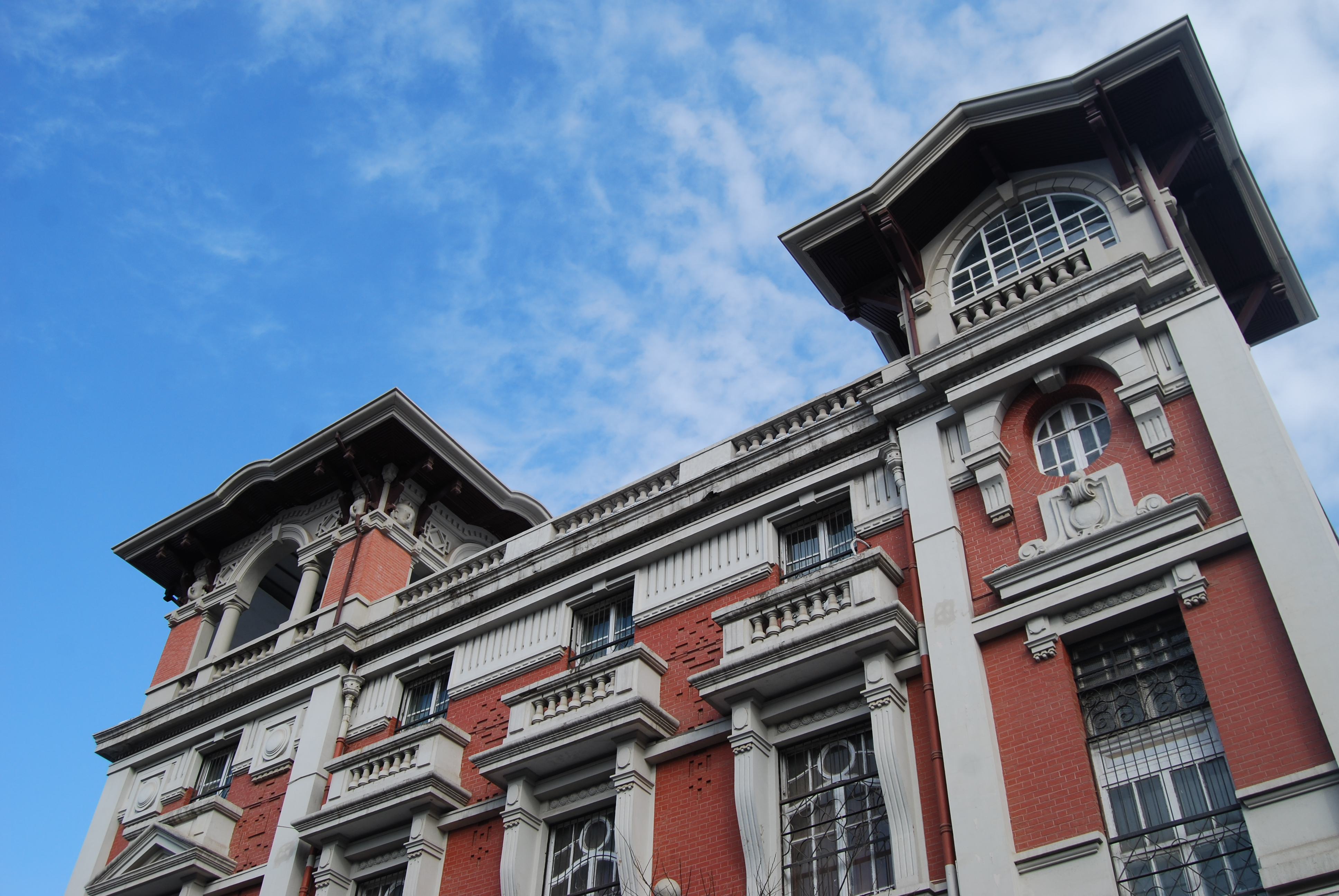
Bâtiment de la Banque de l'Indochine, Tianjin
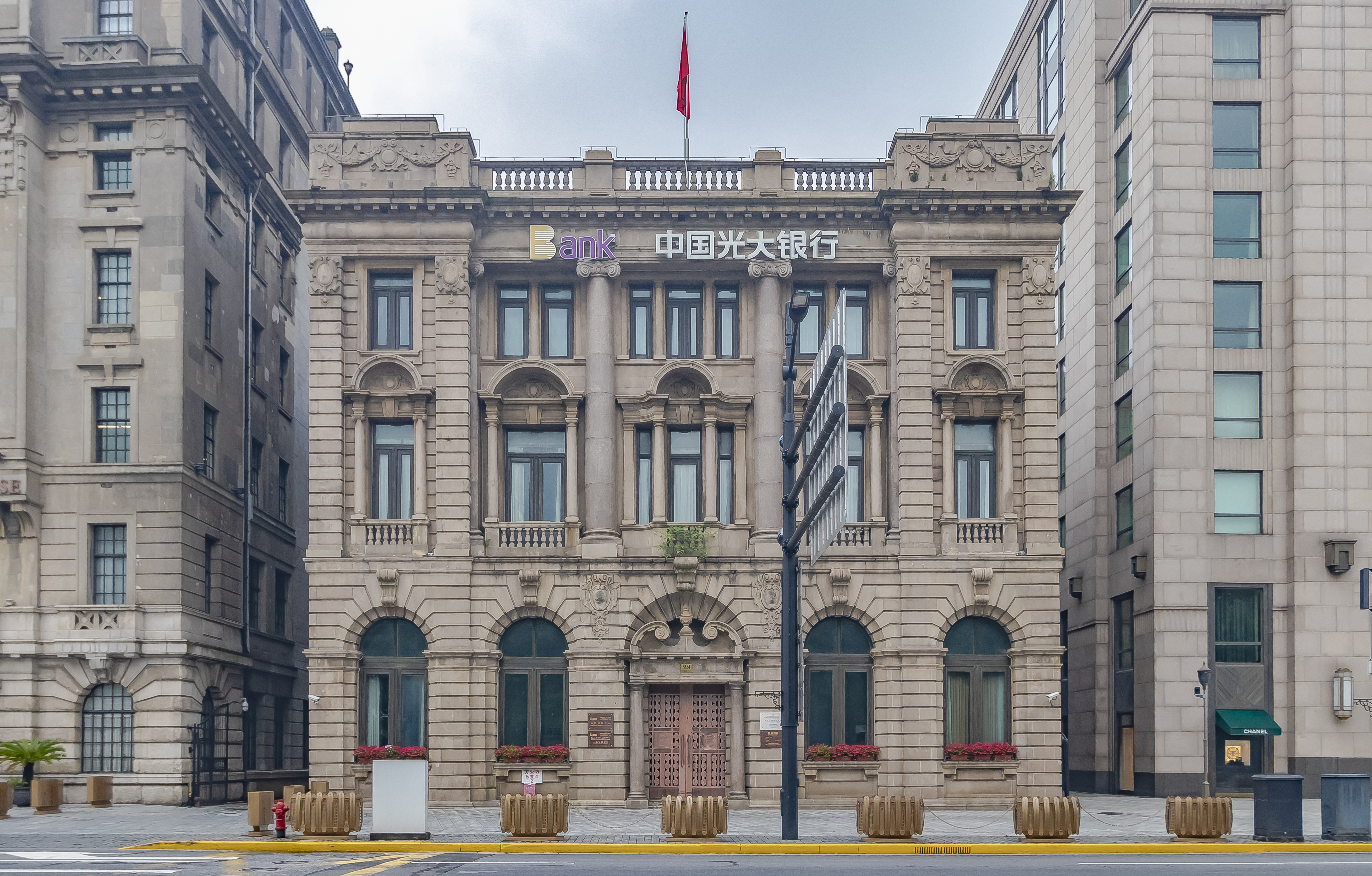
Bâtiment de la Banque de l'Indochine, Shanghai
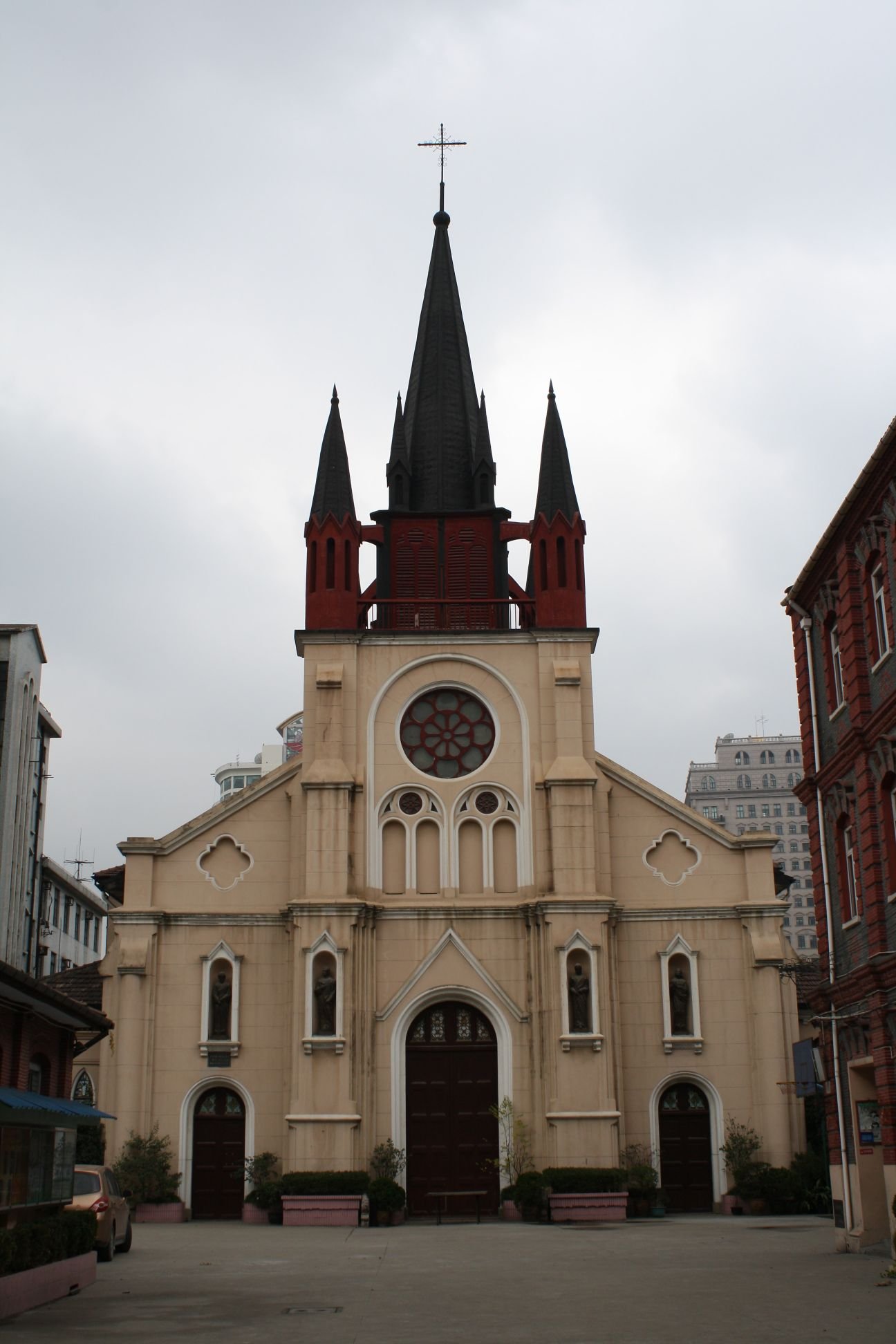
L'église Saint-Joseph de Shanghai
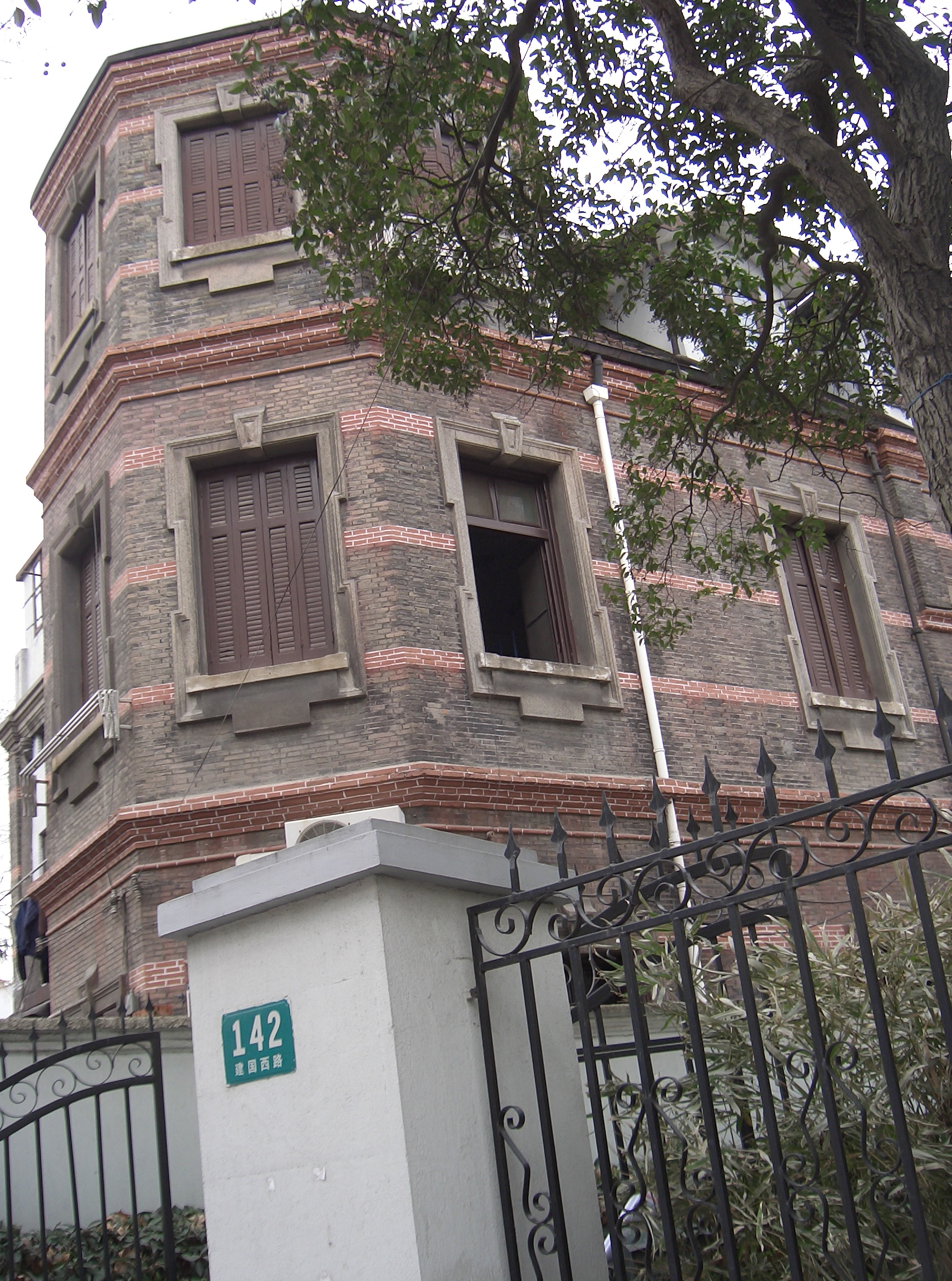
Un appartement au n°142 West Jianguo Road, Shanghai
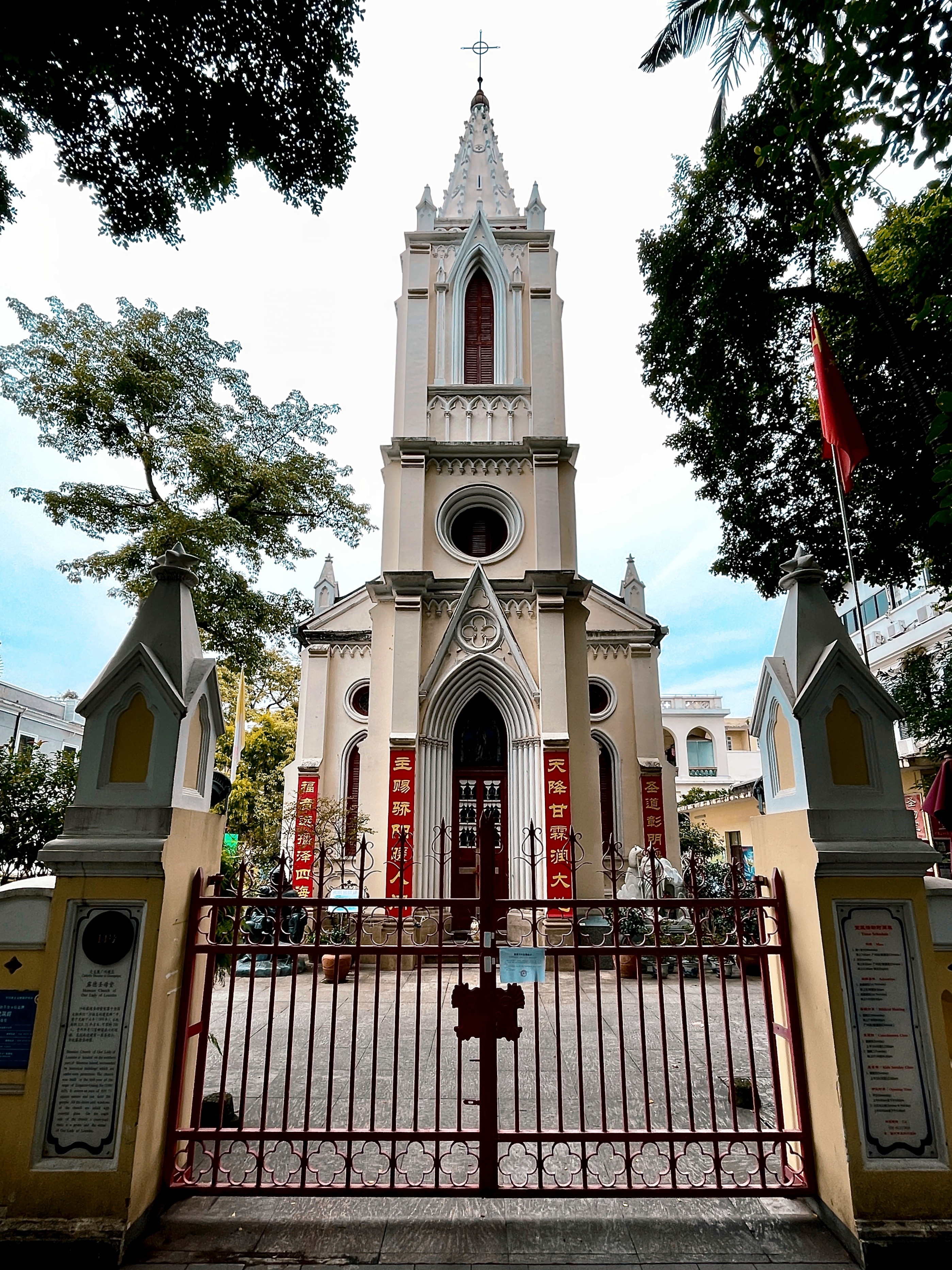
Chapelle Notre-Dame de Lourdes, île de Shamian, Canton
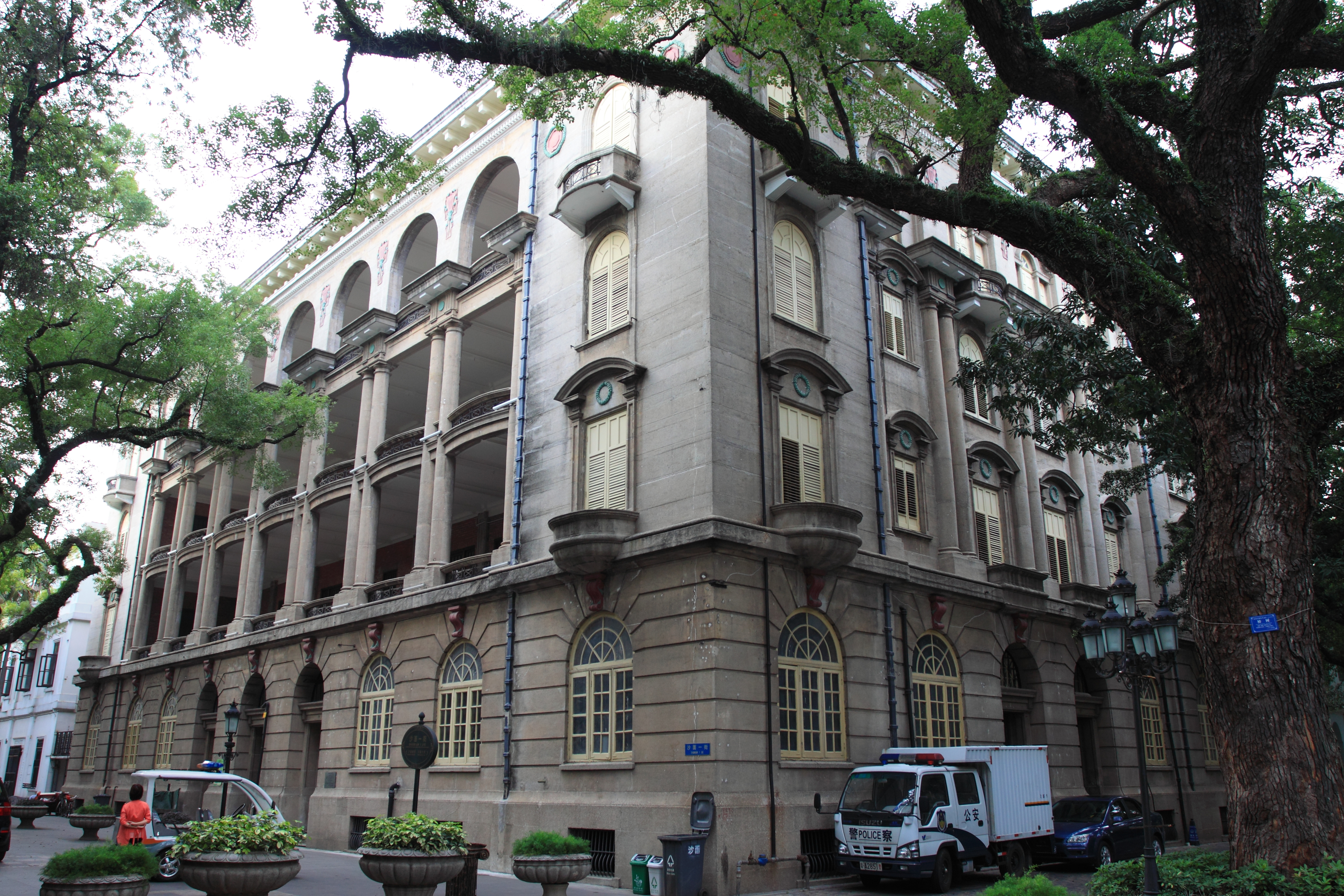
Bâtiment de la Banque de l'Indochine sur l'île de Shamian, Guangzhou
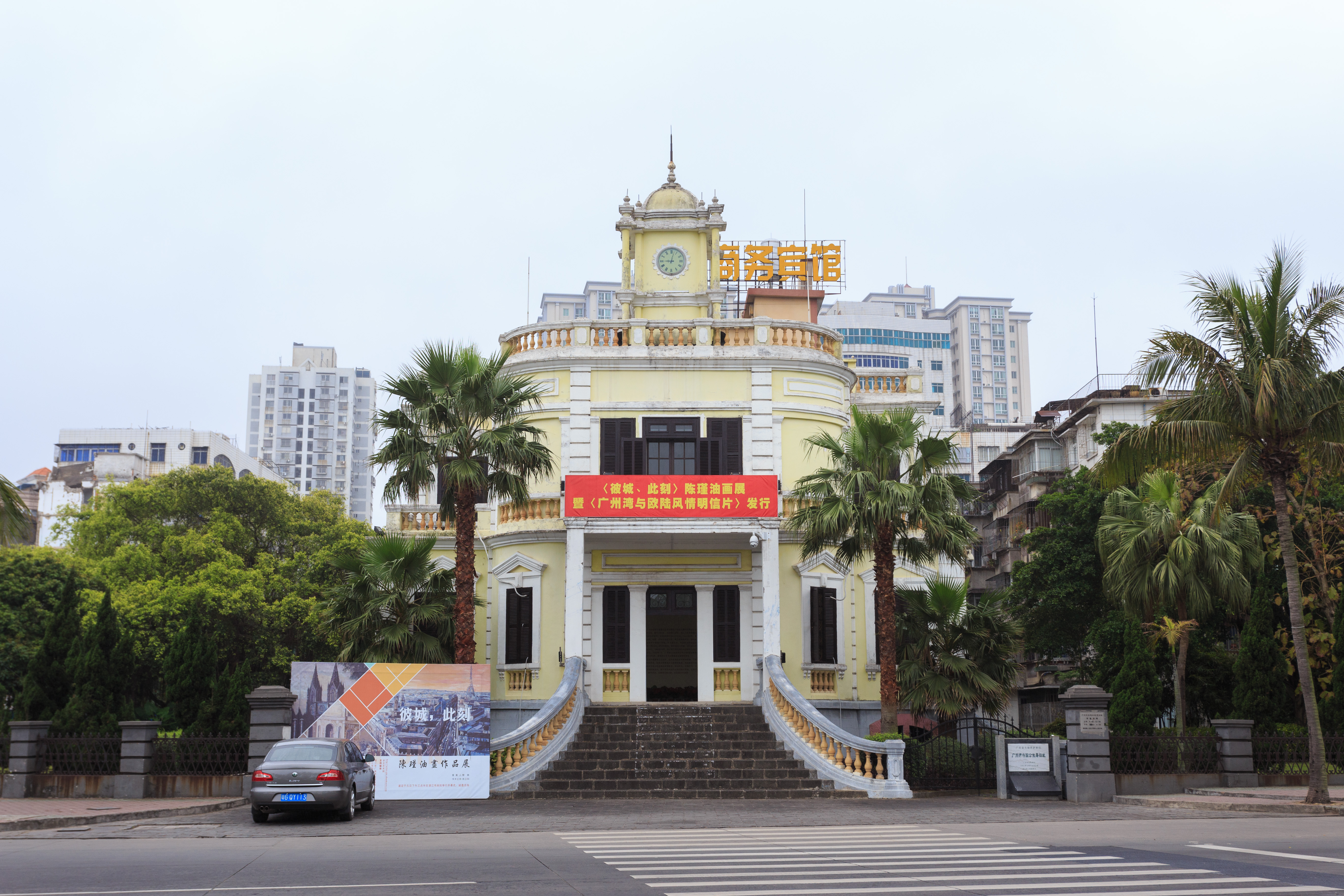
Résidence de l'ancien commissaire français à Zhanjiang
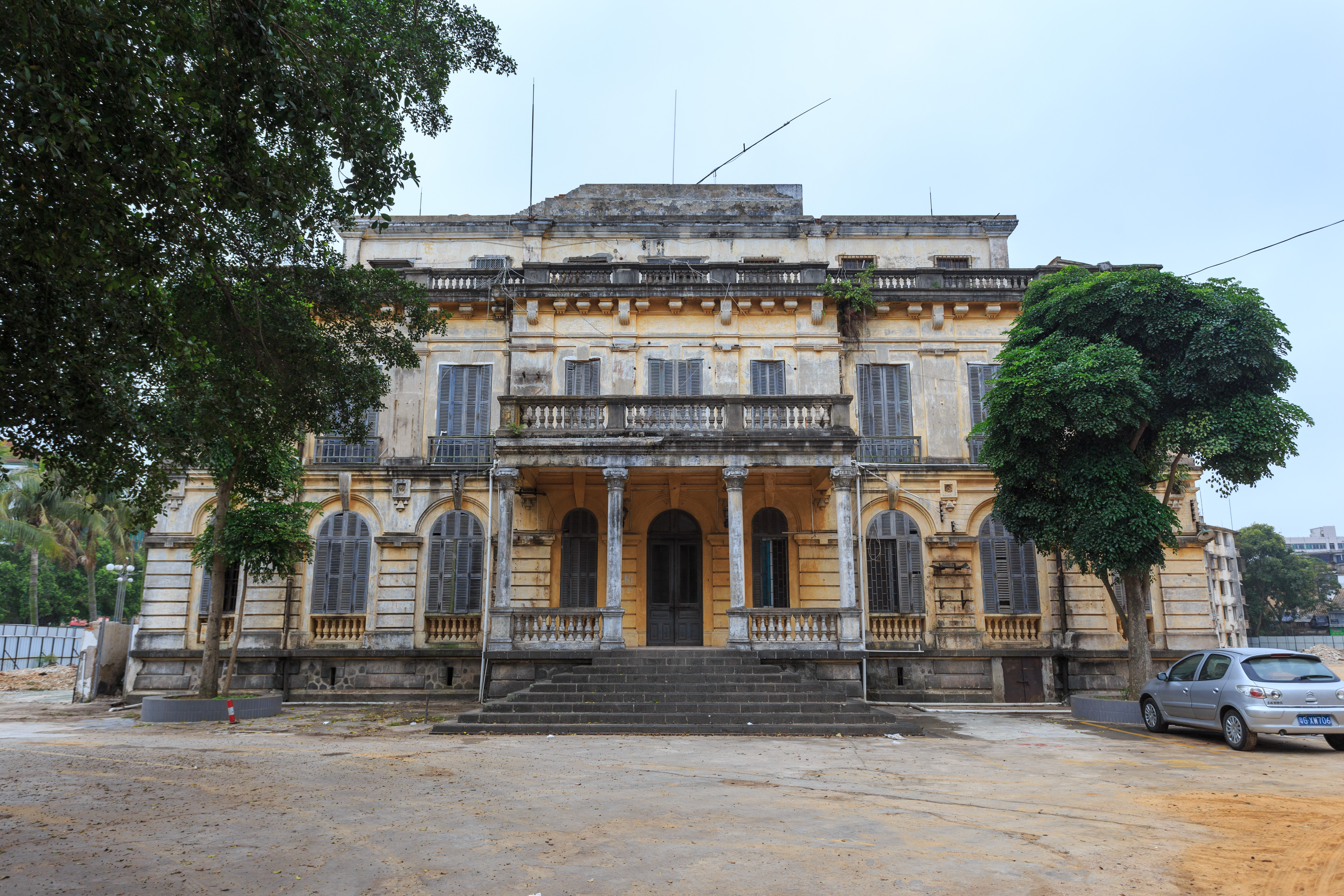
Ancienne Commandanture de l'Armée française à Zhanjiang
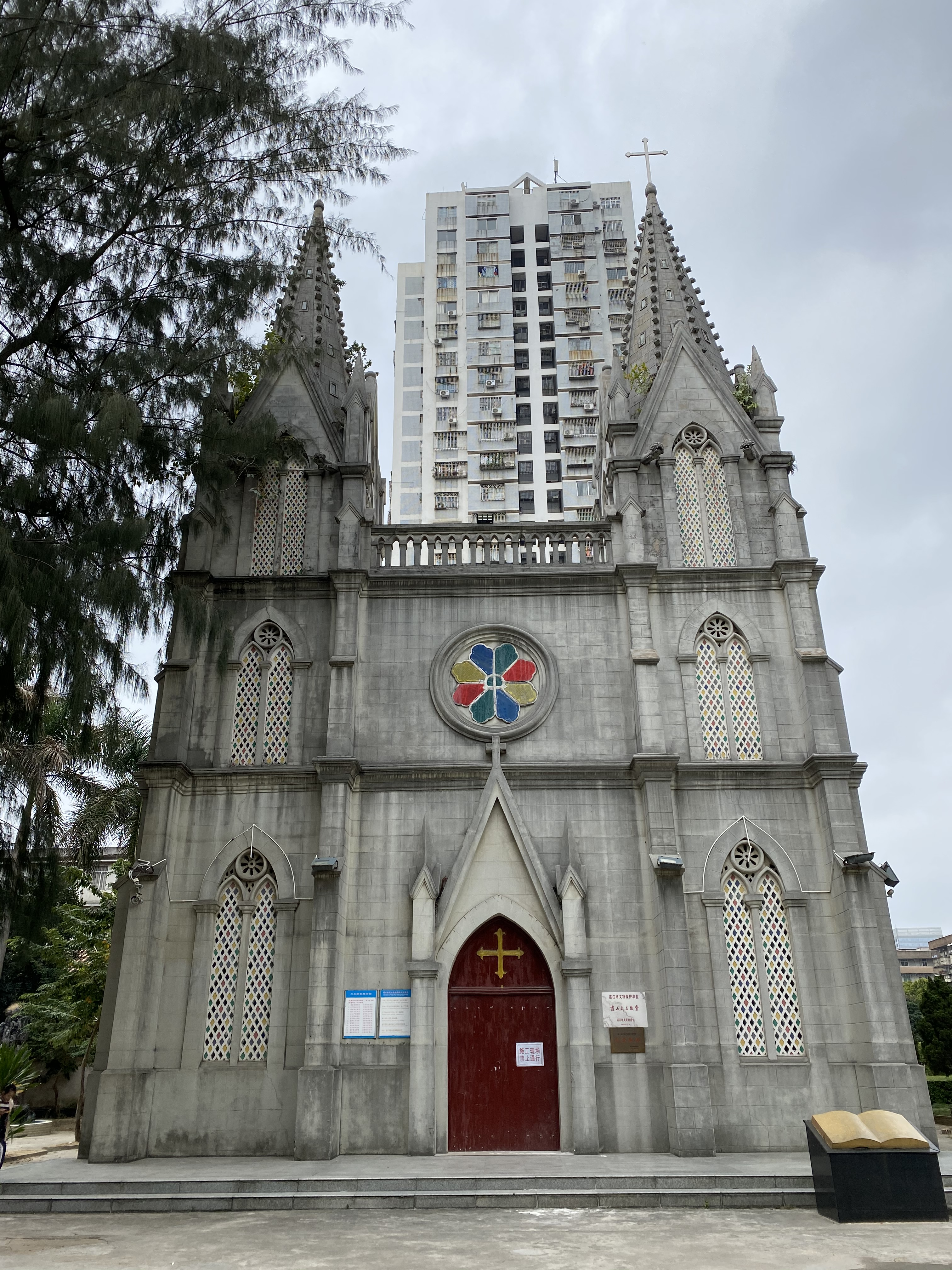
Cathédrale Notre-Dame de la Victoire à Zhanjiang

## Afrique

### Afrique du Nord
L'architecture coloniale française des XIXe et début XXe siècles se distingue par son influence prépondérante dans les quartiers européens des principales agglomérations algériennes et tunisiennes, ainsi que de Casablanca au Maroc. À partir du milieu du XXe siècle, Alger s'est érigée en un pôle majeur de l'architecture moderniste.

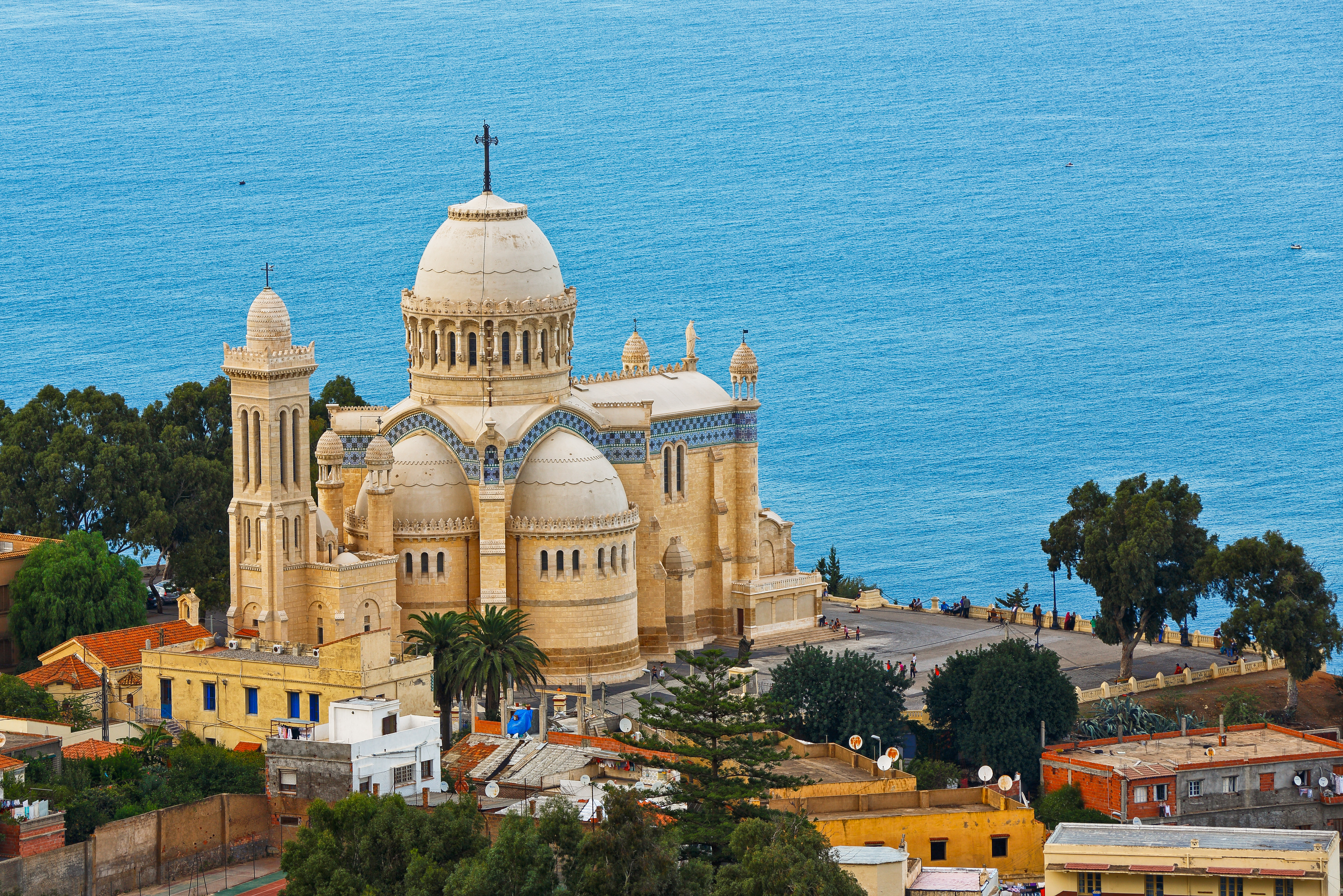
Basilique Notre-Dame d'Afrique à Alger, Algérie
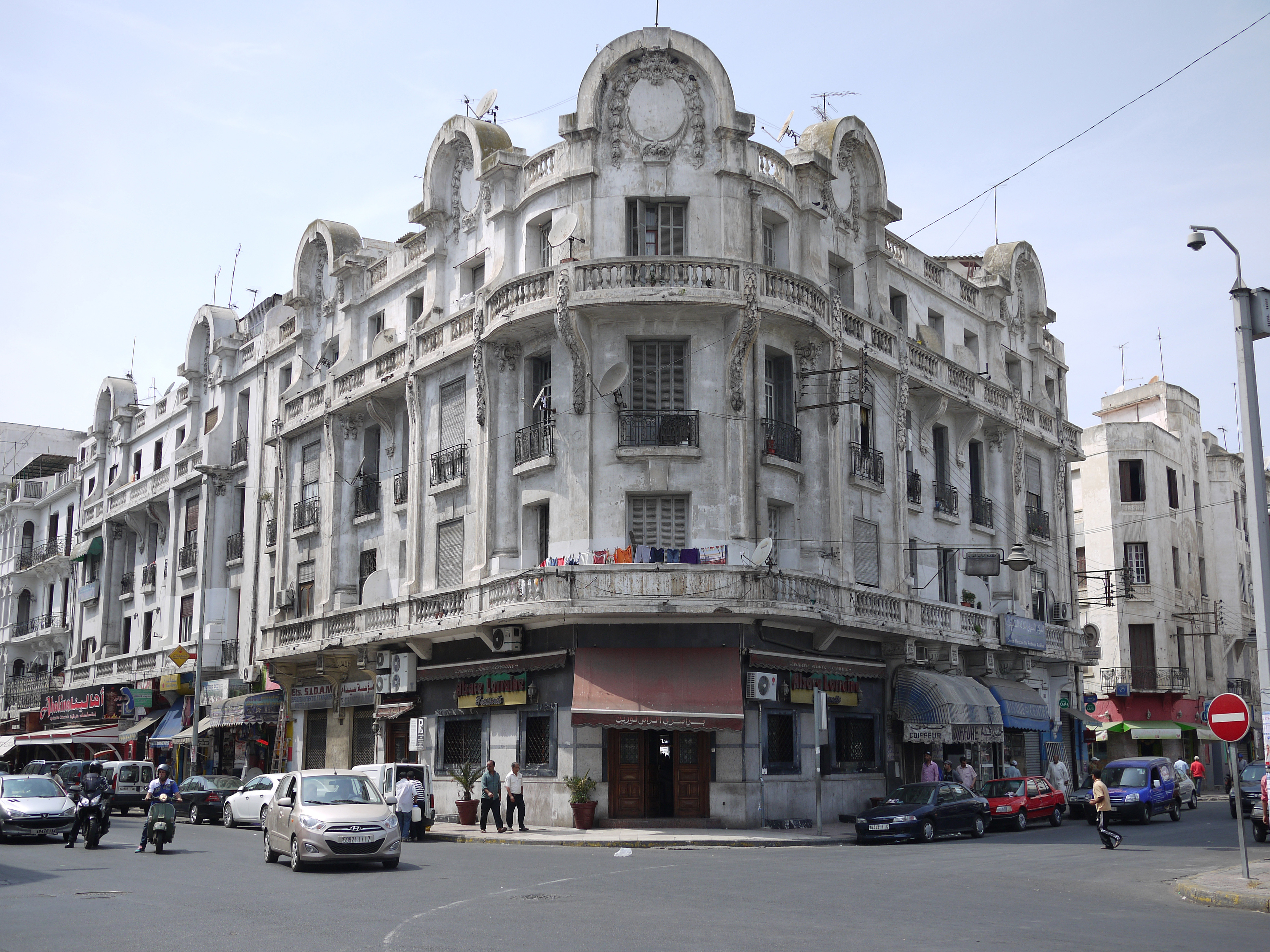
Immeuble d'appartements à Casablanca, Maroc
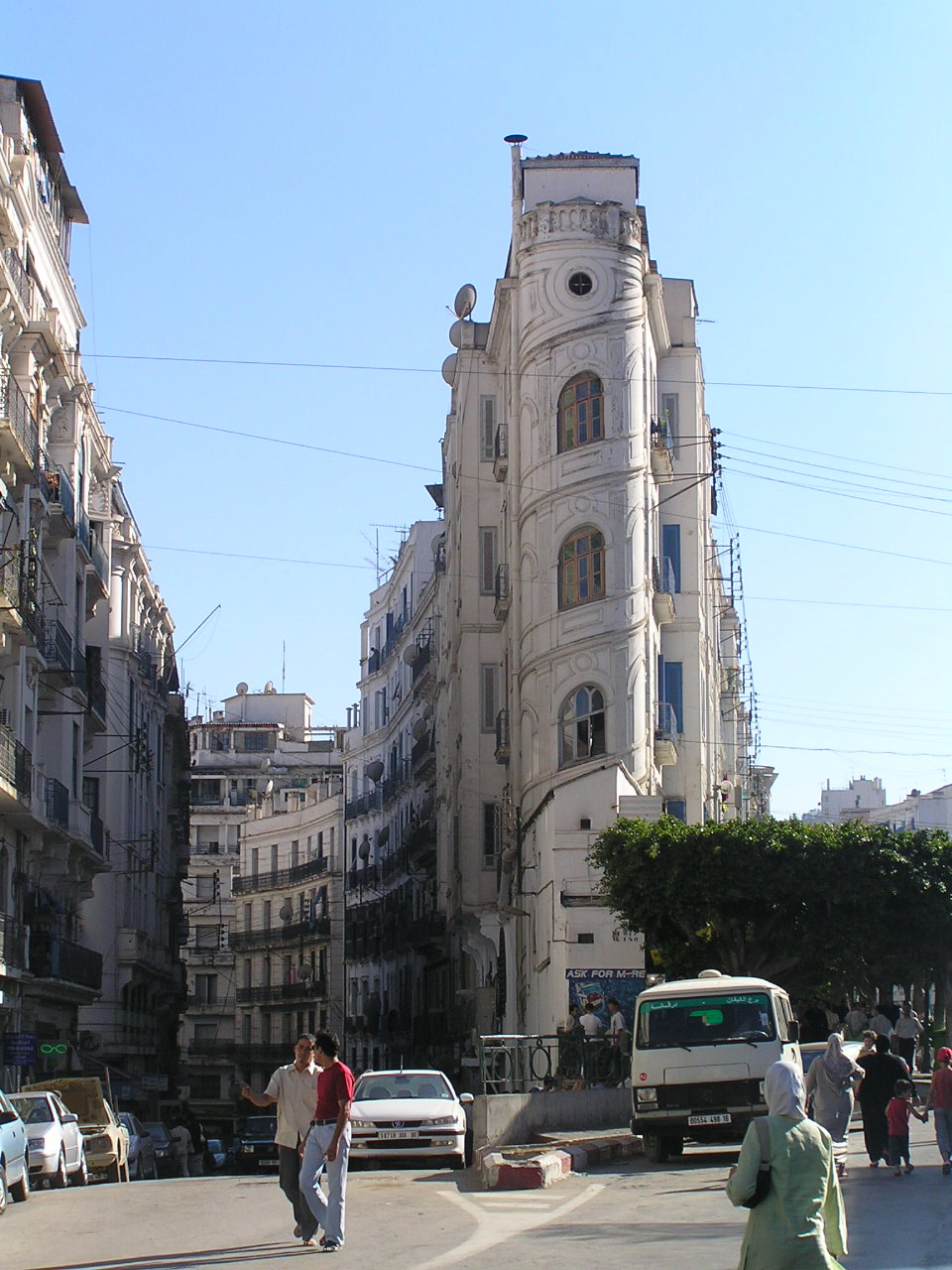
Immeuble d'appartements à Alger, Algérie
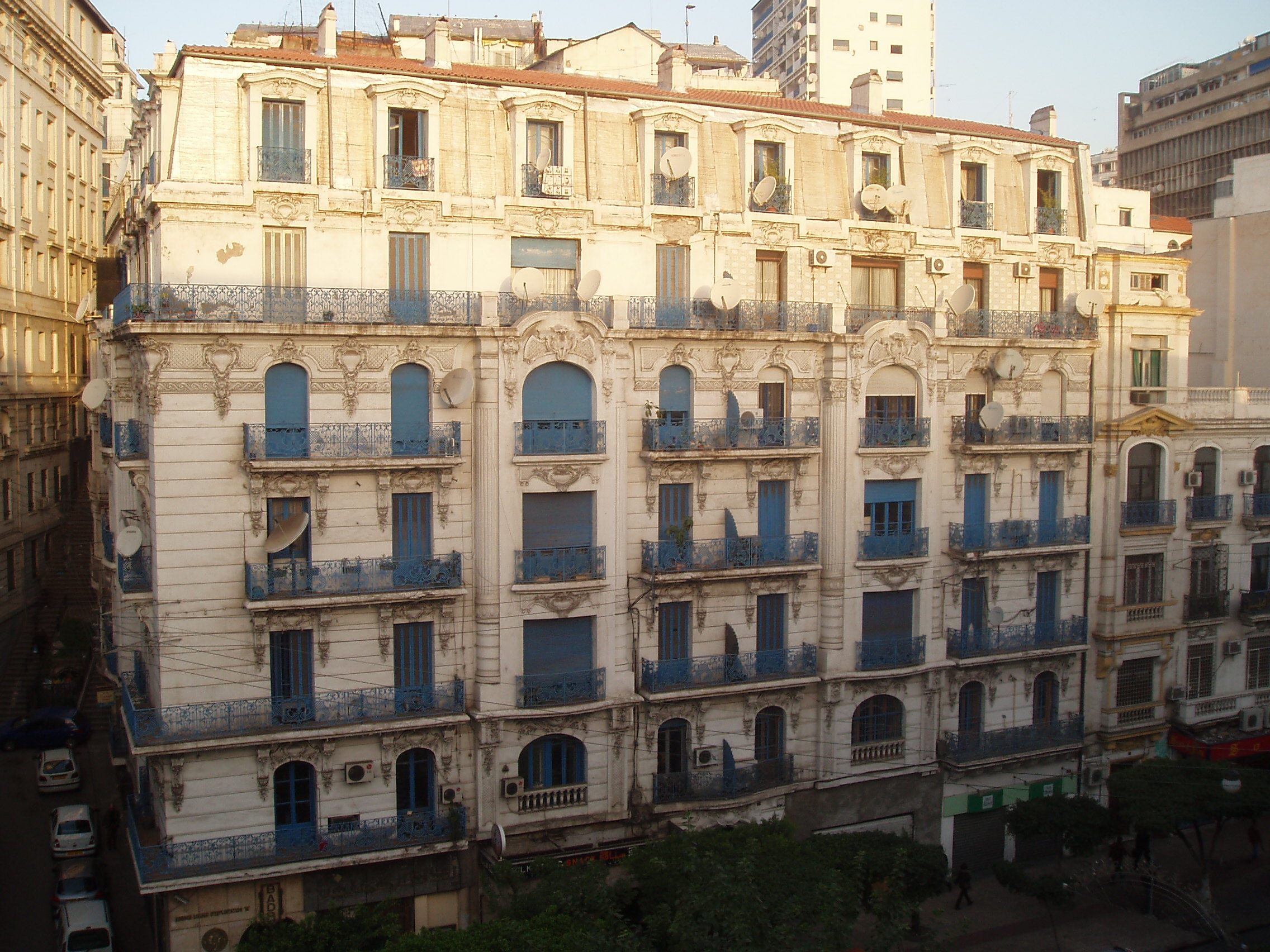
Immeuble d'habitation rue Didouche-Mourad, Alger, Algérie (anciennement rue Michelet)
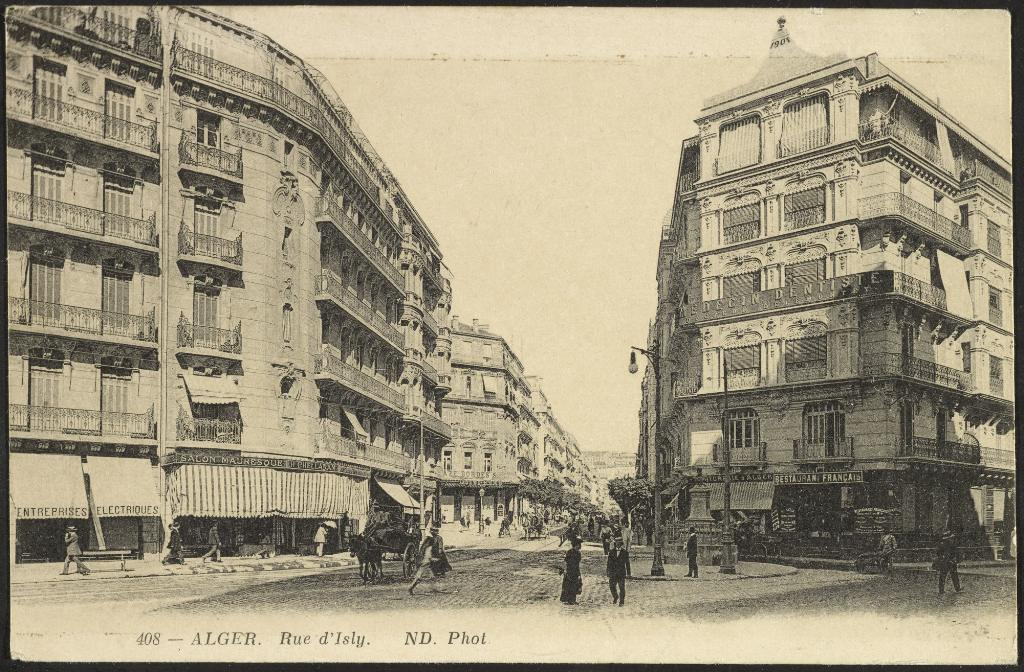
Rue d'Isly à Alger (début XXe siècle)
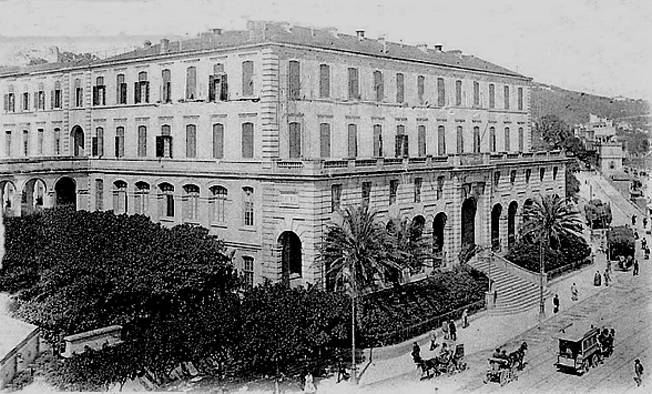
Lycée Bugeaud à Alger (début XXe siècle)

### Afrique de l'Ouest
L'empreinte architecturale héritée de la colonisation française est observée dans de multiples métropoles et agglomérations d'Afrique de l'Ouest, où elle se concentre de manière particulièrement significative dans l'ancienne cité capitale, Saint-Louis, située au Sénégal.

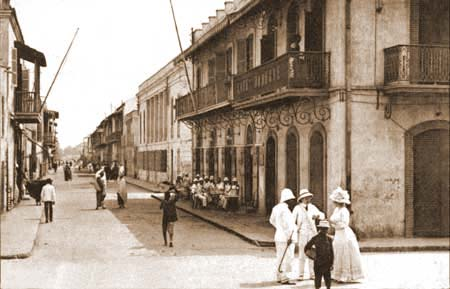
Rue Lebon à Saint-Louis (vers 1900).
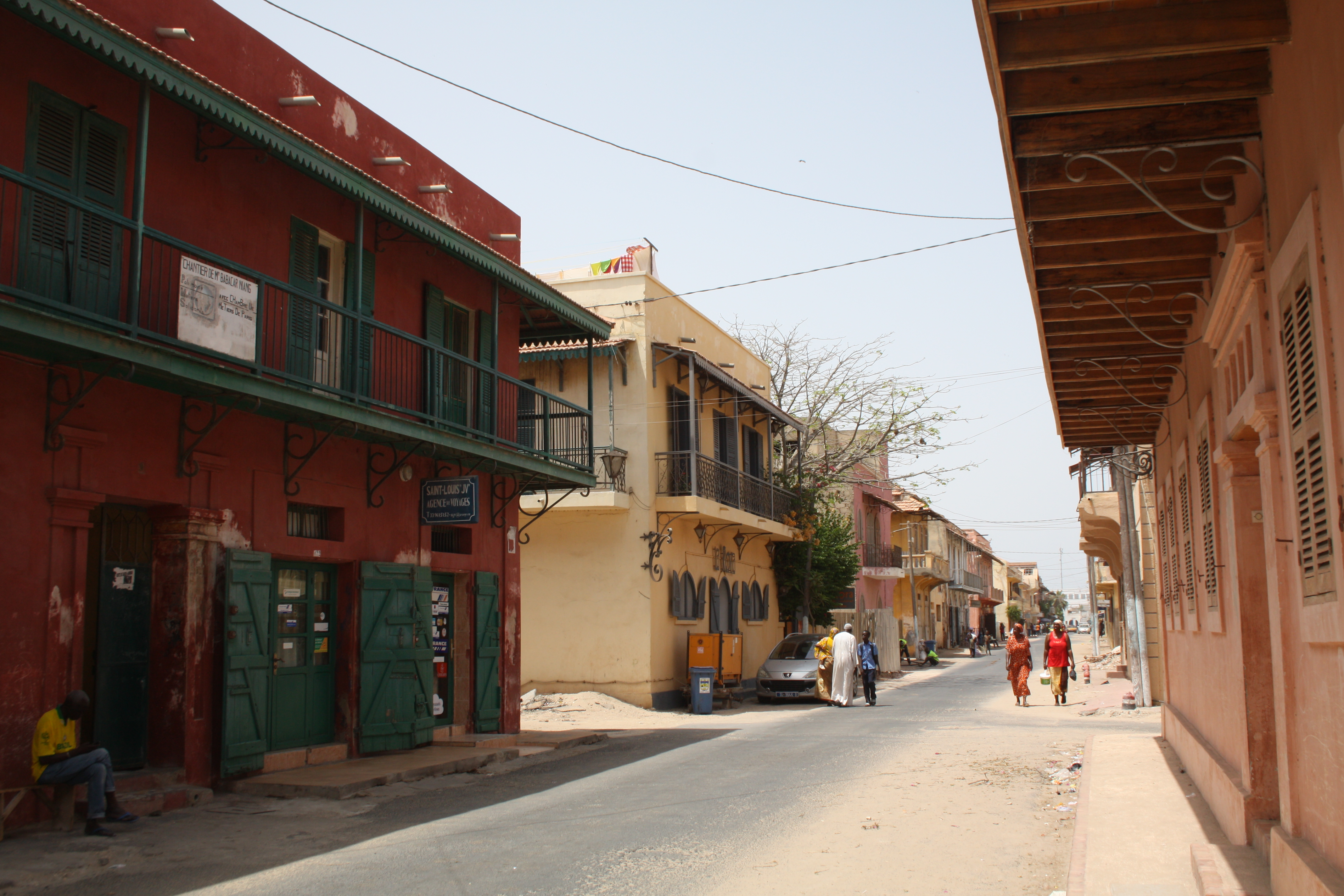
Maisons coloniales à Saint-Louis.
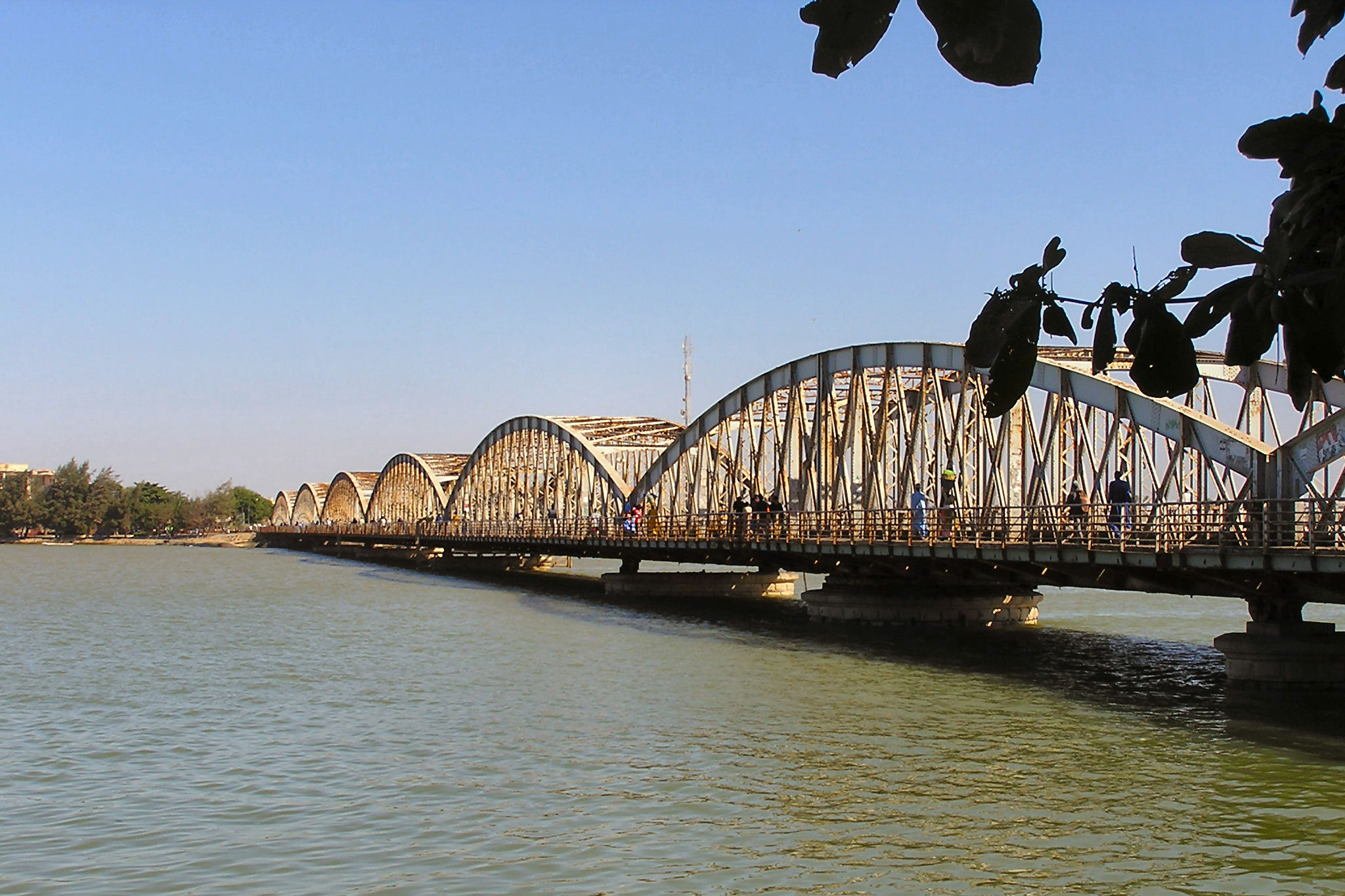
Pont Faidherbe de Saint-Louis.
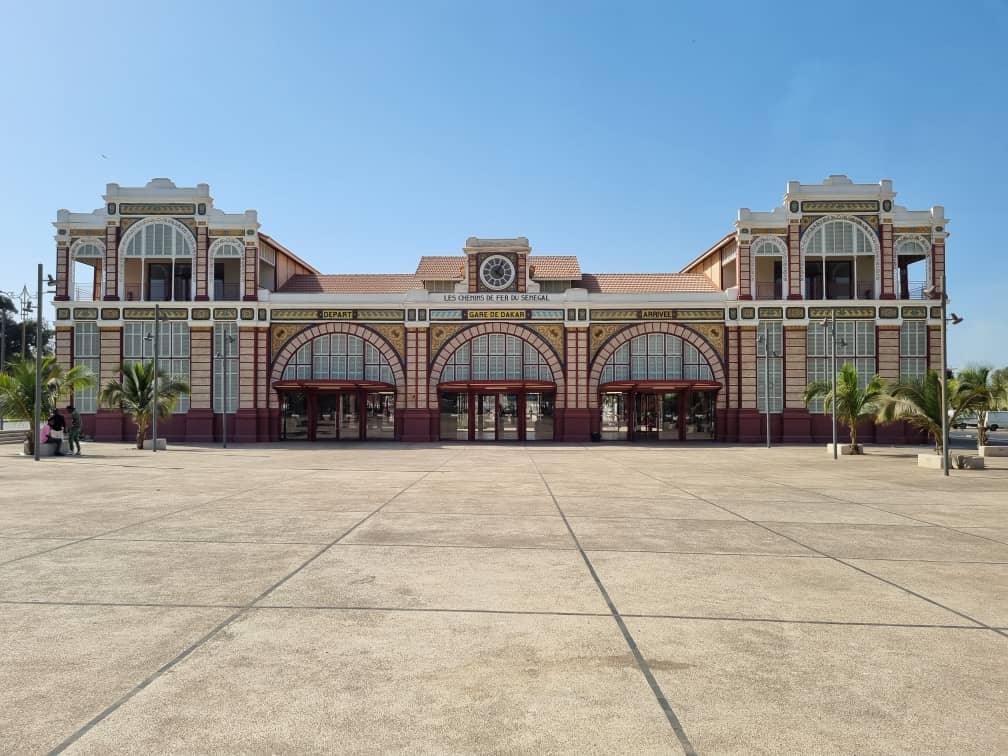
La gare de Dakar.
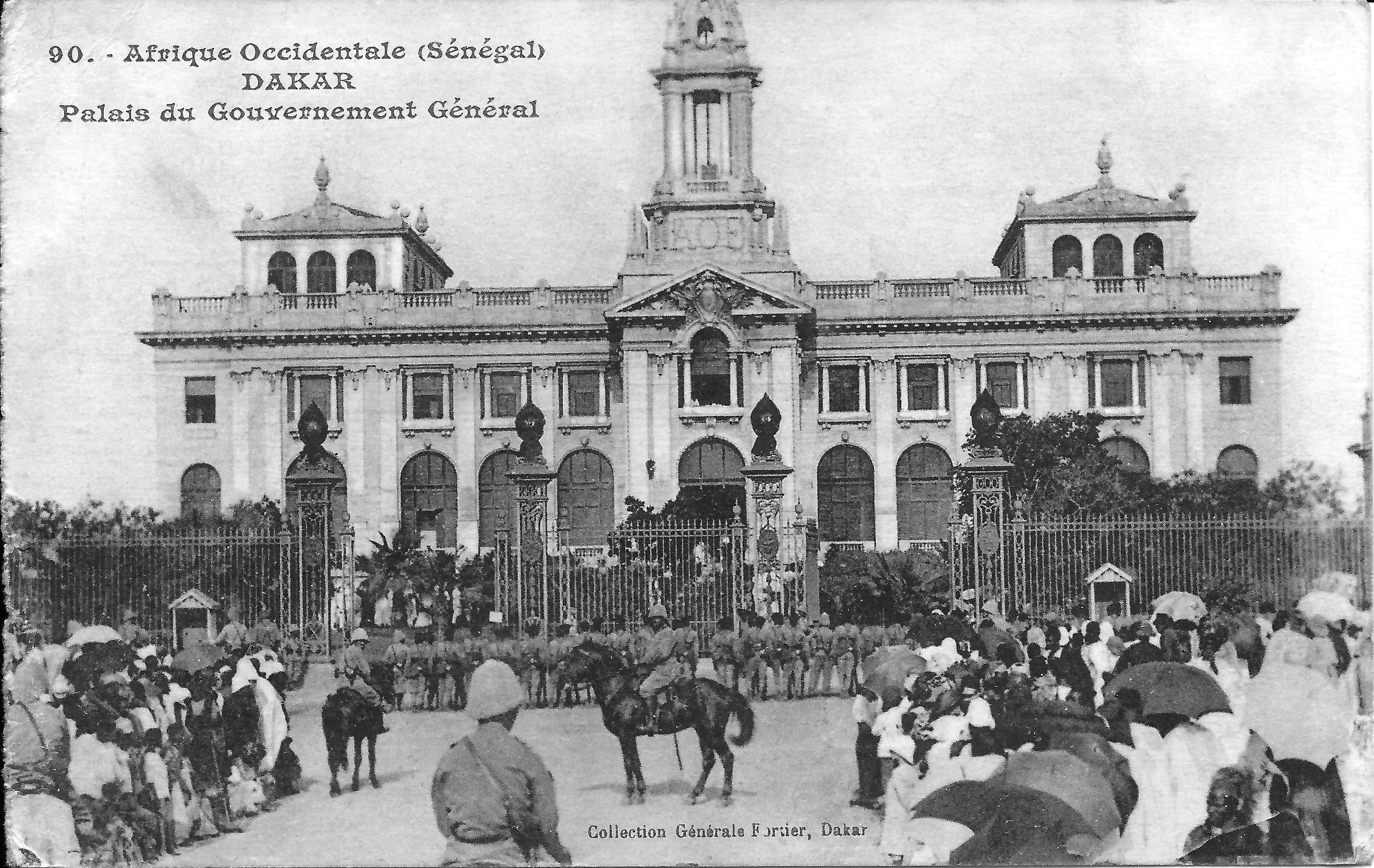
Le palais du gouvernement général, aujourd'hui la résidence officielle du président de la République du Sénégal.

### Afrique centrale
Brazzaville, métropole capitale du Congo, ainsi que Douala, première en grandeur dans la nation du Cameroun, abritent en leur sein une pléthore d'édifices de style colonial français.

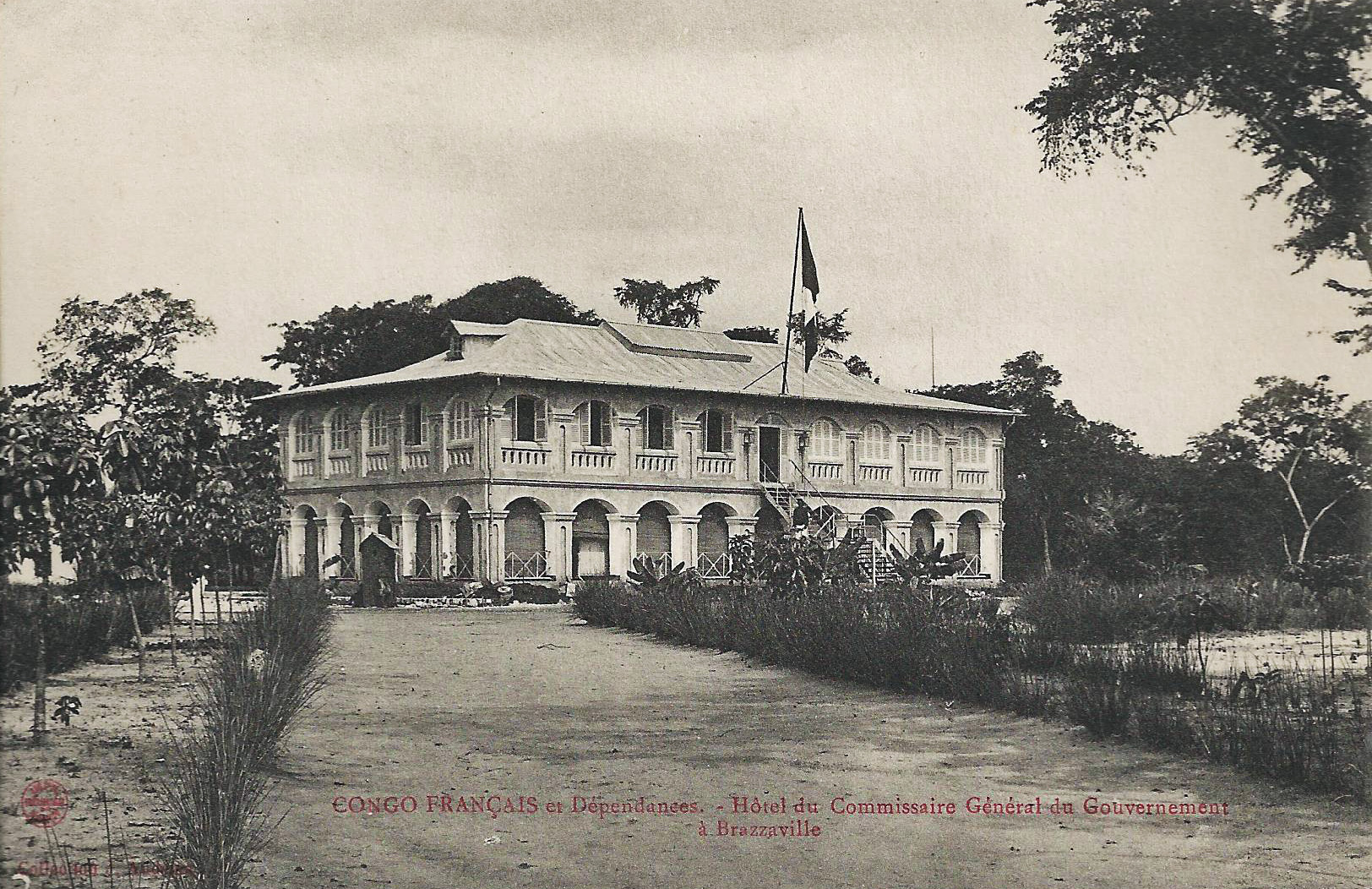
Le siège du commissaire général français à Brazzaville (vers 1896-1910)
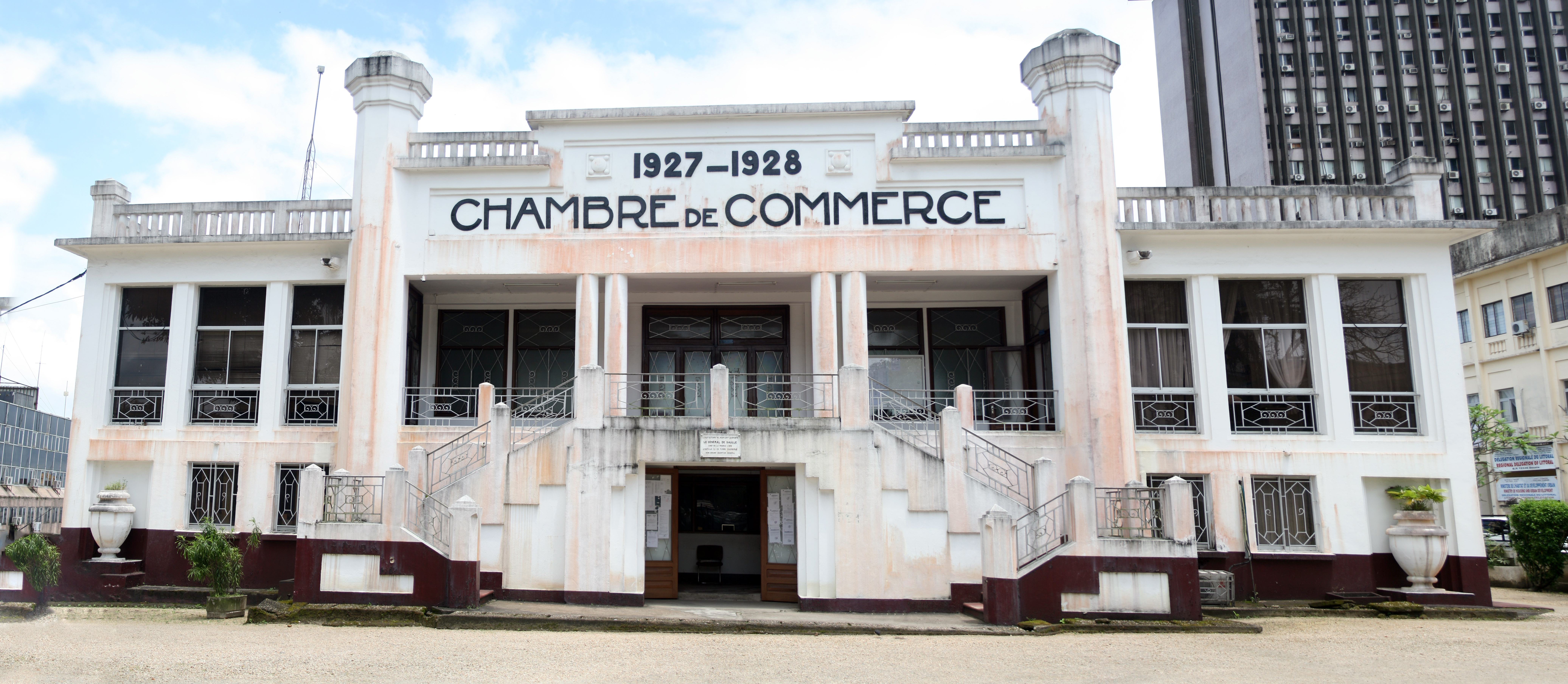
La chambre de commerce de Douala, Cameroun
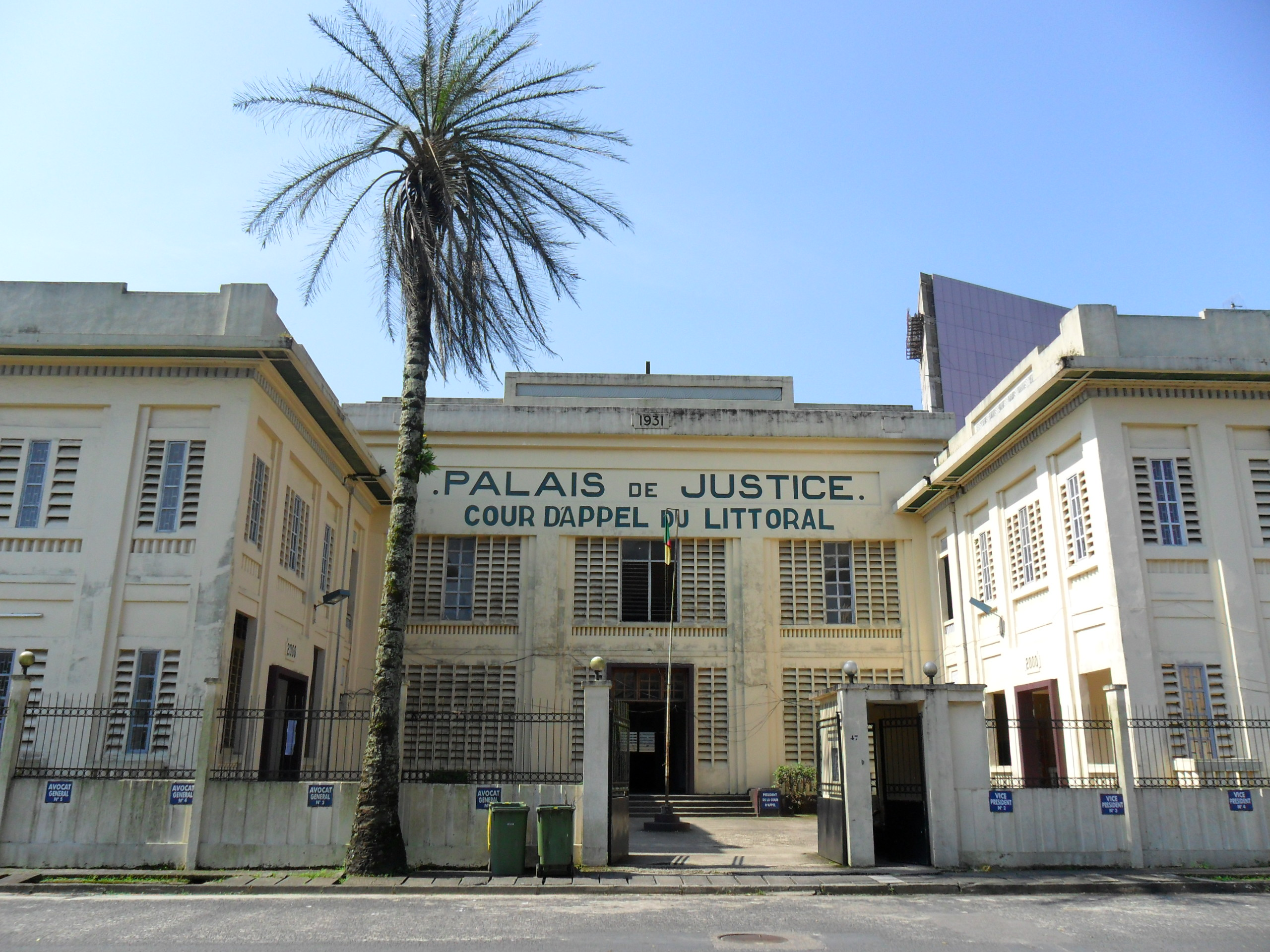
Le palais de justice de Douala
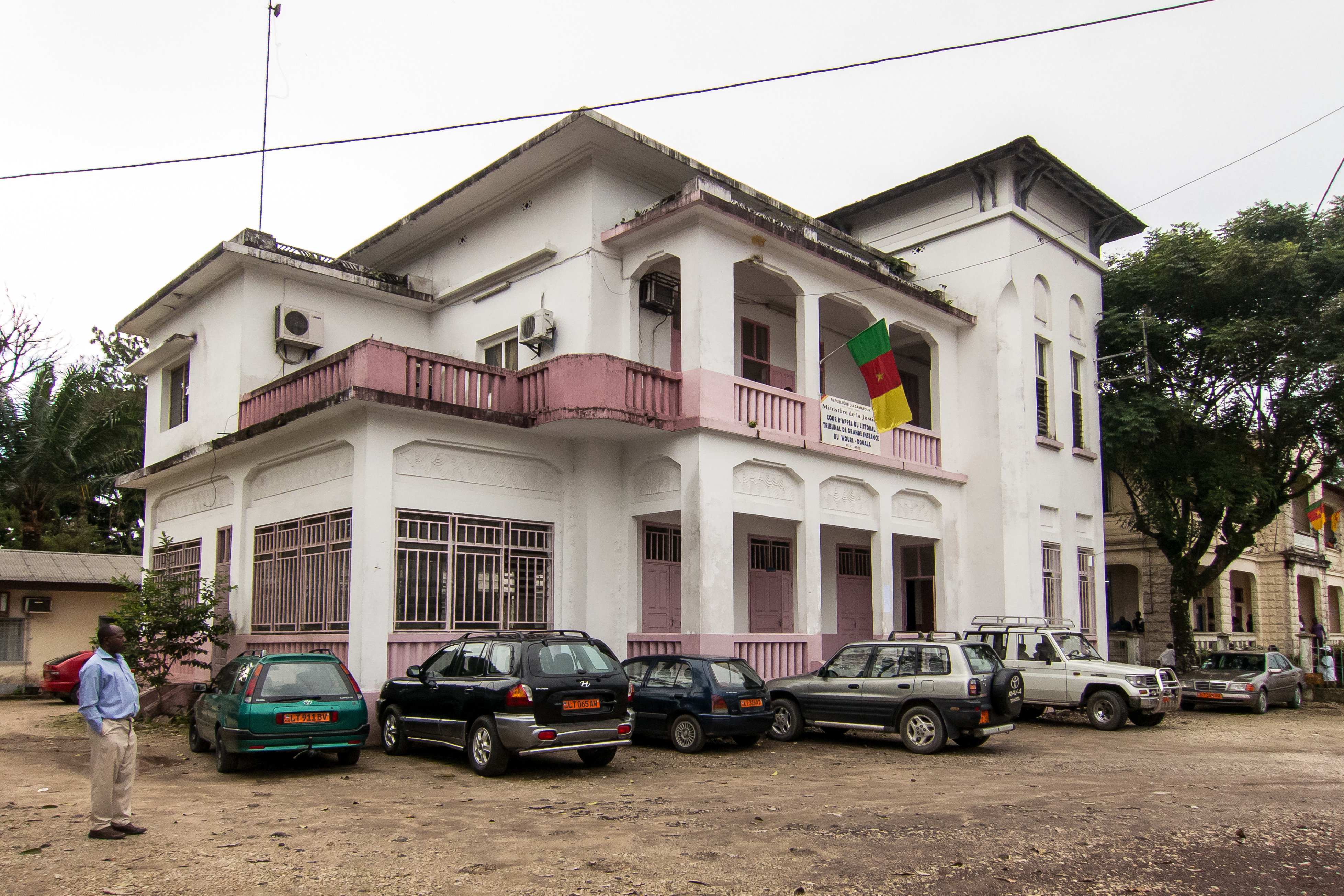
L'ancienne résidence du gouverneur régional français à Douala

## Voir également
- Architecture coloniale américaine, qui indique qu'en 1770, les briquettes-entre-poteaux ont remplacé les types antérieurs de construction coloniale française.
- Gîte créole
  - Hôtel Saint-Pierre
  - La forge de Lafitte